# Tuxtla Gutiérrez
Tuxtla Gutiérrez, también conocida como Tuxtla, es la capital del estado mexicano de Chiapas y la ciudad más poblada de este. Aparte de ser la sede de los poderes políticos del estado, es también cabecera del Municipio de Tuxtla Gutiérrez y núcleo de la Zona Metropolitana de Tuxtla Gutiérrez, conformada por los municipios de Berriozábal, Chiapa de Corzo, Ocozocoautla de Espinosa, Osumacinta, San Fernando, Suchiapa y Tuxtla Gutiérrez. Esta ciudad es el epicentro político, comercial, educativo y deportivo del estado.
Se localiza en la Región Metropolitana, en la Depresión de Chiapas, al margen oeste del Río Grijalva y al pie del Cañón del Sumidero.
Su crecimiento urbano y desarrollo económico se han acelerado desde la construcción de la Central Hidroeléctrica Manuel Moreno Torres (Presa Chicoasén) sobre las aguas del Río Grijalva, la descentralización administrativa del gobierno, el arribo de capital nacional y extranjero que atrajo inversiones a la ciudad y el aumento de ayudas económicas al desarrollo estatal.

## Etimología de Tuxtla
Los zoques llamaron Coyatoc o Coyatocmó (del idioma zoque: lugar de la casa de conejos) a la comarca donde estaban sus aldeas por la abundancia de conejos de cola de algodón. Cuando los mexicas exploraron esta comarca le nombraron Tochtlan (del náhuatl: Tōch-tla(n) [tuː(t)ʃtɬ͡a] ‘lugar donde abundan los conejos’), los zoques modificaron esa palabra a su lengua y le pronunciaron Tuchtlán.
En 1560, los frailes dominicos fundaron una localidad dentro de esta comarca y le llamaron San Marcos Evangelista Tuchtla. Los españoles castellanizaron el nombre Tuchtla como Tuxtla (y coloquialmente como Tusta) debido a eso se escribió su nombre como Tuxtla en antiguos documentos, y ese ha sido su nombre hasta la fecha. En 1748 a la localidad ya se le nombraba San Marcos Tuxtla y el 31 de mayo de 1848 el gobernador chiapaneco Nicolás Ruiz Maldonado cambió su nombre a Tuxtla Gutiérrez en honor del general Joaquín Miguel Gutiérrez Canales.

## Historia

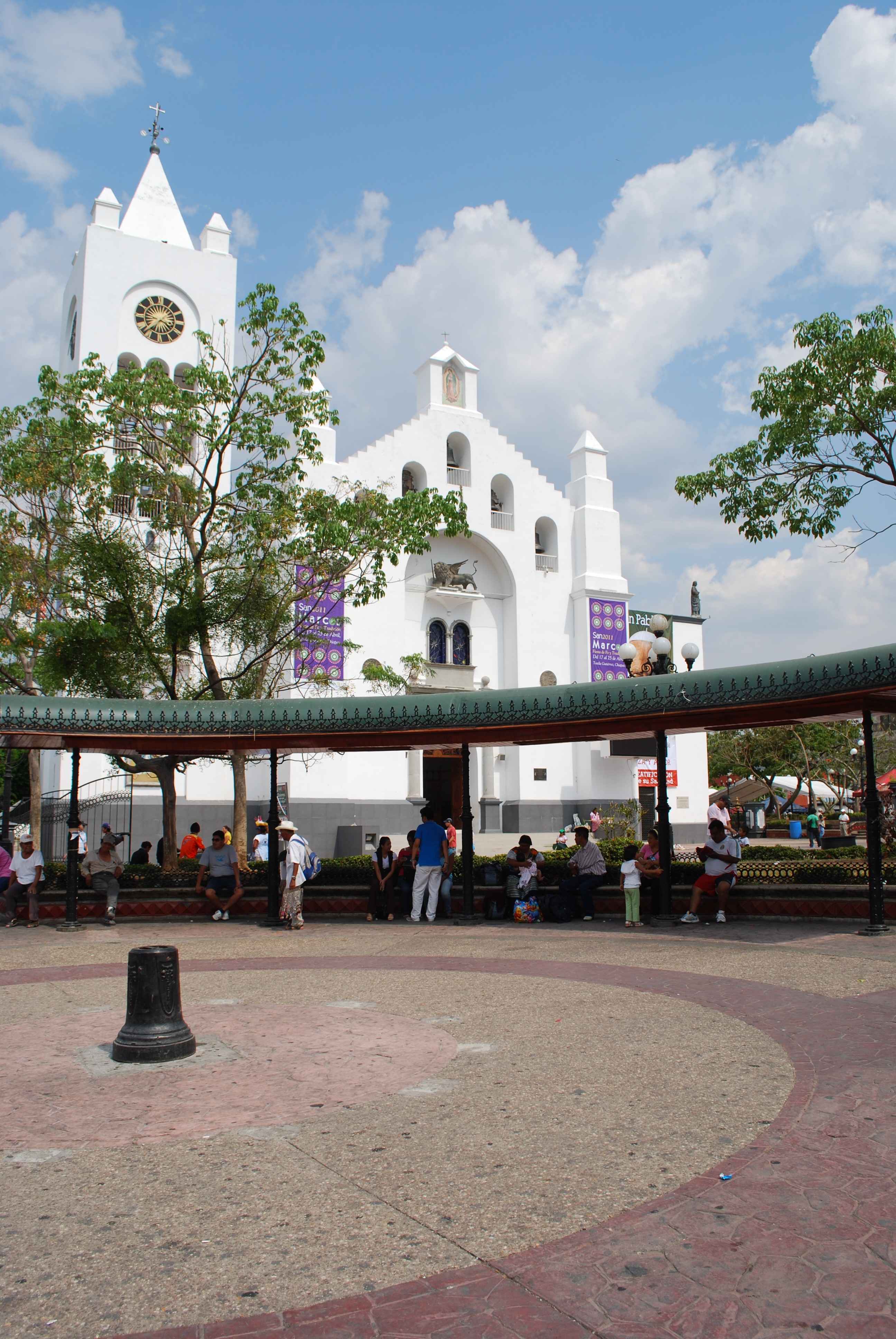
En esta zona se marcó la fundación de Tuxtla Gutiérrez aunque no existió documento oficial, se fundó con la conclusión de la construcción de la parroquia Jesuita de San Marcos "El Evangelista" hoy la catedral.

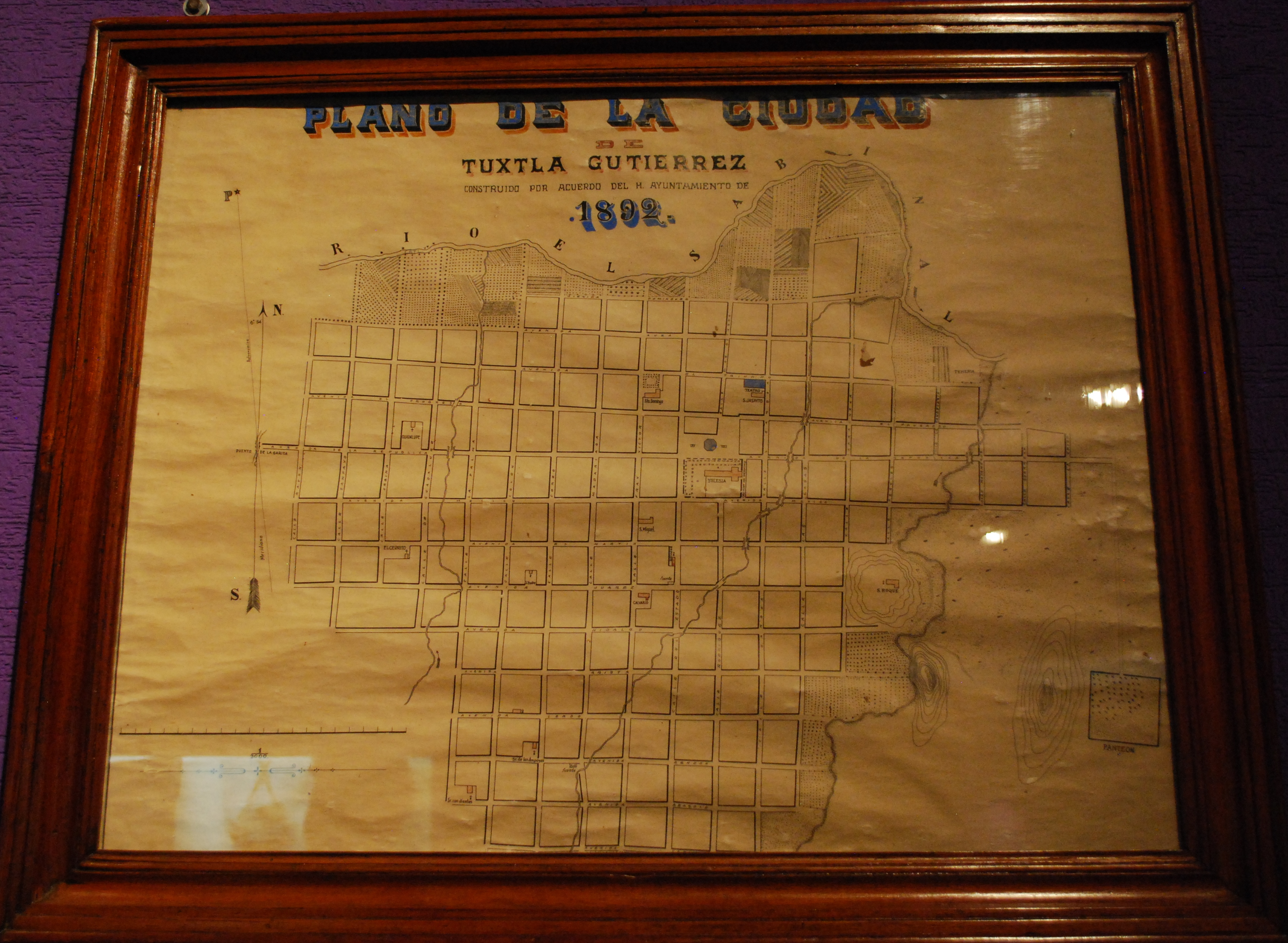
El mapa de 1892 de Tuxtla establecía como límites naturales el río sabinal, hoy se conoce que abarcaba solo el centro de la ciudad.

En las faldas del Cerro Mactumatzá los nativos zoques fundaron una aldea con el nombre de Coyatoc que significa en zoque "lugar, casa o tierra de conejos". En 1486 y 1505, los aztecas iniciaron una guerra y con un pequeño ejército atacaron el asentamiento, destruyeron Coyatoc y le nombraron Tuchtlán. Durante el virreinato, dentro de la comarca, el pueblo de Tuxtla era un lugar de descanso antes de arribar a Chiapa de los Indios (Chiapa de Corzo), también era un punto de convergencia para los comerciantes que provenían de Oaxaca, Veracruz, Tabasco, Campeche y Guatemala.
El 19 de junio de 1768, Chiapas se dividió en dos alcaldías mayores: la alcaldía de Tuxtla que tuvo jurisdicción en los partidos de los pueblos, partidos comunales zoques y de los Chiapa; y la alcaldía de la Ciudad Real que tuvo jurisdicción en el resto de la provincia. En 1786, las alcaldías de Ciudad Real y Tuxtla, y la provincia del Soconusco integraron la Intendencia de Ciudad Real de Chiapas, cuya capital era Ciudad Real (San Cristóbal de las Casas), con subdelegados en Tuxtla, Comitán y Soconusco.
El 1 de enero de 1821 se estableció el primer ayuntamiento constitucional de Tuxtla. El 27 de julio de 1829, es elevada al rango de ciudad por el gobernador interino Emeterio Pineda. En 1837, durante el régimen centralista de Santa Anna, es cabecera del distrito del oeste del departamento de Chiapas.
El 9 de febrero de 1834, el gobernador Joaquín Miguel Gutiérrez la convirtió en capital de Chiapas. En 1835 se llevaron los poderes a San Cristóbal de Las Casas. El 31 de mayo de 1848, se le incluye el apellido de Gutiérrez al nombre de la ciudad en honor a don Joaquín Miguel Gutiérrez, ilustre federalista. Del 4 de enero de 1858 hasta el 18 de enero de 1861, Tuxtla Gutiérrez fue capital por segunda vez, y después se trasladaron los poderes a San Cristóbal de las Casas. Del 1 de febrero de 1864 hasta 31 de diciembre de 1867 a Tuxtla son devueltos los poderes por tercera vez; después, nuevamente a la ciudad de San Cristóbal de las Casas. El 11 de agosto de 1892, el gobernador Emilio Rabasa, estableció la capital en Tuxtla Gutiérrez.
En los años 1940 la Carretera Panamericana facilitó la comunicación con la Ciudad de México. En 1941 regresó el escudo Tuchtlan, y el 23 de diciembre de 1996 fue adoptado el actual escudo municipal de Tuxtla.

### Escudo municipal
Antes que nada hay que aclarar que este escudo no es un escudo de armas, es un escudo municipal, porque representa esta entidad administrativa. En 1941, a propuesta del historiador Fernando Castañón Gamboa, el ayuntamiento de Tuxtla Gutiérrez, que presidía Fidel Martínez, adoptó como escudo de la ciudad a las antiguas figuras heráldicas precolombinas de la localidad usadas en tiempos del dominio mexica: La figura de un conejo precolombino erguido sobre una mandíbula con tres dientes, tal como aparece en las pinturas del Códice Mendocino.
El borde del escudo es oro, el campo de gules. El jeroglífico mexica un conejo (gris) en el campo de gules y erguido sobre una mandíbula superior simboliza la abundancia de conejos. El jeroglífico mexica de la mandíbula superior con tres dientes (también de color gris) simboliza un lugar con abundancia de algo. Unidos los dos jeroglíficos se interpretan como el lugar de abundancia de conejos (Tochtlan en náhuatl), nombre que los mexicas dieron a la comarca, donde estaban los asentamientos zoques.
Este escudo fue publicado por primera vez en 1941 en la Gaceta Municipal de Tuxtla Gutiérrez y en el libro Tuchtlan. Documentos y datos inéditos para la historia particular de Tuxtla Gutiérrez, escrito por Fernando Castañón Gamboa. De 1941 a 1996, el diseño del escudo de Tuxtla Gutiérrez fue modificado seis veces, sin que fuera adoptado oficialmente por acuerdo de una sesión de cabildo. El 23 de diciembre de 1996 fue adoptado el actual escudo municipal de Tuxtla.

En un principio, la figura del conejo aparecía dentro de un escudo con la forma clásica de los antiguos y reales blasones españoles; posteriormente fue modificada la forma del escudo. El escudo de Tuxtla se utilizó más como logotipo de la presidencia municipal que como emblema de la ciudad o del municipio.

Escudo de Tuxtla Gutiérrez

## Clima
Los climas existentes en el municipio son:
Tropical subhúmedo con lluvias en el verano, de menor humedad, que abarca el 99.71% de la superficie municipal.
Tropical subhúmedo con lluvias en el verano, de mediana humedad, que abarca el 0.29% de la superficie municipal.
| Parámetros climáticos promedio de Tuxtla Gutiérrez | Parámetros climáticos promedio de Tuxtla Gutiérrez | Parámetros climáticos promedio de Tuxtla Gutiérrez | Parámetros climáticos promedio de Tuxtla Gutiérrez | Parámetros climáticos promedio de Tuxtla Gutiérrez | Parámetros climáticos promedio de Tuxtla Gutiérrez | Parámetros climáticos promedio de Tuxtla Gutiérrez | Parámetros climáticos promedio de Tuxtla Gutiérrez | Parámetros climáticos promedio de Tuxtla Gutiérrez | Parámetros climáticos promedio de Tuxtla Gutiérrez | Parámetros climáticos promedio de Tuxtla Gutiérrez | Parámetros climáticos promedio de Tuxtla Gutiérrez | Parámetros climáticos promedio de Tuxtla Gutiérrez | Parámetros climáticos promedio de Tuxtla Gutiérrez |
| Mes                                                | Ene.                                               | Feb.                                               | Mar.                                               | Abr.                                               | May.                                               | Jun.                                               | Jul.                                               | Ago.                                               | Sep.                                               | Oct.                                               | Nov.                                               | Dic.                                               | Anual                                              |
| -------------------------------------------------- | -------------------------------------------------- | -------------------------------------------------- | -------------------------------------------------- | -------------------------------------------------- | -------------------------------------------------- | -------------------------------------------------- | -------------------------------------------------- | -------------------------------------------------- | -------------------------------------------------- | -------------------------------------------------- | -------------------------------------------------- | -------------------------------------------------- | -------------------------------------------------- |
| Temp. máx. abs. (°C)                               | 37.6                                               | 40.1                                               | 42.0                                               | 42.0                                               | 41.7                                               | 41.2                                               | 36.6                                               | 36.5                                               | 36.4                                               | 36.3                                               | 36.2                                               | 36                                                 | 42.0                                               |
| Temp. máx. media (°C)                              | 29.8                                               | 31.5                                               | 33.9                                               | 35.6                                               | 35.4                                               | 32.8                                               | 32.0                                               | 32.1                                               | 31.3                                               | 30.7                                               | 30.4                                               | 29.7                                               | 32.1                                               |
| Temp. media (°C)                                   | 23.0                                               | 24.3                                               | 26.1                                               | 28.2                                               | 28.7                                               | 27.2                                               | 26.4                                               | 26.5                                               | 26.1                                               | 25.5                                               | 24.4                                               | 23.3                                               | 25.8                                               |
| Temp. mín. media (°C)                              | 16.2                                               | 17.0                                               | 18.4                                               | 20.7                                               | 21.9                                               | 21.5                                               | 20.9                                               | 20.9                                               | 20.9                                               | 20.2                                               | 18.5                                               | 16.9                                               | 19.5                                               |
| Temp. mín. abs. (°C)                               | 12.0                                               | 11.9                                               | 14.9                                               | 16.3                                               | 17.0                                               | 17.5                                               | 14.3                                               | 17.2                                               | 16.8                                               | 13.0                                               | 12.0                                               | 11.1                                               | 4.0                                                |
| Precipitación total (mm)                           | 0.9                                                | 2.6                                                | 3.2                                                | 12.3                                               | 82.4                                               | 217.2                                              | 176.1                                              | 186.0                                              | 190.8                                              | 65.6                                               | 14.5                                               | 2.9                                                | 954.5                                              |
| Días de precipitaciones (≥ 0.1 mm)                 | 0.7                                                | 0.6                                                | 0.6                                                | 1.7                                                | 8.1                                                | 17.8                                               | 16.9                                               | 16.6                                               | 18.1                                               | 8.4                                                | 2.5                                                | 1.3                                                | 93.3                                               |
| Fuente: Servicio Meteorológico Nacional            |                                                    |                                                    |                                                    |                                                    |                                                    |                                                    |                                                    |                                                    |                                                    |                                                    |                                                    |                                                    |                                                    |

La temperatura media anual es de 25,4 °C. La temporada cálida dura desde mediados de febrero hasta septiembre. El período más caluroso del año es desde abril hasta la segunda semana de mayo donde se alcanzan temperaturas alrededor de los 40 °C. La temporada fresca dura desde la segunda semana de noviembre hasta mediados de febrero. El período más frío del año es el mes de diciembre cuando la temperatura puede llegar a descender hasta 8 °C. La precipitación pluvial oscila según las áreas municipales y es en promedio 900 mm anuales. La temporada normal de lluvias abarca desde mayo hasta la segunda semana de octubre. Normalmente, los meses más lluviosos son junio y septiembre.
```
 Temperatura máxima: 43 °C (1988)
 Temperatura mínima: 4 °C (2016)
```

- Datos obtenidos del INEGI, basados en los registros meteorológicos de la Comisión Nacional del Agua de México (CNA).

## Política
La ciudad de Tuxtla Gutiérrez es la capital de Chiapas, sede de los poderes del estado y de la mayoría de las oficinas de representación de nivel Federal en este; de igual manera, es la cabecera del municipio homónimo y, por consiguiente, sede del Ayuntamiento municipal.

### Nivel municipal

#### Ayuntamiento

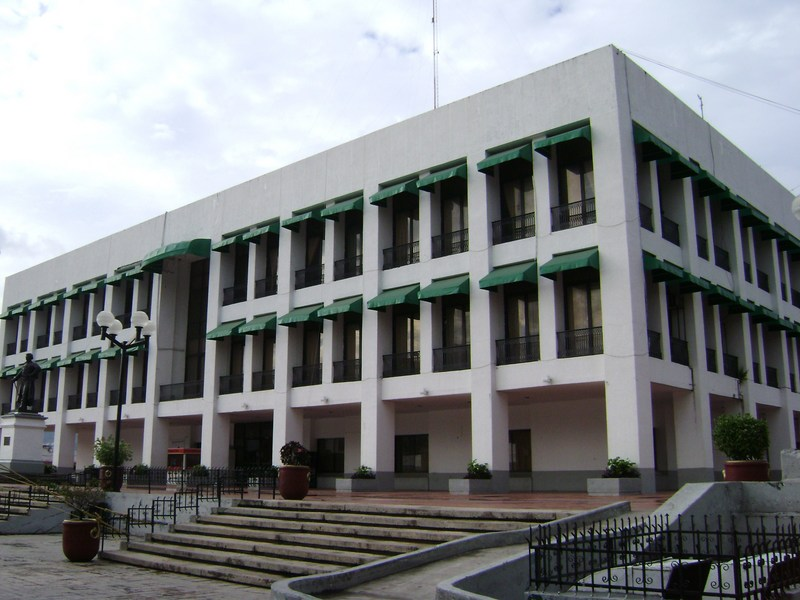
Palacio del Ayuntamiento de Tuxtla Gutiérrez

El Gobierno municipal se deposita para su ejercicio en el Ayuntamiento municipal, el cual es un órgano colegiado que está conformado por el Presidente Municipal, un Síndico, seis Regidores electos mediante mayoría relativa en la planilla municipal y tres Regidores electos mediante el Principio de Representación Proporcional (Plurinominales).
Mediante sesiones plenarias de Cabildo, este órgano se encarga de la creación la legislación municipal que rige el orden social dentro del territorio y el funcionamiento de la Administración Pública Municipal.
El Ayuntamiento también puede sesionar en comisiones temáticas para dictaminar reglamentos o aprobar medidas administrativas.

#### Presidente municipal
El Presidente municipal de Tuxtla Gutiérrez es el representante político del municipio y es la cabeza de la Administración Pública Municipal. Es electo para un periodo de tres años con posibilidad de reelección inmediata.
Durante el periodo para el que fue electo, deberá residir en la cabecera municipal y tendrá su sede oficial de gobierno en el Palacio del Ayuntamiento de Tuxtla Gutiérrez.
Actualmente, para el período constitucional 2021-2024, el Presidente Municipal de Tuxtla Gutiérrez es Carlos Orsoe Morales Vázquez.

#### Administración pública municipal
1. Oficina del Despacho del Presidente
2. Sindicatura
3. Secretaría General del Ayuntamiento
4. Tesorería Municipal
5. Contraloría Municipal
6. Secretaría de Planeación
7. Secretaría de Seguridad Pública y Tránsito Municipal
8. Secretaría de Obras Públicas
9. Secretaría de Desarrollo Social y Educación
10. Secretaría de Economía
11. Secretaría de Salud
12. Oficialía Mayor
13. Secretaría de Servicios Municipales
14. Secretaría de Medio Ambiente y Movilidad Urbana
15. Secretaría de Desarrollo Urbano
16. Secretaría de Igualdad para las Mujeres
17. Secretaría de Protección Civil.

### Nivel Estatal
Al ser la Ciudad de Tuxtla Gutiérrez la capital del estado, en ella tienen sus respectivas sedes oficiales los Poderes Ejecutivo, Legislativo y Judicial de Chiapas.

#### Poder Ejecutivo
El Poder Ejecutivo del estado de Chiapas se deposita para su ejercicio en el gobernador o gobernadora del Estado de Chiapas, encabezando a la Administración Pública Centralizada.
El Gobernador tiene su sede oficial en el Palacio de Gobierno del estado de Chiapas, ubicado en la Plaza Central de la ciudad de Tuxtla Gutiérrez.

#### Poder Legislativo

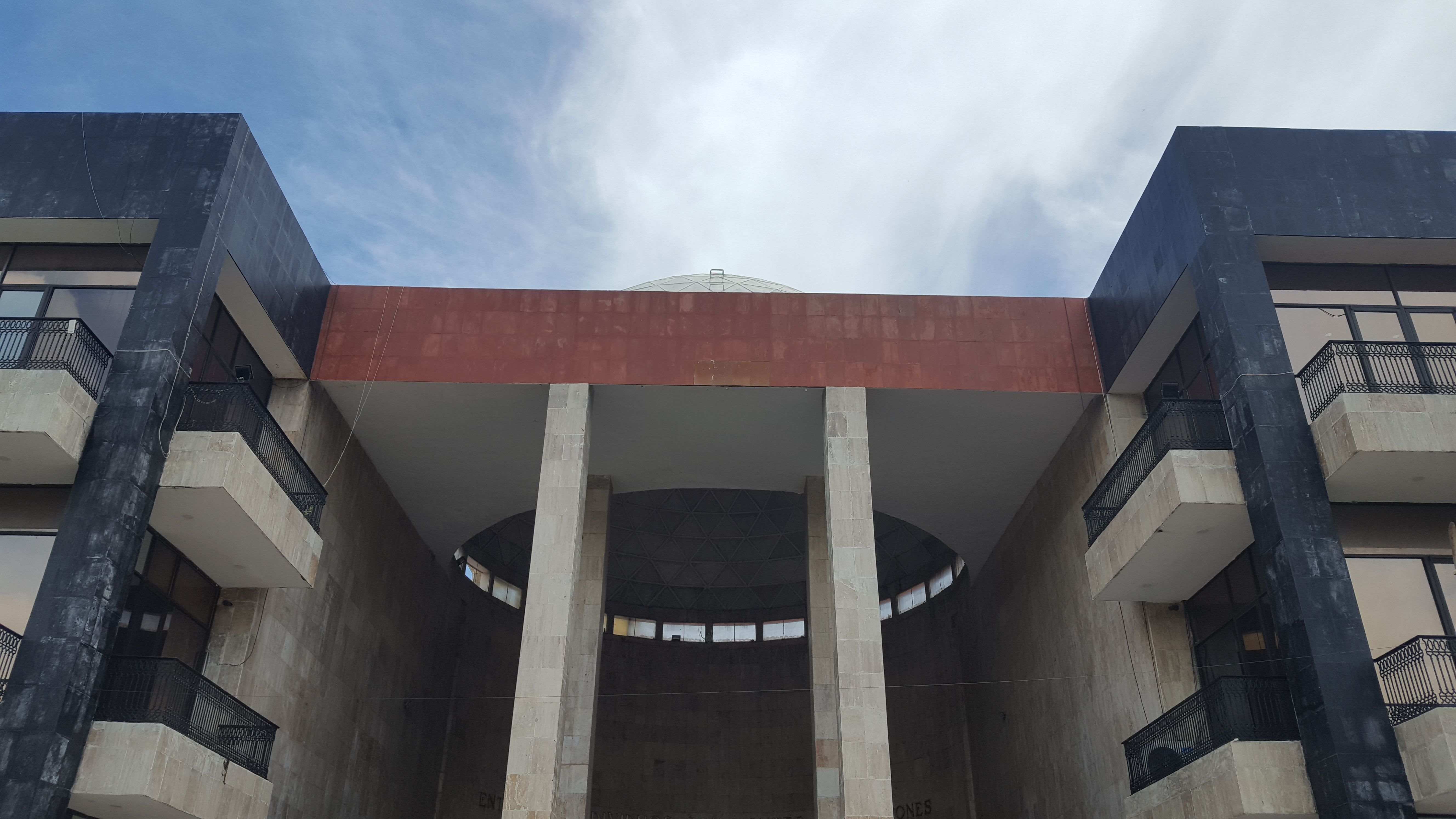
Palacio Legislativo en Tuxtla Gutiérrez, sede del Congreso del estado de Chiapas.

El Poder Legislativo del estado de Chiapas se deposita para su ejercicio en el Congreso del Estado de Chiapas. Este parlamento unicameral se encuentra integrado por 40 diputados que duran tres años en su encargo; de los cuales, 24 son elegidos por mayoría relativa y 16 mediante el principio de representación proporcional.
El Congreso del estado tiene su sede oficial en el Palacio Legislativo de Chiapas, ubicado frente al Parque de San Marcos de la Ciudad de Tuxtla Gutiérrez.

#### Poder Judicial
El Poder Judicial del estado de Chiapas, esta constitucionalmente encargado de la impartición de justicia e interpretación de las normas locales, depositándose para su ejercicio en un Tribunal Superior de Justicia, un Consejo de la Judicatura y un Tribunal Administrativo, teniendo su sede oficial en el Palacio de Justicia del estado de Chiapas, ubicado en el lado norte-oriente de la Ciudad de Tuxtla Gutiérrez.

### Nivel federal
En lo que respecta al nivel de Gobierno Federal de México, la Ciudad de Tuxtla Gutiérrez es sede de las representaciones en el estado de Chiapas de los organismos Federales siguientes:
| Órgano Federal                                                         | Tipo                      |
| ---------------------------------------------------------------------- | ------------------------- |
| Secretaría de Infraestructura, Comunicaciones y Transportes            | Delegación                |
| Secretaría de Relaciones Exteriores                                    | Delegación                |
| Secretaría de Economía                                                 | Delegación                |
| Secretaría del Trabajo y Previsión Social                              | Delegación                |
| Secretaría de Agricultura y Desarrollo Rural                           | Delegación                |
| Secretaría de Desarrollo Agrario, Territorial y Urbano                 | Delegación                |
| Secretaría de Medio ambiente y Recursos Naturales                      | Delegación                |
| Procuraduría Federal del Consumidor                                    | Delegación                |
| Procuraduría Agraria                                                   | Delegación                |
| Comisión Nacional para la Protección y Defensa de Usuarios Financieros | Delegación                |
| Instituto del Fondo Nacional para la Vivienda de los Trabajadores      | Delegación                |
| Instituto Nacional de Antropología e Historia                          | Centro INAH               |
| Instituto Nacional de los Pueblos Indígenas                            | Oficina de representación |
| Instituto Mexicano del Seguro Social                                   | Subdelegación             |
| Servicio de Administración Tributaria                                  | Administración Local      |

De igual manera, la Ciudad es sede del Vigésimo Circuito del Poder Judicial de la Federación, el cual está integrado por:
- 4 Tribunales Colegiados de Circuito.
- 8 Juzgados de Distrito.

### Cooperación internacional
Por su estratégica ubicación entre Norteamérica y Centroamérica, la ciudad de Tuxtla Gutiérrez es sede de los Consulados y Agencias internacionales siguientes:

#### Consulados
| País      | Tipo      |
| --------- | --------- |
| Guatemala | General   |
| España    | Honorario |
| Francia   | Honorario |

#### Agencias internacionales
| Organización                                                 | Oficina |
| ------------------------------------------------------------ | --- |
| Organización de las Naciones Unidas                          | Programa de Naciones Unidas para el Desarrollo                                                                     |
| Organización de las Naciones Unidas                          | Organización de las Naciones Unidas para la Educación, la Ciencia y la Cultura                                     |
| Organización de las Naciones Unidas                          | Fondo de las Naciones Unidas para la Infancia                                                                      |
| Organización de las Naciones Unidas                          | Oficina de las Naciones Unidas contra las Drogas y el Delito                                                       |
| Organización Internacional para las Migraciones              | Organización Internacional para las Migraciones en México                                                          |
| Embajada de España en México                                 | Agencia Española de Cooperación Internacional para el Desarrollo                                                   |
| Bandera de México · Bandera de Guatemala · Bandera de Belice | Sección Mexicana de la Comisión Internacional de Límites y Aguas entre México y Guatemala, y entre México y Belice |

## Economía
Por su ubicación geográfica y liderazgo, Tuxtla Gutiérrez representa un importante espacio de desarrollo donde se concentran las condiciones necesarias para potenciar las ventajas competitivas requeridas para dinamizar de manera sostenible la economía de la región.
De acuerdo con los resultados del Censo de Población y Vivienda 2010 del INEGI, más de la mitad de la población en Tuxtla Gutiérrez es menor de 30 años y una proporción similar, 56.96%, representa a la Población Económicamente Activa (PEA). En este contexto demográfico, destacan algunos puntos relevantes de la dinámica económica como la creciente participación de las mujeres en el mercado laboral, la necesidad de atraer nuevas inversiones, consolidar un parque industrial y planear el desarrollo metropolitano en áreas estratégicas como el turismo, comercio e industria.
Por sus características como polo de desarrollo, fue necesario consolidar las condiciones que facilitaran el crecimiento de la inversión nacional y extranjera a través de mecanismos ágiles y transparentes que tuvieran beneficios superiores a sus costos.
La principal vocación económica de la Ciudad se ubica en el sector servicios; sin embargo, en el medio rural predominan las actividades agropecuarias, caracterizadas por prácticas de monocultivo, producción de autoconsumo, inconsistencias en los canales de comercialización, reducida asistencia técnica y capacitación, así como inadecuadas técnicas de cultivos, entre otros.

### Centros comerciales
En Tuxtla Gutiérrez existen diversas tiendas departamentales, boutiques, zapaterías y tiendas de tecnología, cubriendo así las necesidades tanto de los habitantes de la zona metropolitana, como de aquellos que visitan la ciudad.
De entre los principales centros comerciales en la ciudad de Tuxtla Gutiérrez, destacan los siguientes:

#### Complejo comercial Plaza Crystal-Galerías Boulevard

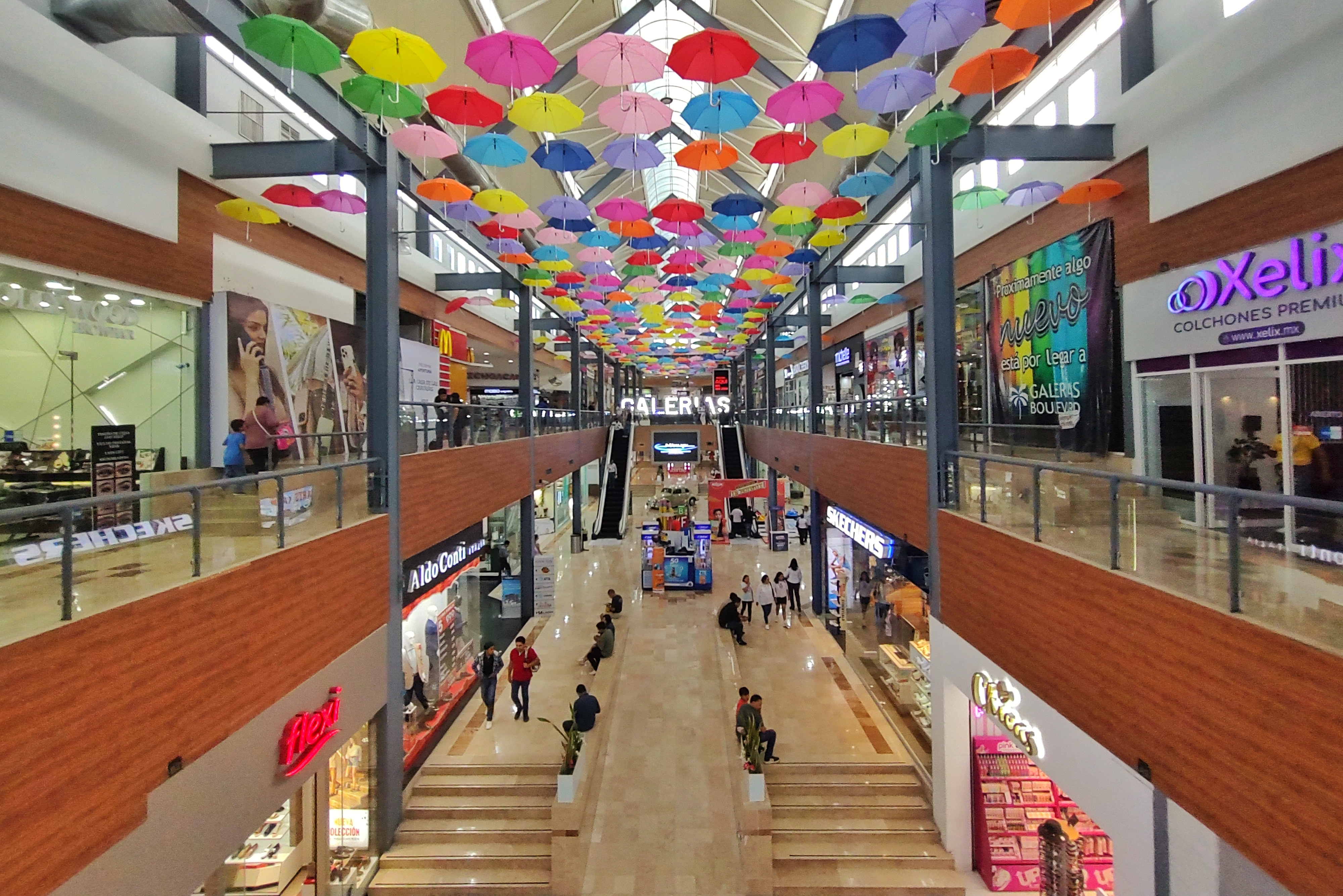
Interior de Plaza Galerías Boulevard

Es un extenso complejo comercial conformado por Plaza Crystal y Plaza Galerías Boulevard; centros comerciales independientes entre sí, pero que se encuentran unidos mediante pasillos y comparten establecimientos y clientes.
Plaza Crystal Tuxtla Gutiérrez fue inaugurada en junio de 1990, siendo en ese momento el primer centro comercial moderno en el estado de Chiapas. Por su parte, Plaza Galerías boulevard fue inaugurada en diciembre de 2003.
Este complejo está ubicado en la zona dorada de la ciudad, sobre el boulevard Belisario Domínguez, rodeado de hoteles de cadenas reconocidas, universidades, zonas residenciales, antros y lugares de entretenimiento.
Dentro de los establecimientos más relevantes que se encuentran en este complejo comercial, están: Liverpool, Sears, Sanborns, Chedraui, Coppel, Cinemex, Recórcholis, C&A, Mixup, Mobo, Telcel, AT&T, Steren, iShop, McDonald's, Naturalísimo, Las Alitas, Hanasho, Taco Inn, Pollo Brujo, Domino's Pizza, KFC. Subway, La Farándula, La Torta Vaquera, Thrifty, Dairy Queen, Nutrisa, GNC, Aldo Conti, Bizarro, Sfera, Isadora, Flexi, Zapaterías La Joya, Emyco, Shasa, Hang Ten, Julio, Lob, Sketchers, Swarovsky, Comex, Banorte, Citibanamex, etc.

#### Plaza Ámbar Fashion Mall

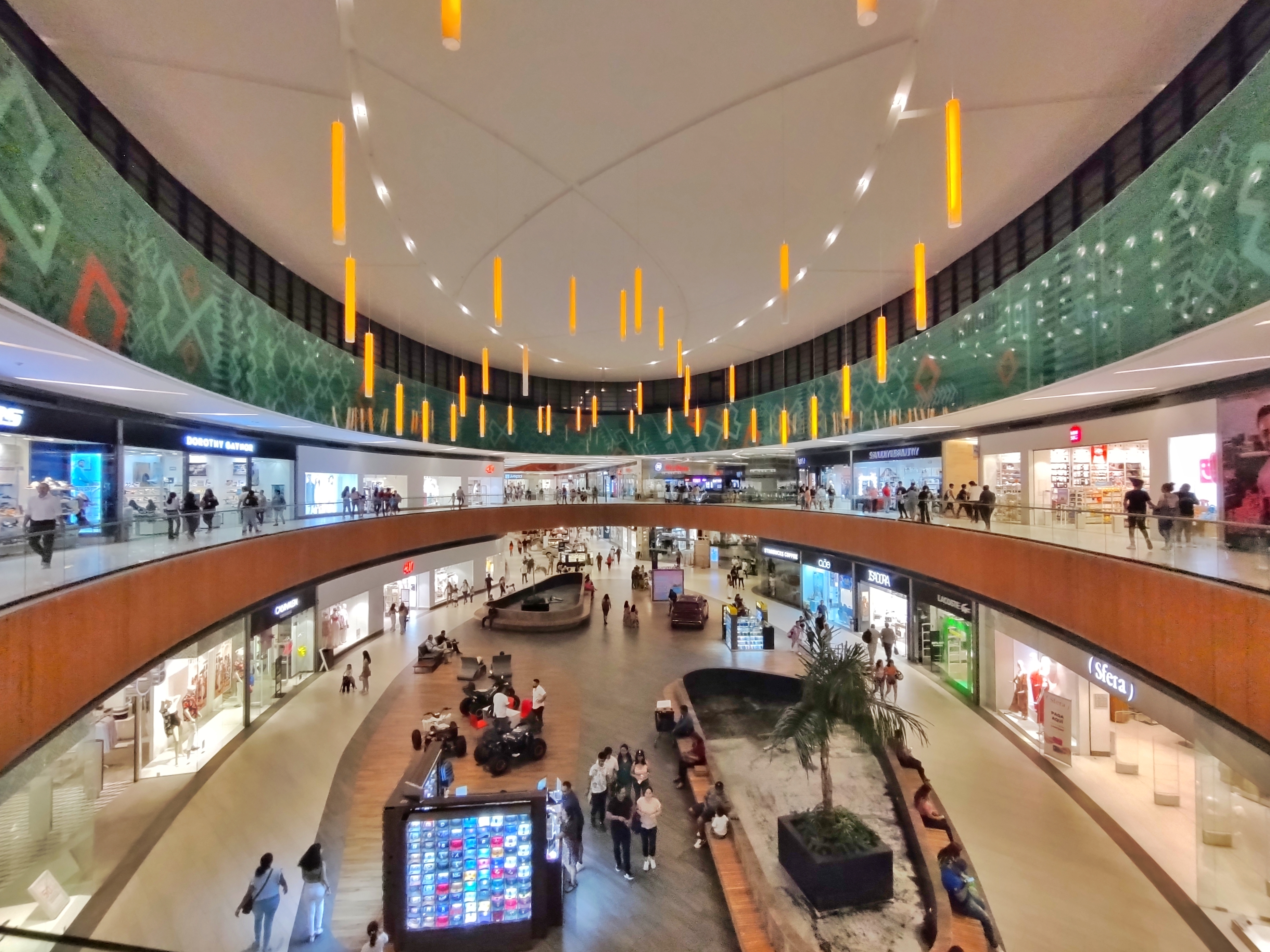
Interior de Plaza Ámbar Fashion Mall

Este moderno centro comercial está ubicado al oriente de la ciudad, sobre el cruce del Libramiento Norte Oriente y Boulevard Ángel Albino Corzo, rodeado de zonas habitacionales, a 12 minutos del Centro Histórico de Chiapa de Corzo y a 30 minutos del Aeropuerto Internacional Ángel Albino Corzo.
Esta plaza cuenta con un hotel de la cadena Fiesta Inn, Cinemex Premium & Platino, Liverpool, Súper Chedraui Selecto, Sam's Club, H&M, Suburbia, Coppel, Bershka, Sfera, Tous, Shasa, Guess, Bizarro, Miniso, Mobo, AT&T, Happyland, Alboa, Smart Fit, Levi's, Lacoste, American Eagle, Tommy Hilfiger, Ferrioni, Carls jr, Starbucks Coffee, Cacao Nativa, Dairy Queen, Churrería Porfirio, La Estación, McCarthy's Irish Pub, Wingstop, Chili's, Domino's Pizza, Pizza Hut, Tacos Señor Rodeo, Naturalísimo, Burger King, KFC, Subway, Nutrisa, GNC, BBVA, Santander, etc.

#### Plaza Las Américas

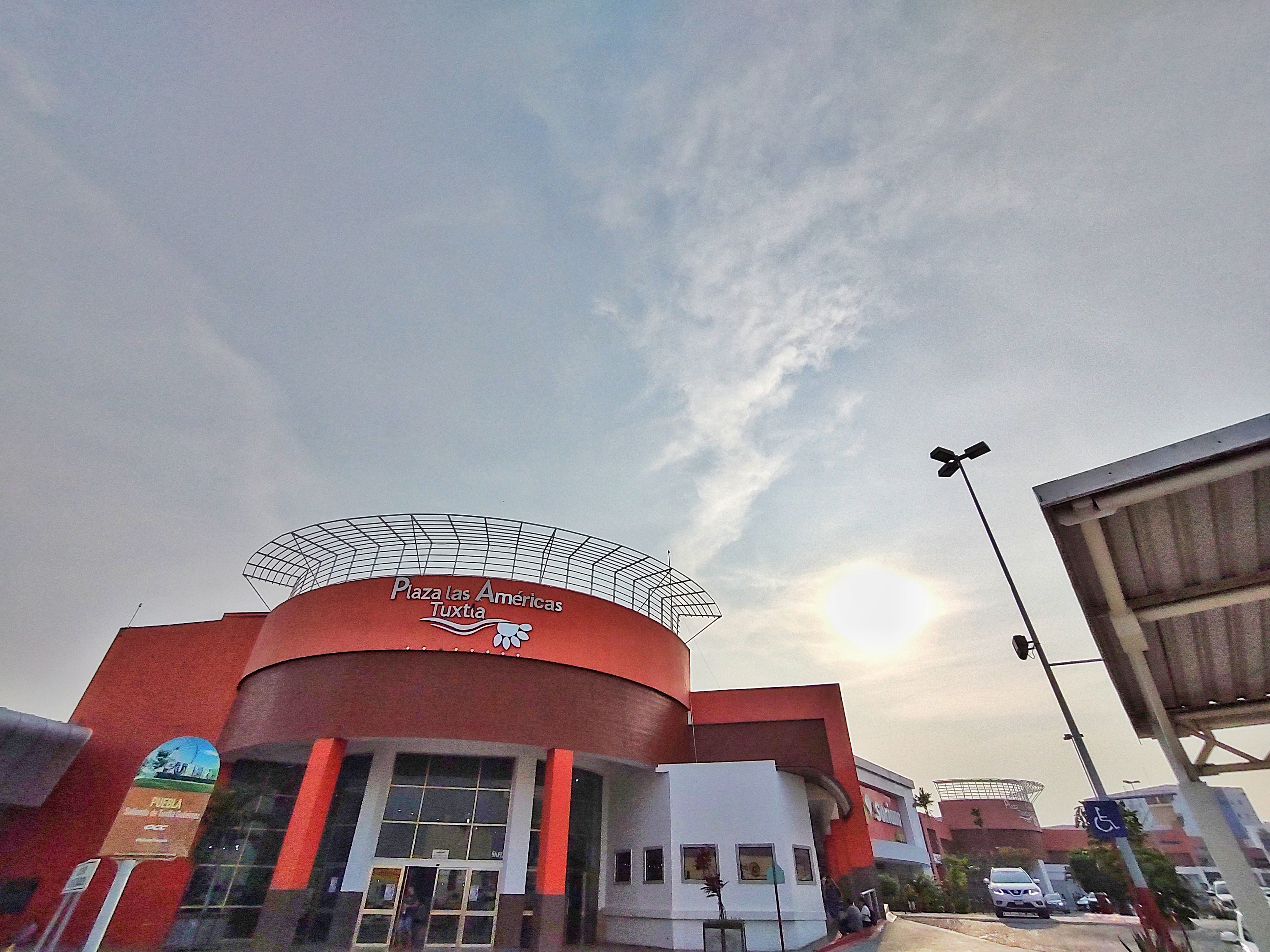
Exterior de Plaza Las Américas Tuxtla Gutiérrez

Plaza Las Américas (anteriormente llamada Plaza del Sol), es un centro comercial ubicado de lado Norte Poniente de Tuxtla Gutiérrez. Tras su reconstrucción cobró mucha popularidad e importancia, dado que se localiza en una zona muy transitada de la ciudad, además que se encuentra conectada a la Terminal de Autobuses ADO.
En ella, se puede encontrar un hotel de la cadena Sleep Inn, la terminal de autobuses ADO, Cinépolis, Recórcholis, Soriana Híper, Office Max, Coppel, Shasa, Bizarro, Milano, Óptima, Miniso, Radio Shack, Tok's Restaurantes, La Farándula, Domino's Pizza, Wings Force, McDonald's, Burger King, Subway, Sportortas de Jorge Campos, The Italian Coffee, Café San Carlos, Nutrisa GNC, Scotiabank, BBVA, Santander, Citibanamex, Banco Azteca, etc.

#### Plaza Polyforum
Es un pequeño centro comercial ubicado en el lado oriente de la ciudad, sobre el cruce del Boulevard Ángel Albino Corzo y Boulevard Andrés Serra Rojas, muy cerca del Polyforum Mesoamericano, de la Torre Chiapas y la zona de hospitales.
En ella se puede encontrar un gran Cinépolis de 14 salas, Soriana Híper, City Club, Coppel Canadá, Radio Shack, Restaurante Vip's, McDonald's, KFC, Sportortas de Jorge Campos, Tacos Señor Rodeo, Gorditas Doña Tota, Naturalísimo, Café San Carlos, BBVA, Scotiabank, Citibanamex, Banco Azteca, Meet co-working, etc.
Esta plaza es muy concurrida, ya que se encuentra junto a una parada de transporte público foráneo, sobre una de las principales arterias que conducen al centro de la ciudad.

## Demografía
La ciudad de Tuxtla Gutiérrez cuenta según datos del XIV Censo General de Población y Vivienda de 2020 consultado por el Instituto Nacional de Estadística y Geografía con una población de 578,830 habitantes, representando un incremento de 41,728 habitantes respecto al Censo de 2010. Es la ciudad más poblada del estado de Chiapas ininterrumpidamente desde el año 1970 en que superó en población definitivamente a la ciudad de Tapachula de Córdova y Ordóñez.
| Gráfica de evolución demográfica de Tuxtla Gutiérrez entre 1900 y 2020                                      |
| |
| Población de los censos y conteos del Instituto Nacional de Estadística y Geografía (INEGI) de 1900 a 2020. |

### Religión
Según datos del INEGI del año 2000, 78,98% de la población profesa la religión católica, 7,38% protestante, 5,95% bíblica no evangélica y 6,61% no profesa credo. En el ámbito regional el comportamiento es: católica 75,54%, protestante 6.89%, bíblica no evangélica 8,82% y el 7,81% no profesa credo. Las doctrinas protestantes más comunes son: pentecostalismo, la iglesia neopentecostal, las doctrinas históricas, la iglesia del dios vivo columna y apoyo de la verdad la luz del mundo. Las doctrinas bíblicas no evangélicas son: el adventismo, el mormonismo y los testigos de Jehová.
Católica: 302 809, Protestante: 28 315, Bíblica no evangélica: 22 823, Judaica: 126, Otra: 373, Sin religión: 25 348. Fuente: INEGI 2000.
Tuxtla Gutiérrez es sede de la Arquidiócesis de Chiapas que se encuentra en la Catedral de San Marcos y también forma parte de la Arquidiócesis de la Iglesia Patriarca Ortodoxa de México, Venezuela, Centroamérica y el Caribe con sede en Tuxtla en la Catedral Ortodoxa se San Pascual, la cual es llamada coloquialmente como San Pascualito. Por último la ciudad también es sede desde 1999 del único Templo Mormón en el estado de Chiapas, sede del Obispado de la Región.

## Turismo

### Sitios de interés
Tuxtla Gutiérrez cuenta con diversos sitios de interés, que van desde lo natural a lo cultural, dado que es cuna de una civilización prehispánica importante, como lo son los Zoques, quienes dominaron los valles del centro de Chiapas hasta la llegada de los españoles y sus aliados conquistadores. Los sitios de interés llevan por el camino que siglos atrás trazaron los antepasados y son una invitación para reencontrarse con el viaje, la historia y la leyenda.
Entre los atractivos con los que cuenta la ciudad, destacan los siguientes:

#### Cañón del Sumidero
Es un estrecho cañón producto de una falla geológica de gran profundidad, situado a 5 km de Tuxtla Gutiérrez. Es la división natural de la ciudad con el municipio de Chiapa de Corzo. Este cañón tiene un acantilado cuya altura va un poco más allá de los 1 000 m del nivel del agua, que se levanta sobre el cauce del río Grijalva, y que, en sentido opuesto, tiene una profundidad de más de 250 metros. La relevancia del Cañón del Sumidero, es tal, que forma parte del fondo del Escudo de Chiapas.
La falla geológica se abrió hace aproximadamente doce millones de años en la Sierra Norte de Chiapas. Se cuenta entre las más espectaculares de América, con muros que se eleven más de 1 300 metros desde la profundidad de la garganta, donde corren las aguas del río Grijalva, que atraviesa los estados de Chiapas y Tabasco y desemboca en el Golfo de México. En su boca sur, el cañón inicia en Chiapa de Corzo, y desemboca en el embalse artificial de la presa hidroeléctrica Manuel Moreno Torres, conocida popularmente como: Presa "Chicoasén".
Los jaguares y otros felinos son difíciles de avistar, dado que han sido desplazados por la presencia humana. No así numerosas variedades de aves a las que aún les sobra espacio para mantenerse a distancia como halcones, patos, garzas, pelícanos y en un día de suerte, alguna águila arpía. Su selva es media, baja, hay encinares y pastizales, aquí tienen su hábitat el Mono Araña (Ateles geoffroyi), Oso Hormiguero (Tamandua mexicana), el Hocofaisán (Crax rubra), cocodrilos entre otras especies como caimanes y algunos tipos de bagres.
Por su singular belleza y su importancia histórica, el ícono de Chiapas fue nominado para ser una de las "7 Nuevas Maravillas Naturales", siendo el único representante de México en este concurso internacional.
Se puede visitar el Cañón del Sumidero de las siguientes formas:

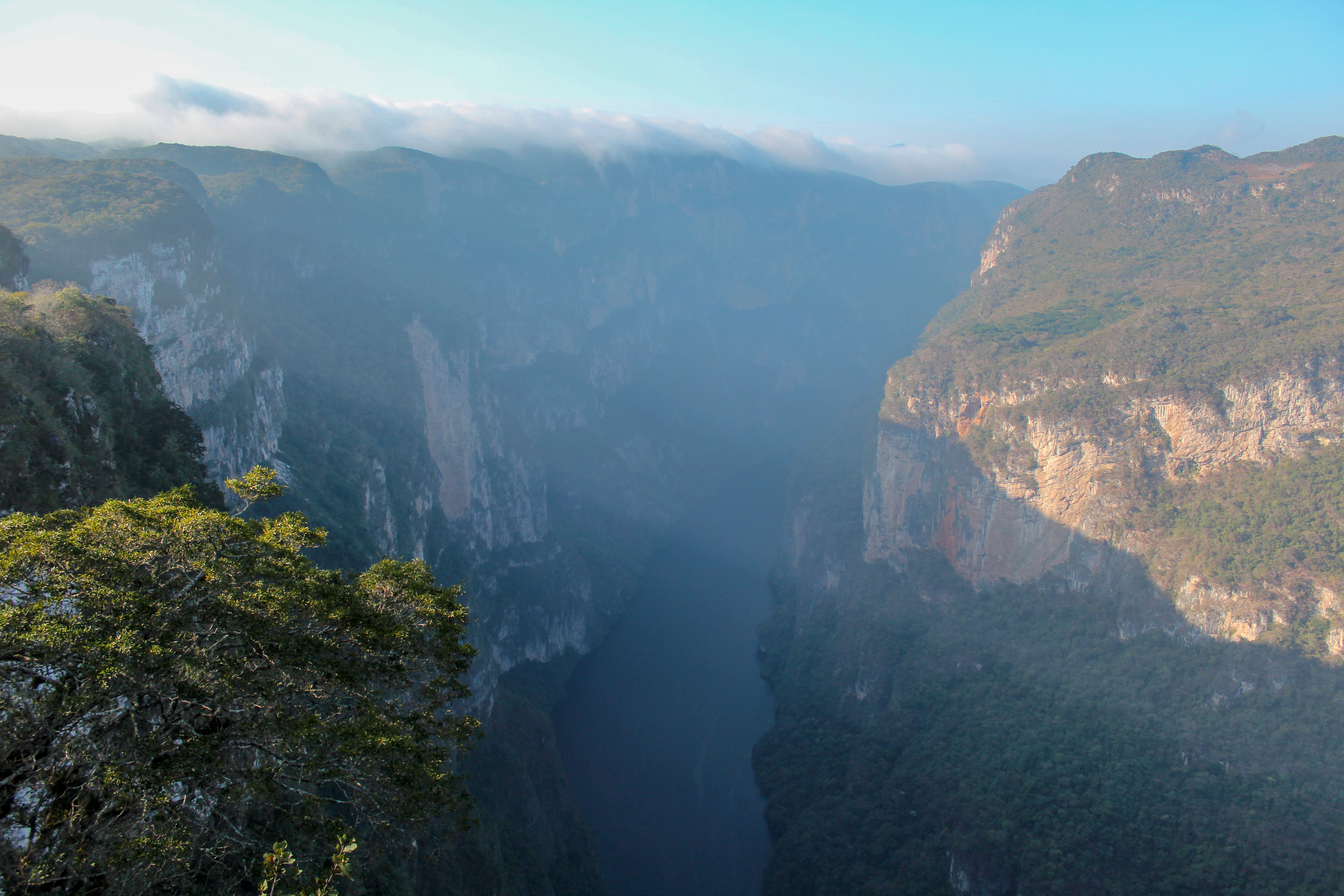
Cañón del Sumidero visto desde uno de los Miradores.

- Vía terrestre: Desde los miradores del Cañón del Sumidero. Para apreciar la belleza del Cañón del Sumidero, dentro del municipio de Tuxtla Gutiérrez existen cinco miradores que, en su forma ascendente, son: La Ceiba, La Coyota, El Tepehuaje, El Roblar y Los Chiapa. El último mirador (Los Chiapa) se encuentra en la máxima altura y cuenta con un restaurante de comidas y bebidas típicas.
- Vía fluvial: Partiendo en lancha desde el embarcadero del Centro Histórico de Chiapa de Corzo.

#### Museo y Parque de la Marimba

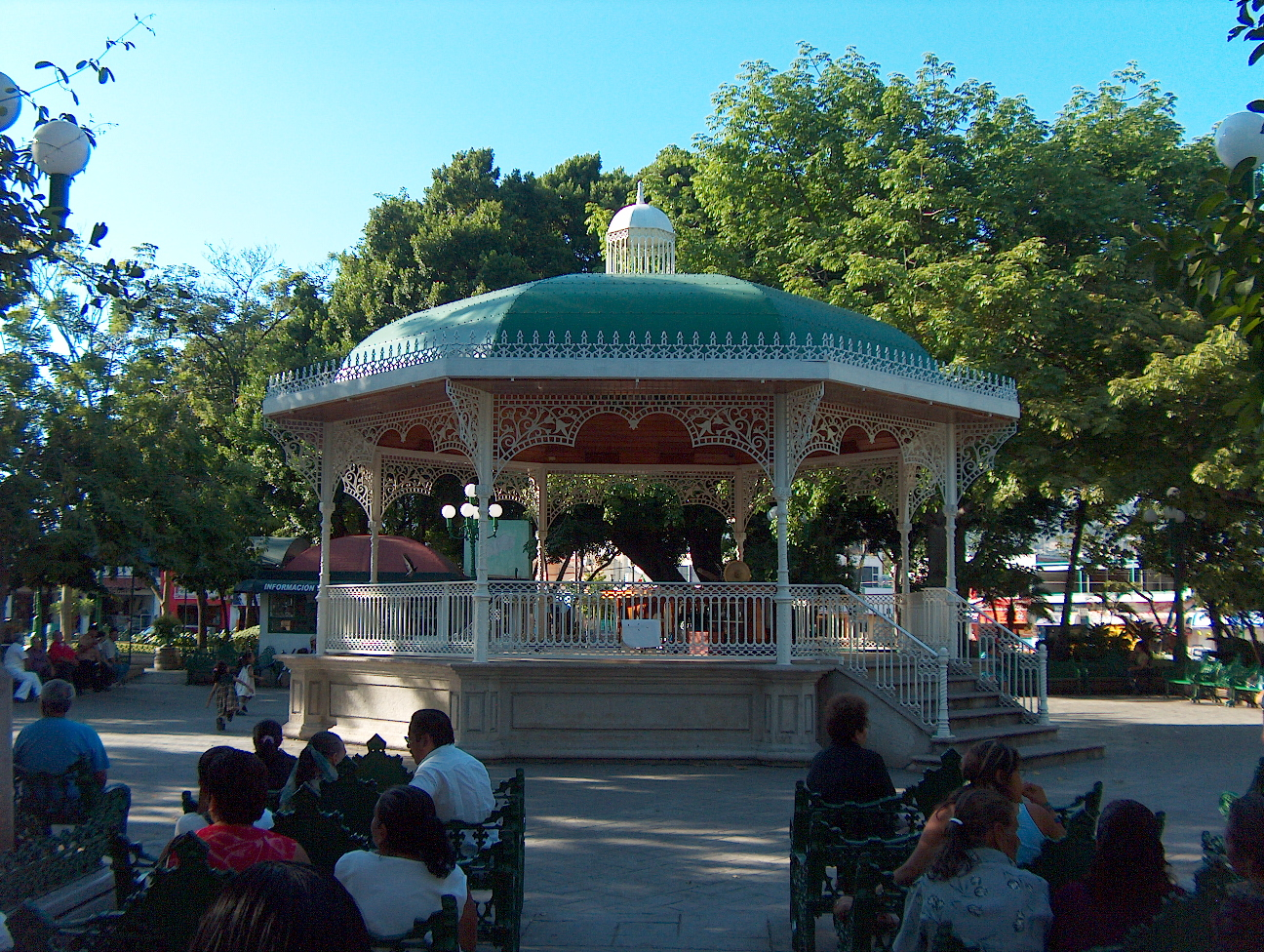
El emblemático quiosco del Parque de la Marimba, un símbolo de la ciudad de Tuxtla Gutiérrez.

El Internacional Parque Jardín de la Marimba es un famoso parque ubicado en el Centro Histórico de Tuxtla Gutiérrez, cuyas atracciones principales son la música de marimba en vivo desde su emblemático kiosco de estilo colonial, así como la abundante vegetación nativa del lugar.
Lleva el nombre del instrumento musical característico del estado de Chiapas: la marimba, dado que todos los días, desde las 17:00 a las 21:00 horas, se presentan conjuntos marimbísticos provenientes de diversos municipios del estado para ejecutar conciertos musicales en vivo; por ello, tanto tuxtlecos como turistas, acuden a ese lugar para escuchar y bailar, constituyéndose como uno de los recintos marimbísticos más importantes del mundo.
El parque se destaca por las bancas de tipo colonial, la iluminación y el kiosco central, evocando así un ambiente de principios del siglo XX; siendo uno de los parques más emblemáticos de Tuxtla Gutiérrez, compitiendo directamente con la Plaza Central de la ciudad.

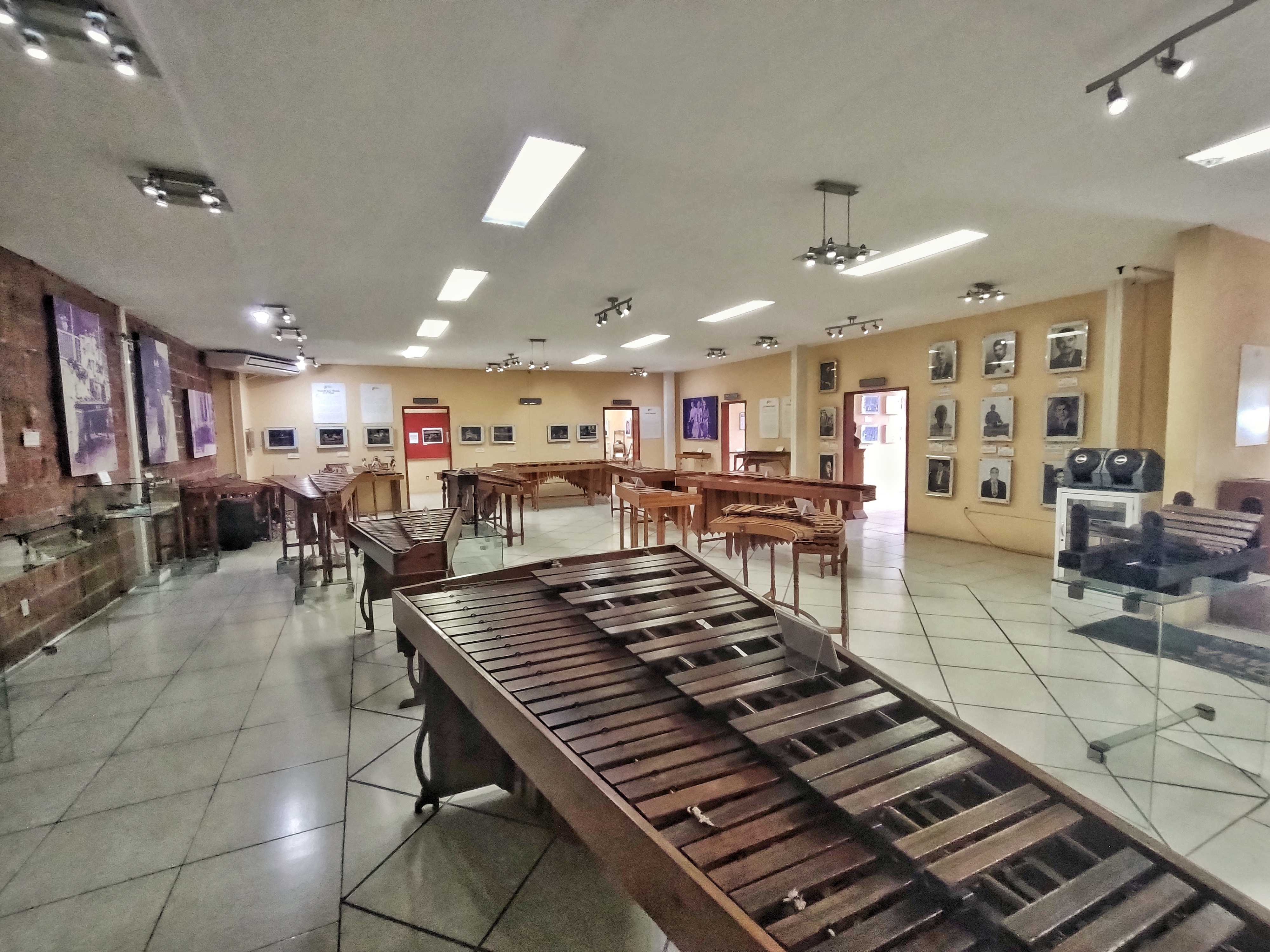
Sala principal del Museo de la Marimba de Tuxtla Gutiérrez.

Frente a la esquina sur-poniente del parque, sobre la Avenida Central y calle novena poniente, se ubica el Museo de la Marimba. Este museo cuenta con una sala principal en la que se exhibe una exposición permanente de 14 piezas marimbísticas, de entre las que destaca la más antigua del siglo XVI; de igual manera, cuenta con 5 galerías, un salón audiovisual, 4 kioscos electrónicos, audioteca y diversos talleres.
En los alrededores hay múltiples cafeterías, restaurantes y bares con vista al parque, desde donde también se puede escuchar la música de marimba.

#### Plaza Central

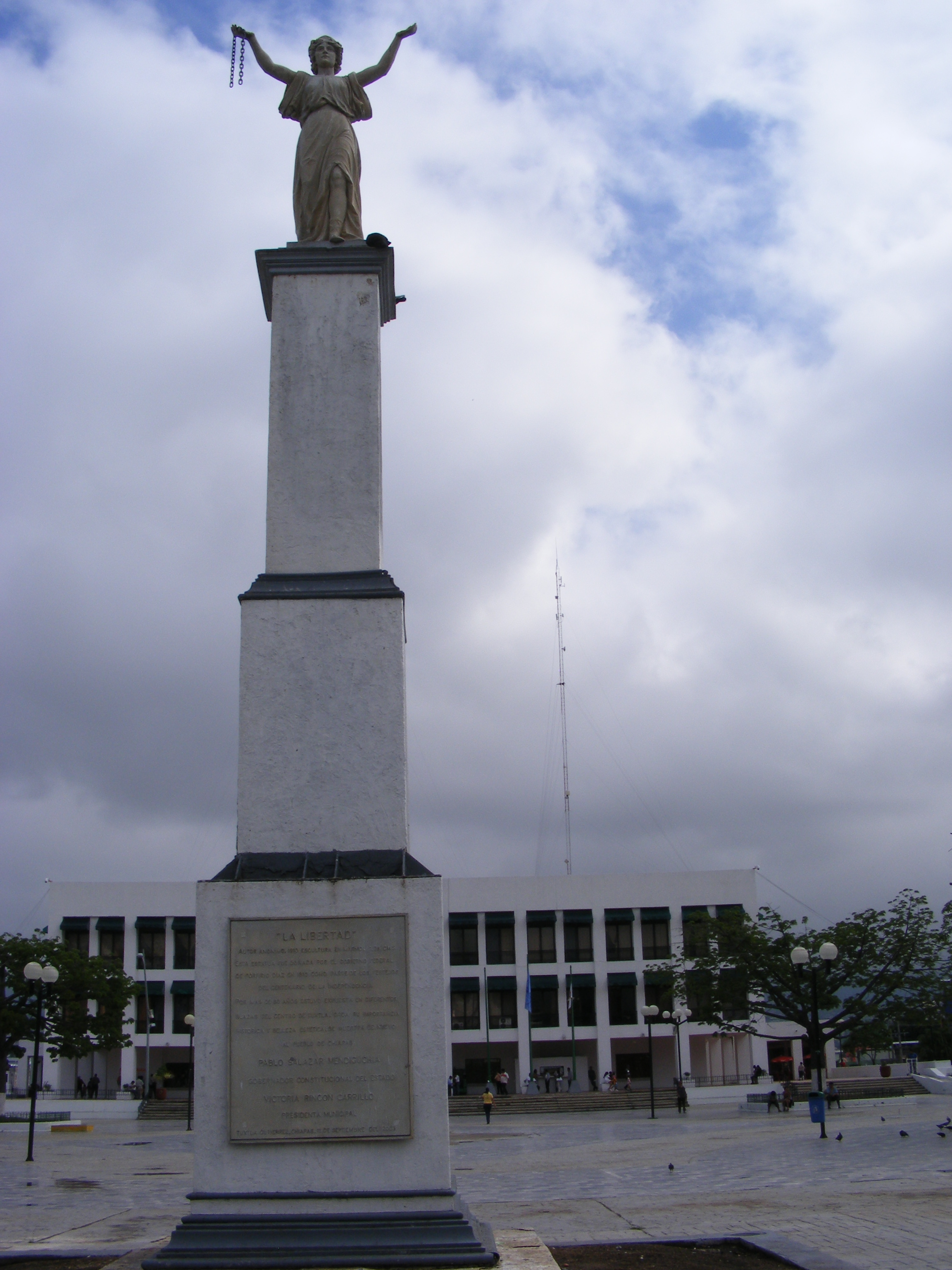
La Libertad, en la Plaza Central de Tuxtla Gutiérrez.

La Plaza Central o Parque Central, es el corazón de la ciudad, cuya gran explanada es compartida por los principales edificios públicos: El Palacio de Gobierno del estado, el Palacio Federal y Palacio Municipal. 
En la parte central cuenta con frondosos jardines, fuentes, un asta bandera y diversas obras escultóricas, de entre las que destaca La Libertad, que es un símbolo de la ciudad.
El Parque Central, ha sido espacio de sucesos de trascendencia histórica para Tuxtla Gutiérrez, ha sufrido diversas modificaciones desde 1570, cuando nació como un campo zacatoso, pasando por los antiguos edificios de principios del siglo XX y teniendo la última gran transformación en la década de 1980.
Frente a la plaza central, del lado sur, se ubican la Catedral de San Marcos y el Palacio Legislativo. Debido a varios conflictos de carácter social, es en esta zona de la ciudad en donde se llevan a cabo manifestaciones por parte de grupos feministas, docentes de la CNTE que exigen mejores condiciones de trabajo y salario, grupos indígenas con consignas zapatistas que exigen libertad de sus tierras, libertad y el poder de ser escuchados.

#### Catedral Metropolitana de Tuxtla Gutiérrez

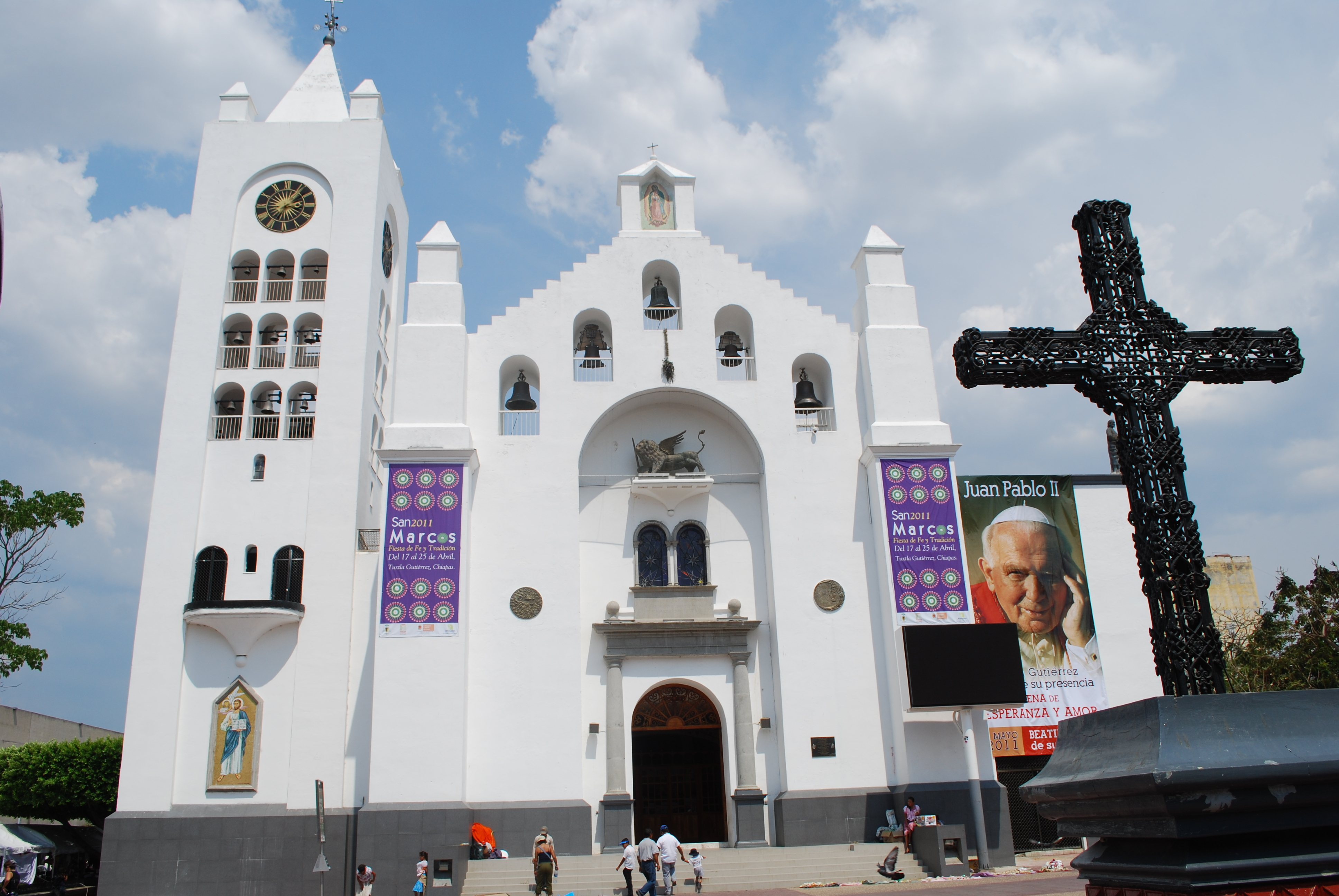
Fachada frontal de la Catedral Metropolitana de Tuxtla Gutiérrez.

Dedicada a San Marcos Evangelista, fue levantada en la segunda mitad del siglo XVI y ha sufrido transformaciones a lo largo del tiempo. Su torre alberga un carrillón de 48 campanas y sistema musical fabricado en Alemania que, en punto de cada hora, entonan una pacífica melodía, al momento en el que las figuras de los 12 apóstoles desfilan en su fachada frontal, característica que la eleva como una de las más valiosas de México.
En la década de 1980, al igual que la Plaza Central, sufrió una gran transformación, siendo el ábside lo único que conserva de la época virreinal. La fachada actual y la torre tienen elementos de la arquitectura colonial chiapaneca, teniendo un estilo predominantemente Neoclásico.

#### Museo de la Ciudad de Tuxtla Gutiérrez

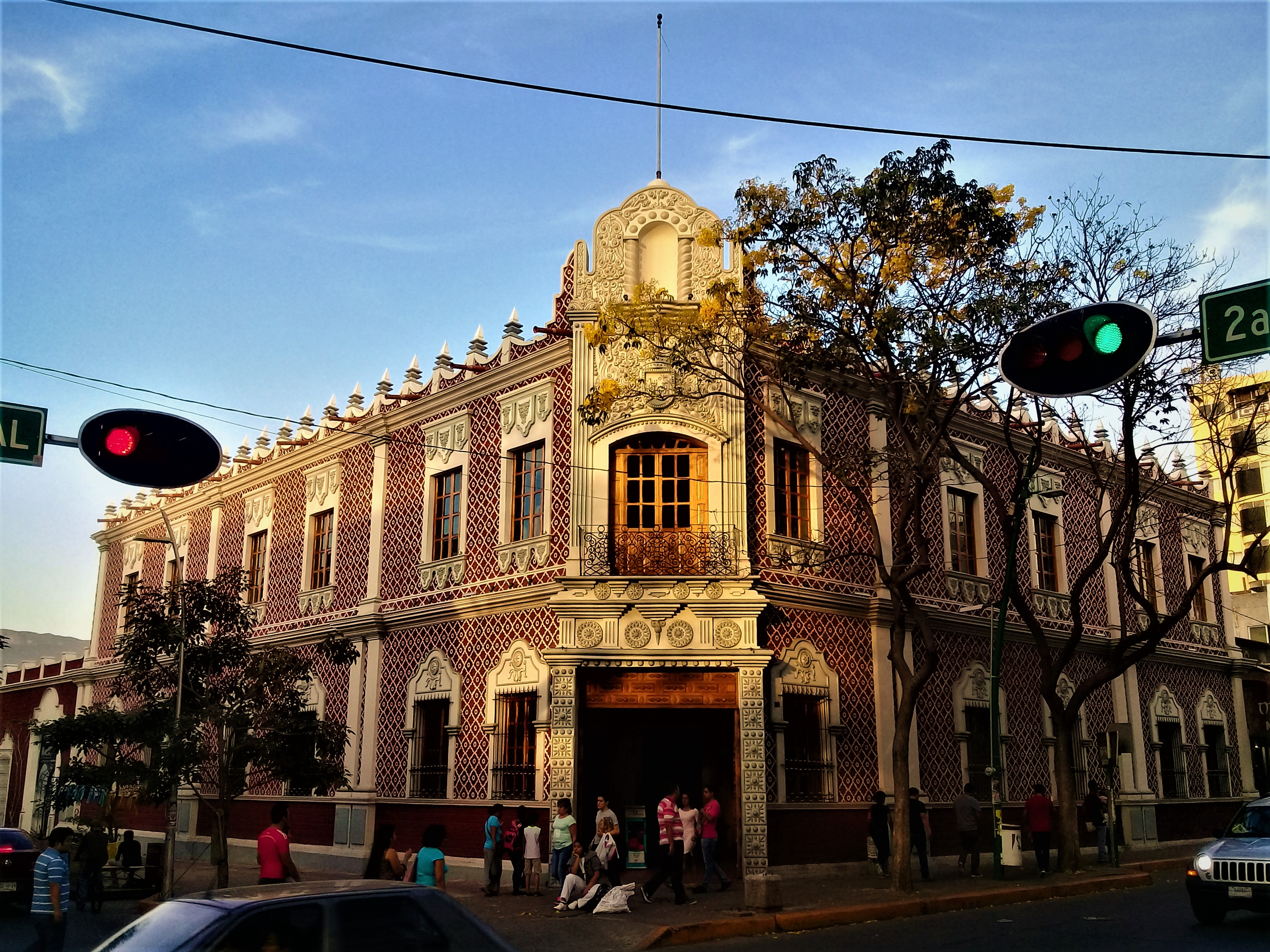
Antiguo Palacio del Ayuntamiento de Tuxtla Gutiérrez, hoy sede del Museo de la Ciudad.

El Museo de la Ciudad de Tuxtla Gutiérrez se alberga en el inmueble que funcionó como Palacio Municipal del Ayuntamiento durante el periodo de 1942 a 1982, de un bello estilo ecléctico que combina elementos neocoloniales y neobarrocos. Los colores de la fachada presentan un relieve con tonalidad rojo indio, blanco y azul grisáceo, con ornamentos de ajaracas o lacerías y capiteles con influencia del estilo árabe y mudéjar.
Ubicado en el Centro histórico de Tuxtla Gutiérrez, el museo constituye un espacio cultural que, mediante su exposición permanente, busca difundir las costumbres, las tradiciones, el modo de vida y la historia de las y los tuxtlecos.
El Museo tiene la finalidad de presentar las diversas manifestaciones culturales y el desarrollo histórico de la ciudad, desde su fundación hasta la actualidad. Es además un espacio que promueve y difunde las distintas expresiones artísticas y creativas contemporáneas de la capital de Chiapas, albergando entre sus salas a exposiciones temporales, cursos, talleres, presentaciones de libros, musicales, etc.

#### Museo del Café de Chiapas
El Museo del Café de Chiapas se alberga en un inmueble del año 1913, que fue propiedad del Dr. Rafael Grajales, quien donó la propiedad en 1934 al Gobierno del estado de Chiapas para la instalación del Museo Regional de Chiapas. Se ubica en el Centro Histórico de Tuxtla Gutiérrez, a escasos metros de la Plaza Central, de la Catedral de San Marcos, del Palacio de Gobierno y del Teatro Francisco I. Madero.
Este museo se proyecta como el más representativo a nivel nacional en el cultivo del café. Cuenta con tras salas de exposiciones permanentes, consistentes en:
- Historia.
- Biología y Cultivo del Café.
- Cadenas de abasto y distribución.

Además, cuenta con una sala de exposiciones temporales, sala audiovisual, cafetería, degustaciones, cataciones, cursos y talleres.
Por sus extensos espacios, ha sido sede de presentaciones musicales, presentaciones de libros, conferencias y diversos tipos de actividades culturales.

#### Teatro Francisco I. Madero

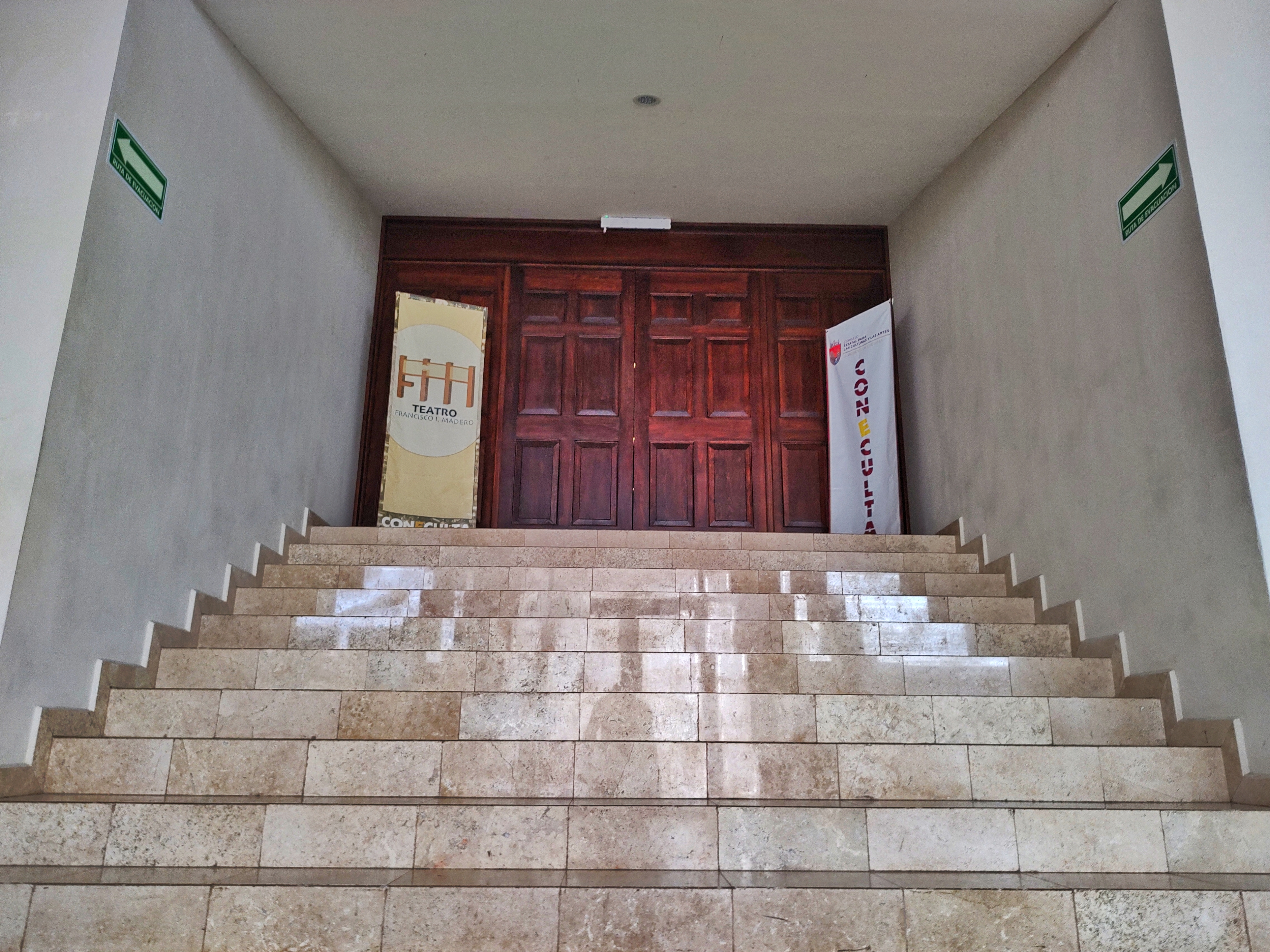
Escalinata y puerta de Acceso a la Sala Principal del Teatro Francisco I. Madero de Tuxtla Gutiérrez.

Es un recinto artístico y de espectáculos de arquitectura funcionalista, ubicado en el Centro Histórico de Tuxtla Gutiérrez, a escasos metros de la Plaza Central, justo detrás del Palacio Federal. El actual inmueble fue construido en 1946, en el lugar que desde 1884 ocupaba el Teatro Municipal, Teatro del Estado y Teatro Rabasa y que anteriormente era el atrio de la Iglesia de San Jacinto, uno de los principales barrios de Tuxtla. Fue el primer Teatro en el estado de Chiapas.
El actual edificio estuvo en abandono y decadencia durante aproximadamente 40 años, hasta su restauración y reinauguración en el año 2018.
Actualmente, este Teatro cuenta con una gran actividad variada, dado que es habitual la realización de obras de teatro, presentaciones de ballet, presentaciones musicales e, incluso, exposiciones pictóricas en el vestíbulo. Cuenta con una sala principal y una pequeña sala alterna.

#### Casa de la Cultura "Luis Alaminos Guerrero"
Casa Cultural perteneciente al Ayuntamiento de Tuxtla Gutiérrez. En este lugar se desarrollan exposiones temporales, talleres, cursos y conferencias, además de contar con una biblioteca.
En inmueble en el que se aloja, construido en 1920, se ubica frente a la Plaza de Santo domingo, a escasos metros de la Plaza Central.

#### Centro Cultural de Chiapas "Jaime Sabines"
En este espacio confluyen las más diversas expresiones del arte y la cultura en el estado. El recinto de estilo contemporáneo, inaugurado en el año 2000, alberga a la Biblioteca Central y Archivo Histórico del estado, así como Hemeroteca y Videoteca.
En el interior del edificio, cinco destacados artistas plásticos chiapanecos describen al estado en los siguientes murales:
- Lo épico, lo mágico y lo mítico en la cultura de la entidad, de Manuel Suasnávar.
- El encuentro, de Gabriel Gallegos.
- Meditación de nuestros orígenes, de Rodolfo Disner.
- Movimiento cultural de los pueblos indígenas de Chiapas, de Juan Gallo.
- Cada paso que doy es una ristra de edades, de Luis Alaminos.

Cuenta con 3 salas de exposiciones permanentes:
- Galería de Gobernadores.
- Galería del Congreso.
- Sala Tuxtla.

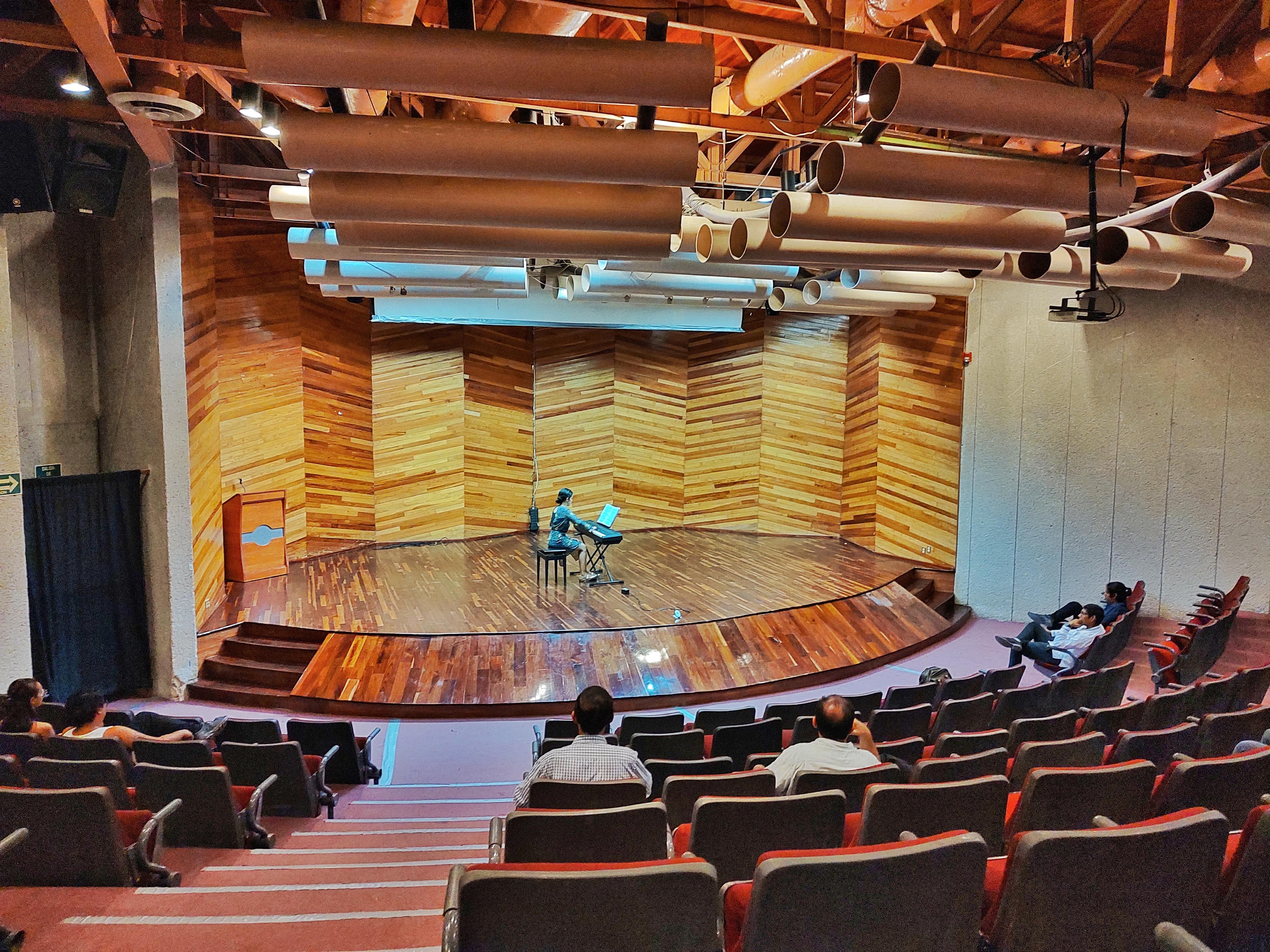
Presentación de Pianista en el Auditorio Central del Centro Cultural Jaime Sabines.

En su interior, posee múltiples salones para cursos y talleres de arte, danza, manualidades, etc. Así como una gran sala de exposiciones temporales.
En el auditorio central, con capacidad para 184 personas, se realizan conferencias, ciclos de cine, obras de teatro, presentaciones dancísticas.
En el auditorio infantil, con capacidad para 80 personas, se realizan presentaciones teatrales, títeres y circuitos artísticos.
En el ágora, con capacidad para 184 personas, se presentan espectáculos artísticos al aire libre, como teatro, conciertos y danza.
Dentro del complejo cultural, hay espacios para la meditación, práctica del idioma Inglés, así como una cafetería.

#### Calzada de las Personas Ilustres
Es una calzada peatonal, anteriormente conocida como Calzada de los hombres ilustres; es de las más antiguas y tradicionales para paseos de la capital. Está adornada por un espeso bosque y a sus costados se encuentran los bustos en bronce de diversos hombres de la Revolución Mexicana. Tiene una extensión aproximada de 250 metros. Recorriendo la calzada de poniente a oriente encontramos el Museo y Jardín Botánico “Dr. Faustino Miranda”, continuando hacia el oriente se localiza el Museo Regional de Chiapas y casi al frente de este el Museo de Paleontología "Eliseo Palacios Aguilera",al final de la calzada se erige monumentalmente Teatro de la Ciudad Emilio Rabasa. Si la caminata continúa hacia la derecha, se introducirá en el Centro de convivencia Infantil, hasta llegar al Planetario Tuxtla.

#### Museo y Jardín Botánico "Faustino Miranda"

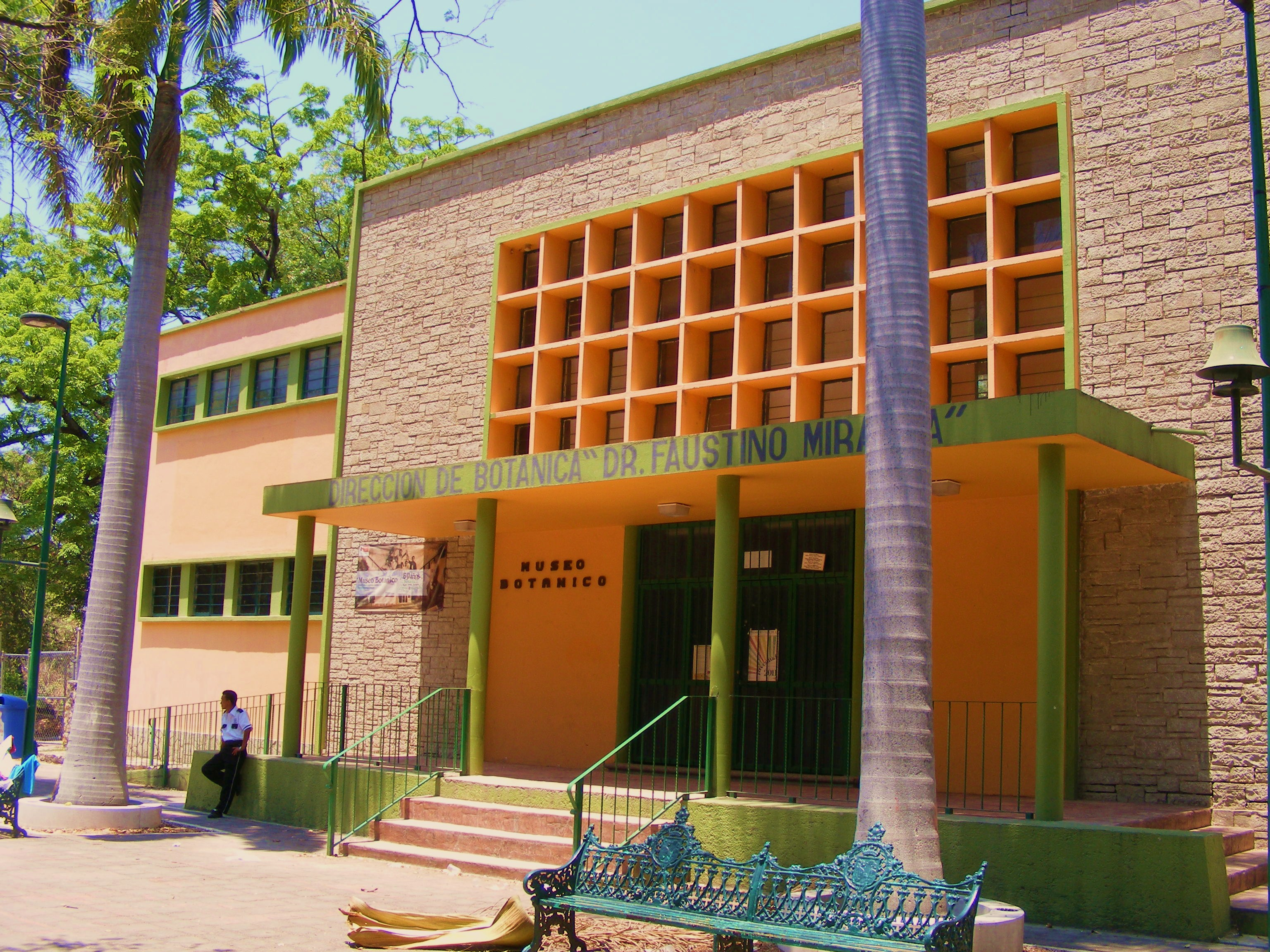
Museo Botánico de Tuxtla Gutiérrez

El Museo y Jardín Botánico "Faustino Miranda" de Tuxtla Gutiérrez se ubica sobre la Calzada de las Personas Ilustres, a escasos metros del Museo Regional de Chiapas, del Teatro de la Ciudad "Emilio Rabasa" y del Centro de Convivencia Infantil.
El Museo Botánico de Tuxtla Gutiérrez resguarda colecciones que muestran parte de la riqueza vegetal endémica del estado de Chiapas, así mismo, tiene bajo su resguardo el germoplasma del estado. Cuenta con cuatro interesantes exposiciones permanentes y cada 3 meses renueva las exposiciones temporales.
Al interior del museo hay una pequeña biblioteca especializada en vegetación, aulas de trabajo didáctico con equipo audiovisual, talleres y charlas ecológicas.
Las exposiciones permanentes que se exhiben en el Museo Botánico de Tuxtla Gutiérrez, son las siguientes:
- Maderas de Chiapas: Es la principal exposición y la más antigua, ya que con ella se inauguró el museo en 1951. Por esta colección el Museo Botánico fue conocido un tiempo como El museo de las maderas. En ella se exhiben 46 especies maderables, con troncos de un metro de alto y cortes tangenciales.
- El árbol: Esta exposición destaca el elemento más importante de cualquier ecosistema terrestre y una de las formas de vida más impresionantes y majestuosas que existen sobre la tierra, además de ser una de las más longevas.
- Plantas medicinales: Una muestra interesante del uso de las plantas en la medicina tradicional y de cómo el hombre ha sabido utilizar este conocimiento de generación en generación para curar enfermedades de distinta índole.
- Flores de Chiapas: Es una interesante muestra fotográfica sobre la parte más hermosa y llamativa de una planta (la flor). Aquí podrás observar cada una de sus partes y una gran diversidad de formas y colores que han sido inspiración de diversas expresiones sentimentales, mágicas y religiosas.

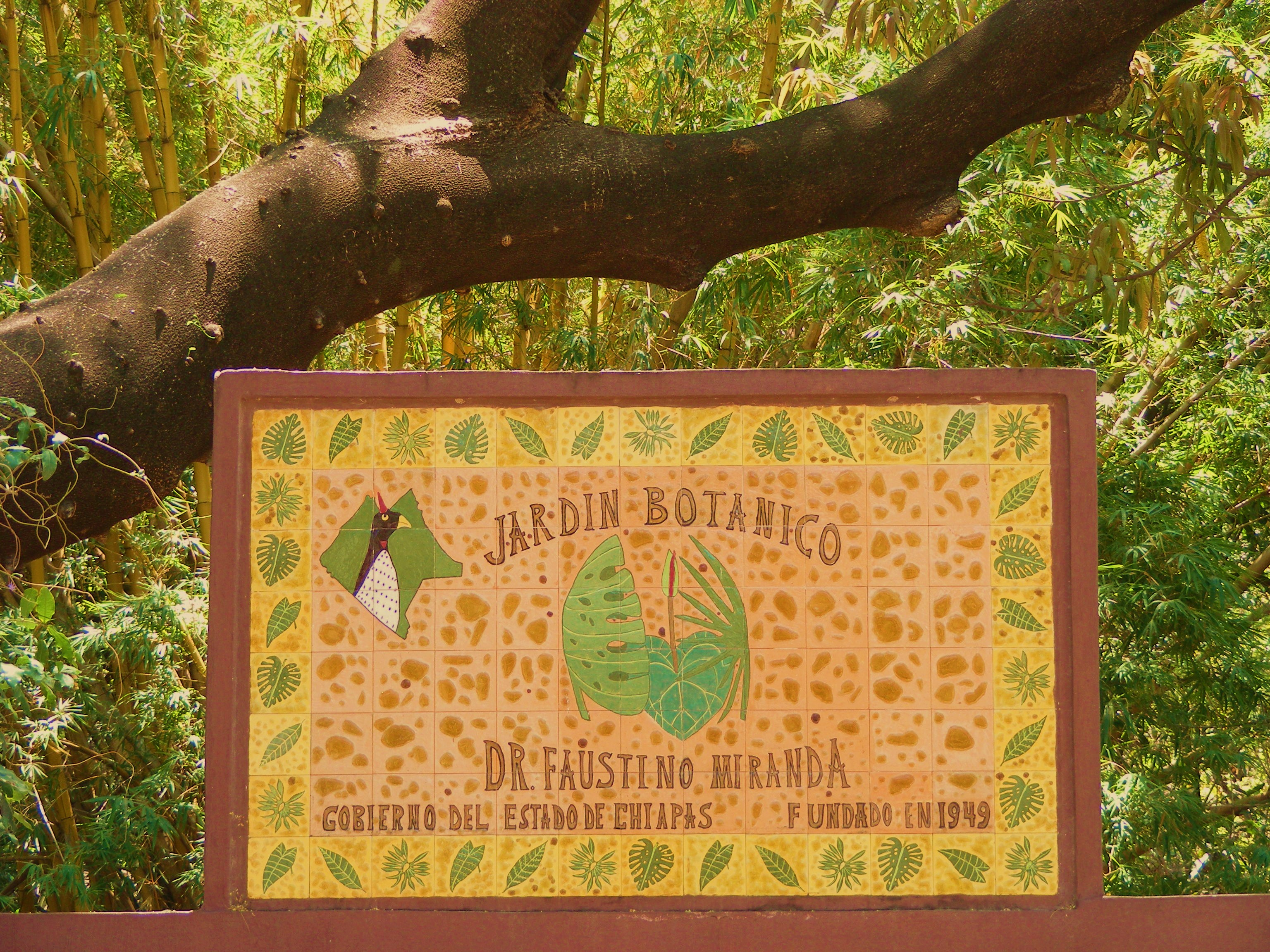
Acceso al Jardín Botánico "Faustino Miranda" de Tuxtla Gutiérrez.

Frente al Museo Botánico se encuentra El Jardín Botánico de Tuxtla Gutiérrez fundado en 1949 por el Dr. Faustino Miranda, en honor a quien lleva su nombre; con el objetivo de preservar y exponer la flora regional. En este jardín se expone vivamente la vegetación nativa de la región, así como información referente a esta, la cual consiste principalmente en bosques tropicales caducifolio, subcaducifolio y de galería.
El Jardín se extiende por 5 hectáreas de flora en el centro de la ciudad de Tuxtla Gutiérrez, con senderos de exhibición, áreas de comedores y zonas de contemplación. Por su riqueza ambiental y ambiente pacífico, el Jardín Botánico y sus alrededores suelen ser puntos de avistamiento para los amantes de las aves.

#### Museo Regional de Chiapas

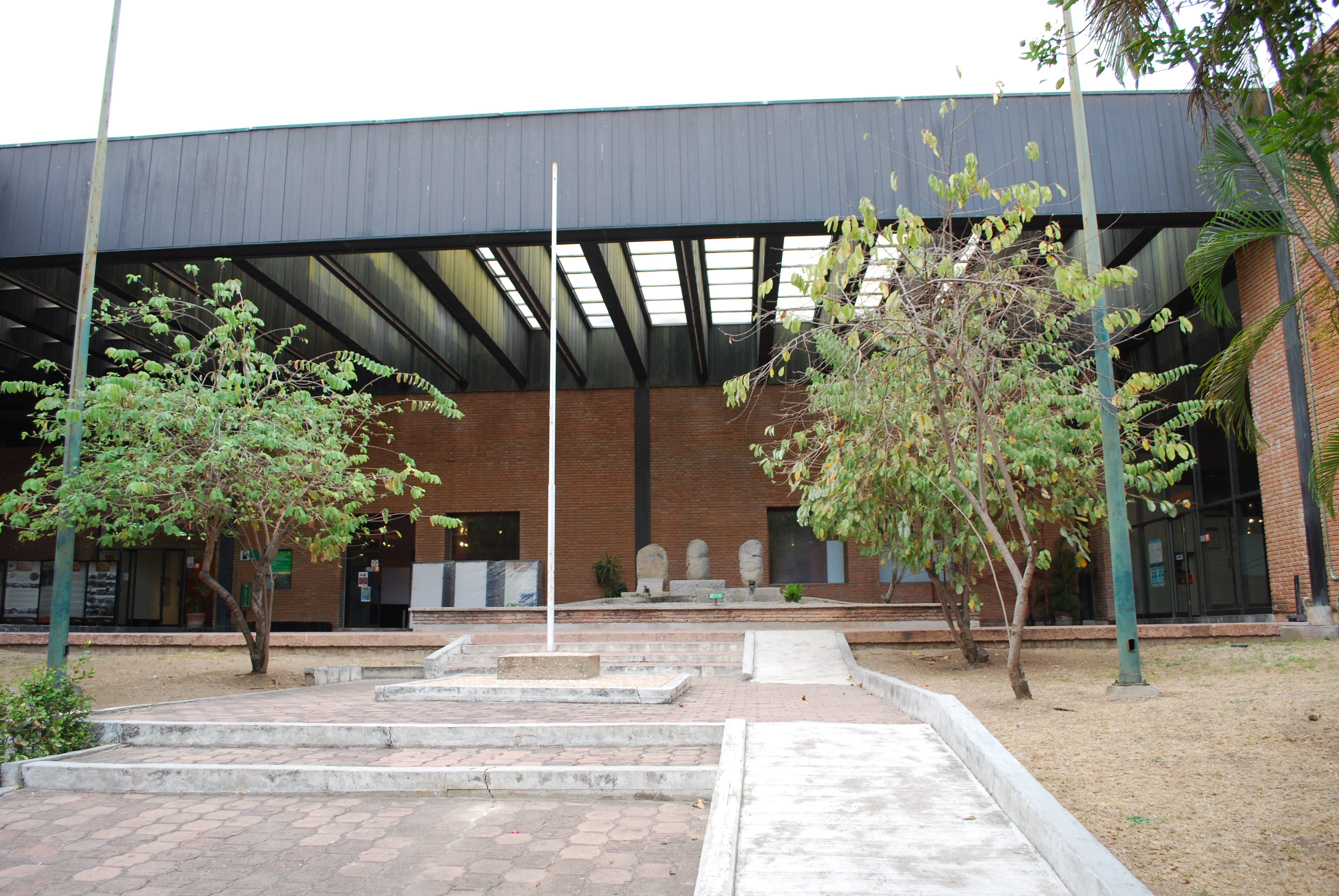
Museo Regional de Chiapas

El Museo Regional de Chiapas es uno de los recintos culturales más importantes de México. En su interior se alberga el legado arqueológico, antropológico e histórico de los pueblos prehispánicos que ocuparon el actual territorio del estado de Chiapas, así como de la conquista por parte de los españoles.
Este importante museo cuenta con dos exposiciones permanentes:
- Sala de Arqueología: La cual exhibe piezas del periodo prehispánico.
- Sala de Historia: La cual exhibe piezas comprendidas desde la conquista española hasta el siglo XIX.

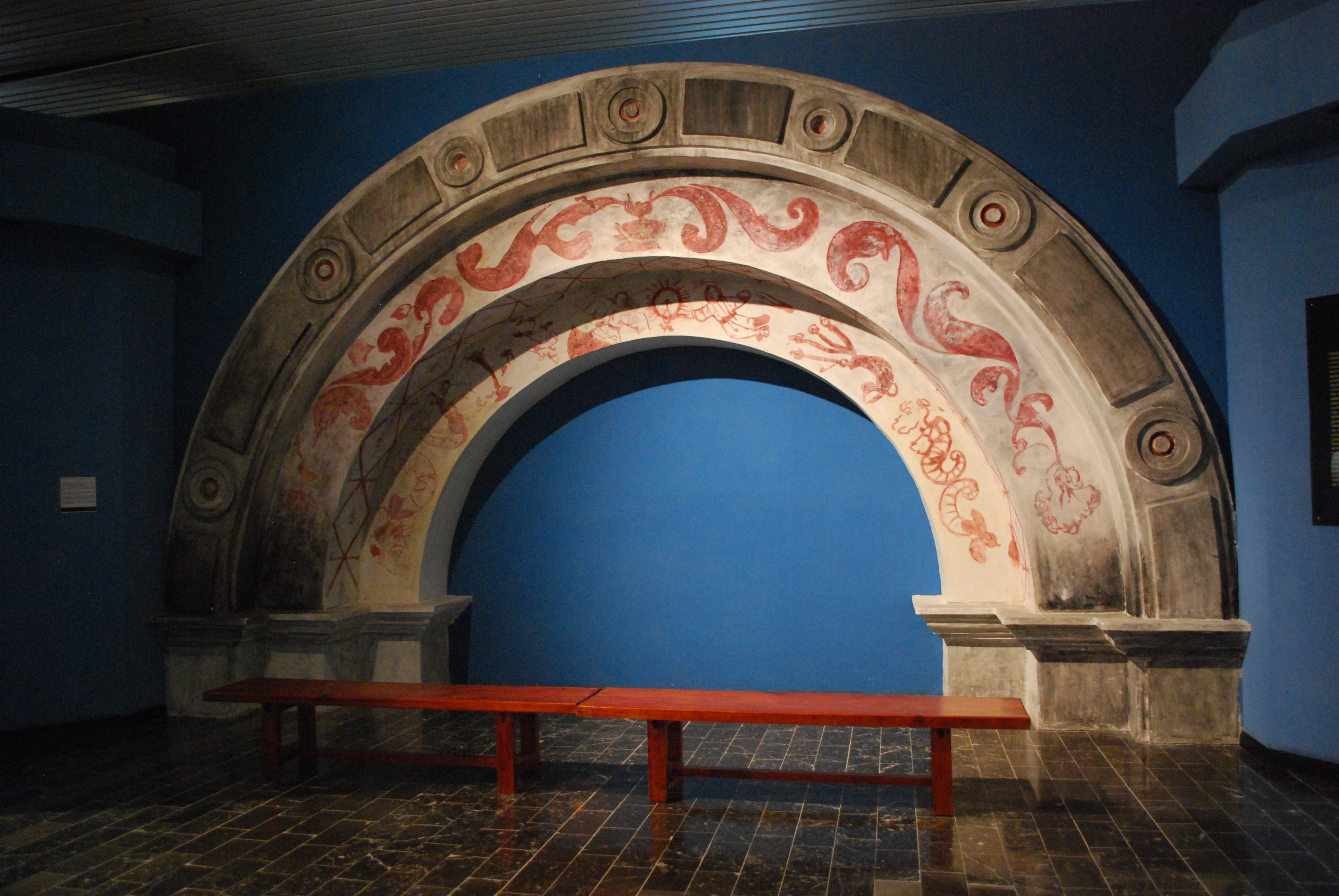
Arco Colonial en la Sala de Historia del Museo Regional de Chiapas.

Este museo se ubica sobre la Calzada de las Personas Ilustres, a escasos metros del Teatro de la Ciudad "Emilio Rabasa", del Museo de Paleontología, del Museo y Jardín Botánico, y del Centro de Convivencia Infantil. El edificio que lo contiene, de estilo contemporáneo, fue inaugurado en 1984; el cual, aparte de las dos salas de exposiciones permanentes, cuenta una sala de exposiciones temporales (que ha albergado exposiciones internacionales), un auditorio con capacidad para 250 personas, una biblioteca, un amplio vestíbulo para eventos culturales, salones para cursos y talleres y, además, alberga al Centro INAH Chiapas y sus áreas de investigación.

#### Museo de Paleontología "Eliseo Palacios Aguilera"

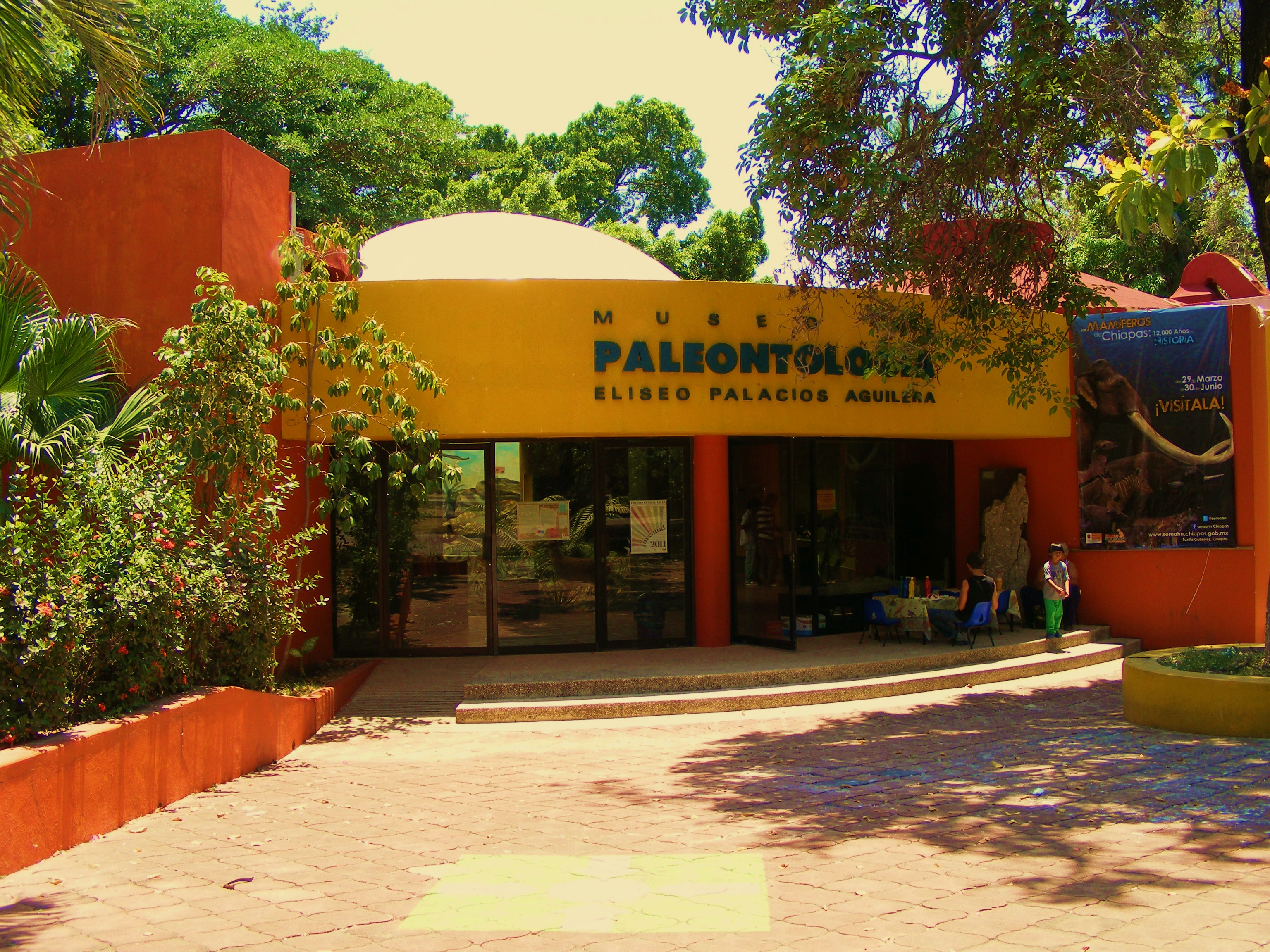
Museo de Paleontología Eliseo Palacios Aguilera en Tuxtla Gutiérrez.

El Museo de Paleontología de Tuxtla es único en su tipo en el sureste de México. En sus salas se exhiben y conservan más de 200 fósiles encontrado en el territorio del estado, cuyas antigüedades oscilan entre 10,000 y 300 millones de años.
En la sala principal, se exhibe una exposición permanente que contiene la reconstrucción de un megaterio, además de contar con restos fósiles de vegetales, invertebrados y vertebrados representativos de casi todos los municipios del estado.
De entre sus colecciones más llamativas, destaca la denominada Ámbar de Chiapas, donde se muestran piezas de esta resina fósil con inclusiones de insectos y arañas.
El recinto cuenta con una sala de usos múltiples, una biblioteca y un laboratorio de exhibición, a través del cual el visitante puede apreciar cómo trabaja un paleontólogo en la restauración y conservación de los fósiles.

#### Teatro de la Ciudad Emilio Rabasa

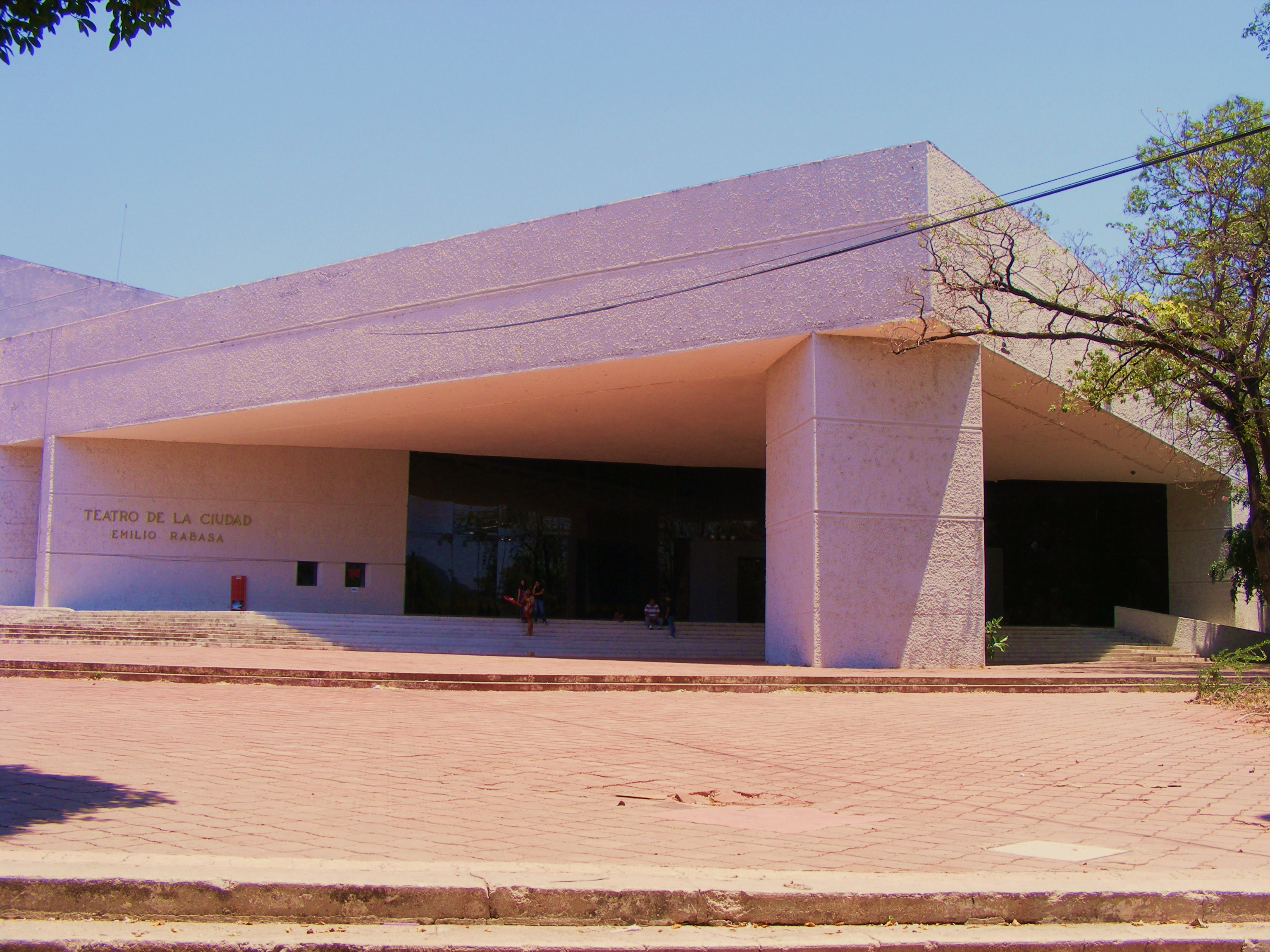
Fachada frontal del Teatro de la Ciudad Emilio Rabasa.

Es un recinto artístico y de espectáculos ubicado al final de la Calzada de las Personas Ilustres en el centro de Tuxtla Gutiérrez. El edificio, construido en 1982, es de un atractivo estilo contemporáneo, obra del reconocido arquitecto Abraham Zabludovsky.
Cuenta con un aforo total de 1,186 personas, distribuidos 796 en luneta y 391 en galería. Además, posee un escenario de estilo italiano hecho en madera, un sistema de audio, video y sonido de la más alta tecnología.
Aparte de la Sala Principal, cuenta con una galería para exposiciones, cafetería, salones para talleres y un amplio vestíbulo.
En este recinto, habitualmente se presentan espectáculos de teatro, música, danza, variedades, obras infantiles, festivales, proyecciones de cine, conferencias, asambleas, simposios, congresos, etc. Siendo el lugar tradicional para la entrega del Premio Chiapas.
A un costado de la fachada principal del teatro, se encuentra un acceso al Centro de Convivencia Infantil.

#### Centro de Convivencia Infantil
Es un parque de diversiones y esparcimiento familiar ubicado a un costado del Teatro de la Ciudad Emilio Rabasa y de los Museos Regional de Chiapas, Paleontología y Jardín Botánico, al final de la Calzada de las Personas Ilustres, en el centro de la ciudad. Cuenta con juegos mecánicos, paseos a caballo, pista de cuatrimotos, estanque de lanchas, cafeterías y diversas atracciones.
En su interior se encuentra el Teatro al aire libre Bonampak, lugar que en la década de 1970 dio espacio a las presentaciones del famoso ensamble artístico "Fiesta Chiapaneca" del Ballet Bonampak. De igual manera, en su interior se ubica el Planetario Tuxtla "Jaime Sabines Gutiérrez".

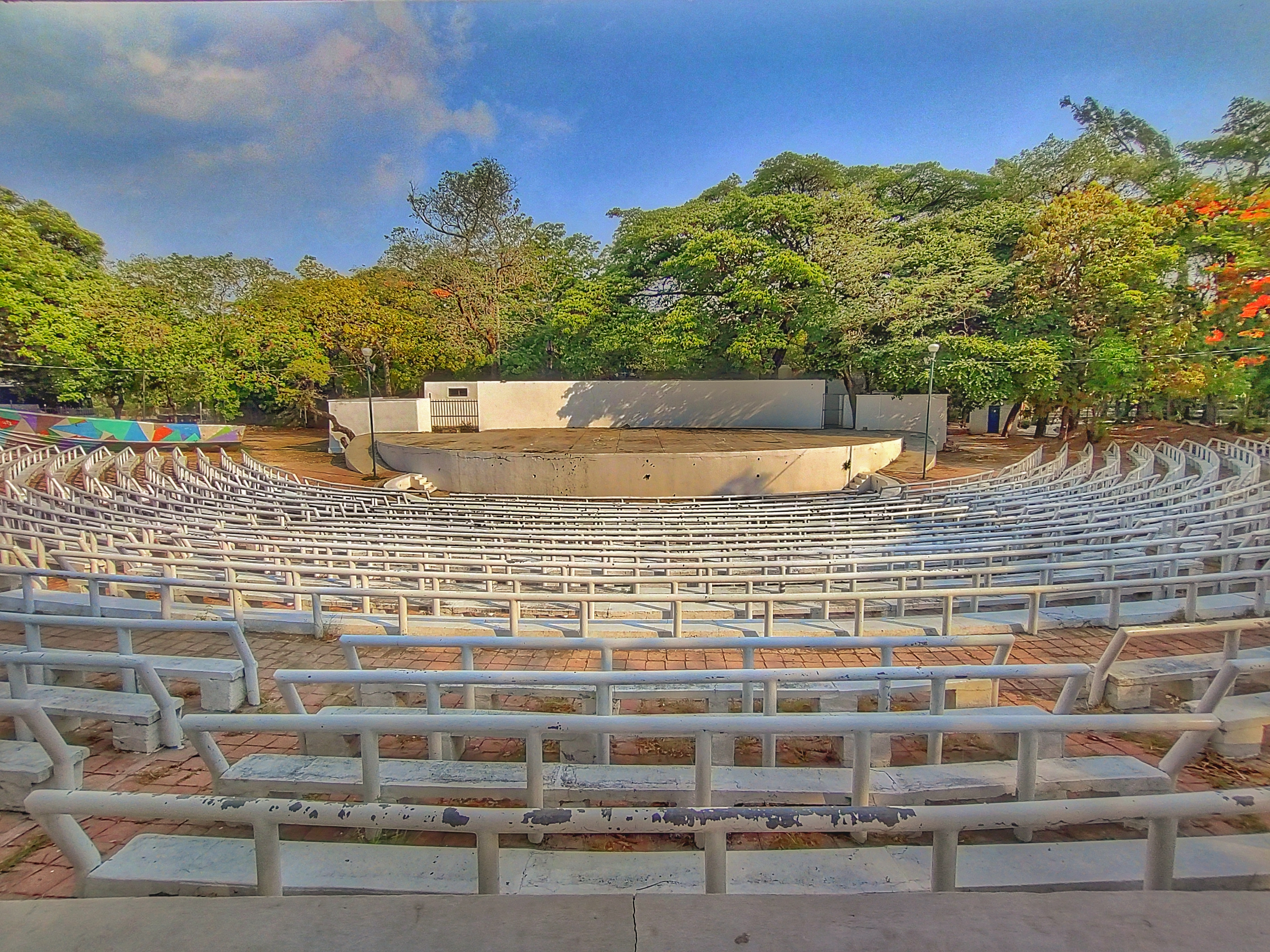
Teatro Bonampak, al interior del Centro de Convivencia Infantil.

#### Planetario Tuxtla "Jaime Sabines Gutiérrez"

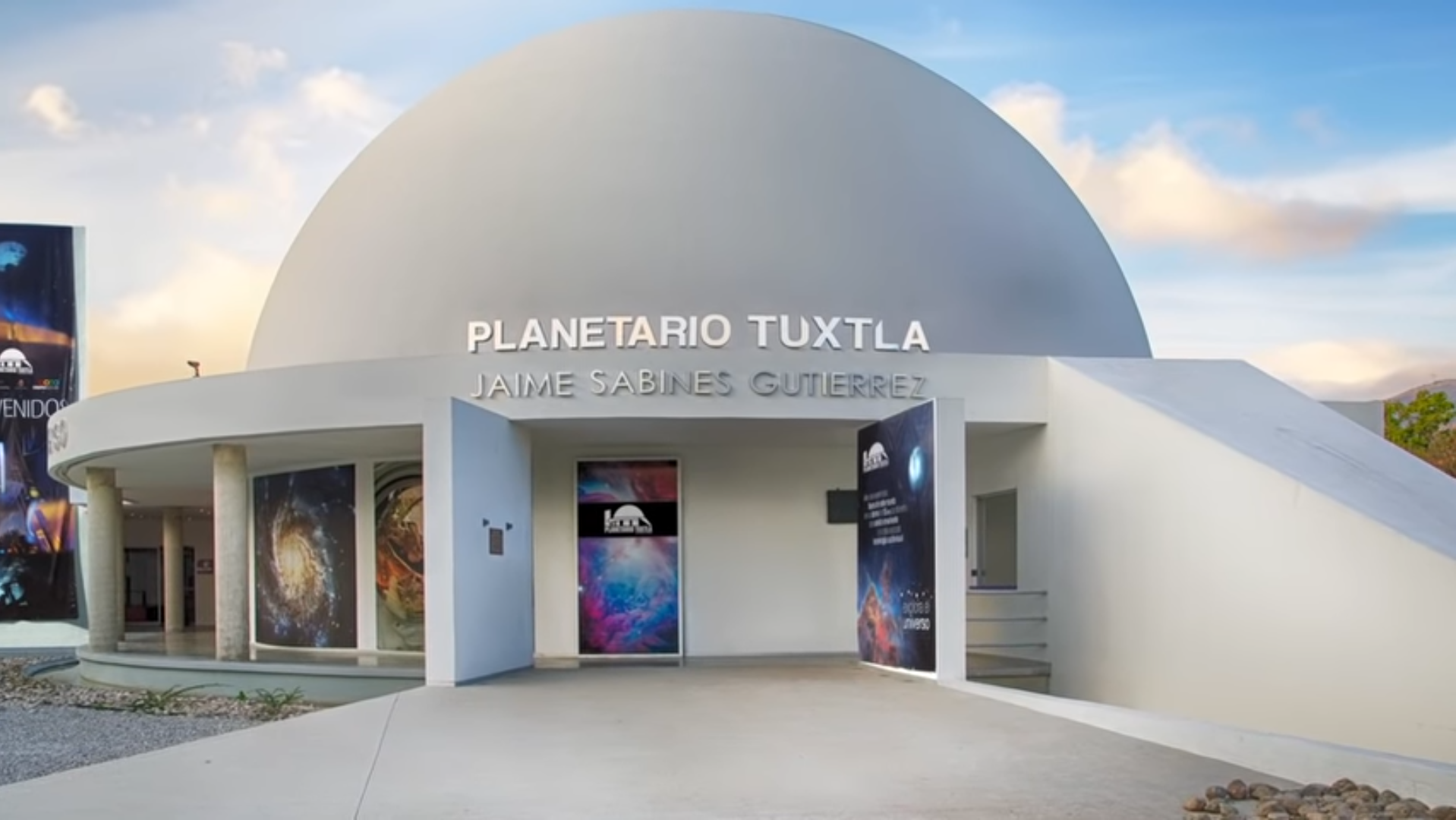
Planetario "Jaime Sabines" en Tuxtla Gutiérrez.

El Planetario Tuxtla, ofrece impresionantes proyecciones 2D y 3D de temática astronómica con la más alta tecnología de imágenes en América Latina. Su sala principal cuenta con una capacidad para 129 personas.
En el interior del edificio, se aloja la Sala Universo, con una exposición interactiva detallada sobre el funcionamiento del universo, así como una sala para cursos y talleres, ludoteca y una antesala que habitualmente se ocupa exposiciones temporales.
En la parte superior, cuenta con una terraza astronómica para la observación y estudio de cuerpos celestes con telescopios solares y nocturnos.
En el Foro "Bajo las Estrellas", con capacidad para 60 personas, pueden realizarse presentaciones de libros, eventos culturales y conciertos a la luz de la luna.
En el Patio "Equinoccio" se pueden realizar observaciones a simple vista de las estrellas, del mismo modo en que lo hacían los antiguos mayas, con una presentación sonora de los profundos conocimientos astronómicos y matemáticos de los Ah Kin, astrónomos-sacerdotes Mayas.
El planetario está ubicado dentro de los límites del Centro de Convivencia Infantil de Tuxtla Gutiérrez, a escasos metros del Teatro de la Ciudad Emilio Rabasa y de la Calzada de las Personas Ilustres.

#### Centro de Convenciones y Polyforum Chiapas

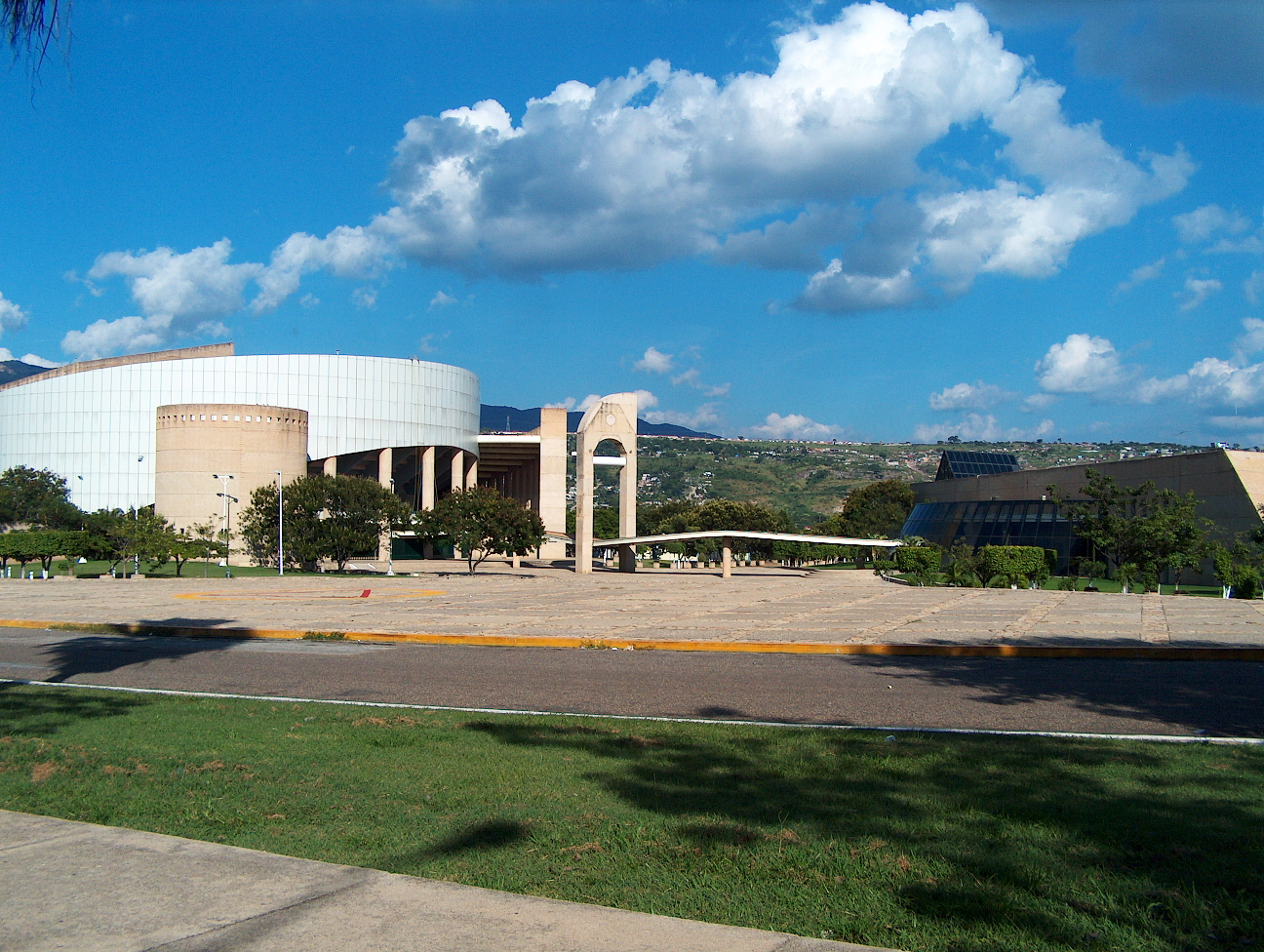
Centro de Convenciones y Polyforum Chiapas

Es un monumental complejo conformado por dos construcciones independientes para eventos y espectáculos. Los edificios, construidos en 1993, son de un atractivo estilo contemporáneo mexicano, obra del reconocido arquitecto Abraham Zabludovsky.
Del lado sur del complejo, se ubica el Centro de Convenciones, que cuenta con amplio vestíbulo de 1,150 m², cuatro salas y siete salones para eventos, equipados con todos los servicios necesarios. Cuenta con un gran salón con una capacidad total de 1,500 personas, el cual puede seccionarse para múltiples eventos independientes.
En la planta alta existen dos salones más y un auditorio totalmente equipado.
Del lado norte, se erige el Polyforum Mesoamericano, un gran auditorio con capacidad para 3,875 espectadores, un gran escenario teatral, sistema de audio e iluminación automatizado y un sistema neumático que permite remover butacas para ocupar el espacio para torneos de basquetbol, futbol rápido, lucha libre, boxeo y otros deportes. Este lugar cumple una importante función principalmente para el desarrollo de la cultura y las artes, así como el fomento al turismo en sus diversas manifestaciones. En este recinto se han presentado artistas y espectáculos nacionales e internacionales.

#### CopoyayCristo de Chiapas

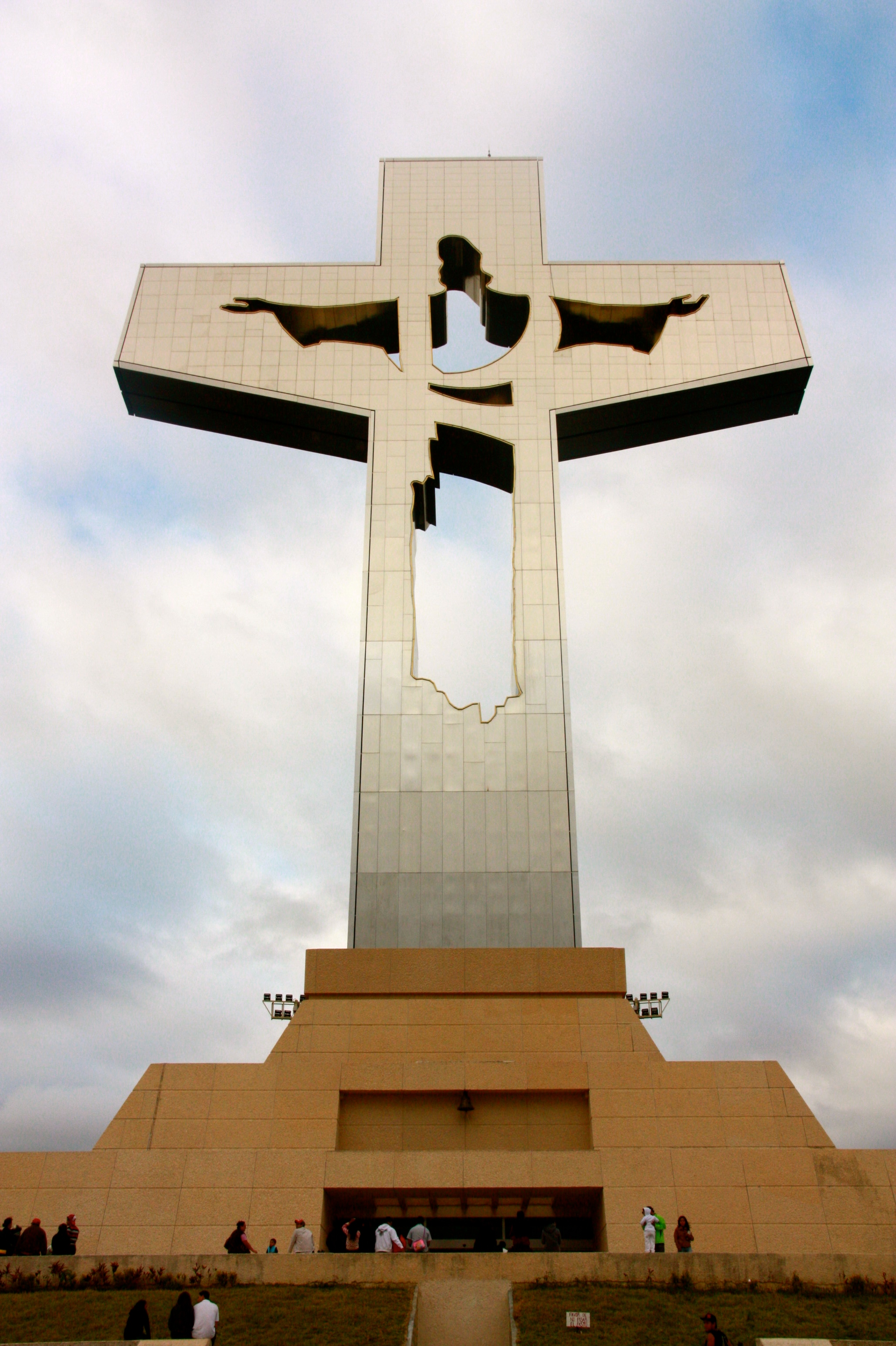
Cristo de Chiapas, también conocido como Cristo de Copoya, ubicado al sur de la ciudad de Tuxtla Gutiérrez.

Copoya es una localidad perteneciente al municipio de Tuxtla Gutiérrez, ubicado a 15 minutos del centro de la ciudad, a donde se llega por vía terrestre subiendo a 838 m.s.n.m. hacia una meseta.
Es una comunidad considerada como uno de los pocos puntos que mantienen vivas las tradiciones zoques, cultura originaria de la región centro del estado. En este poblado se puede caminar por el corredor turístico, donde se puede degustar la gastronomía zoque tuxtleca o consumir en las cafeterías.
En la orilla de la meseta, en dirección al centro de Tuxtla Gutiérrez, se ubica el Cristo de Chiapas (Cristo de Copoya), un gran monumento en forma de cruz que es visible desde casi cualquier punto de la ciudad de Tuxtla Gutiérrez. Es una gran cruz de 64 metros de altura con la silueta victoriosa de Jesucristo resucitado en el centro, considerado el monumento a cristo más alto del mundo.
Al pie del monumento hay un mirador desde donde se aprecia casi la totalidad de la Ciudad de Tuxtla Gutiérrez y la Depresión de Chiapas; también hay cafeterías, tienda de souvenirs, criptas y un recinto religioso católico.

#### Zoológico Miguel Álvarez del Toro (ZooMAT)

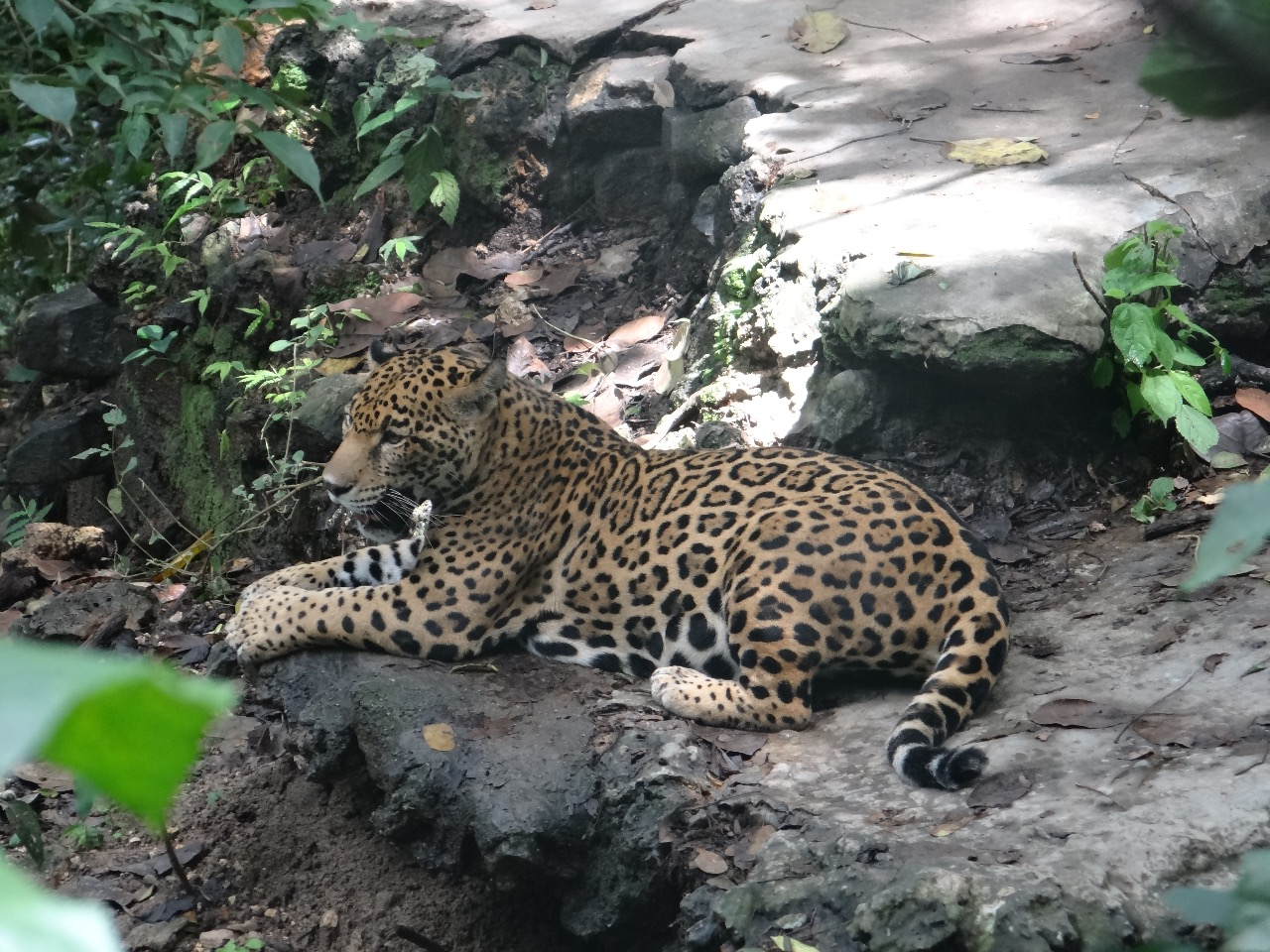
Jaguar (Panthera Onca) en el Zoológico Miguel Álvarez del Toro (ZOOMAT) de Tuxtla Gutiérrez.

El ZooMAT lleva en sus siglas el nombre de Miguel Álvarez del Toro, el naturalista que le diera el espíritu que hizo de este un zoológico diferente. Inició sus actividades en 1942 y en 1980 sus instalaciones se trasladaron a "El Zapotal", una reserva ecológica poblada de distintas especies de zapote, árboles muy conocidos por sus frutos carnosos, dulces y fragantes. El entorno natural resultó perfecto para todos: el visitante recorre un circuito de 2.5 km mientras observa de cerca una interesante muestra de fauna silvestre en condiciones adecuadas de vida, mismas que se reflejan en su comportamiento y hábitos que conservan prácticamente naturales; otras especies, como los Monos Saraguatos, se encuentran en completa libertad.
La entrada del ZooMAT se encuentra a escasos metros de la entrada al Museo Chiapas de ciencia y Tecnología (MUCH).
Al Interior del recinto del ZooMAT, se encuentran los siguientes museos:
- Museo Zoológico.
- Museo del Cocodrilo.

El zoológico abarca un recorrido en promedio de una hora, durante el camino se observan algunas especies de la fauna silvestre en libertad. El recinto cuenta con herpetario y vivario.

#### Museo Chiapas de Ciencia y Tecnología (MUCH)

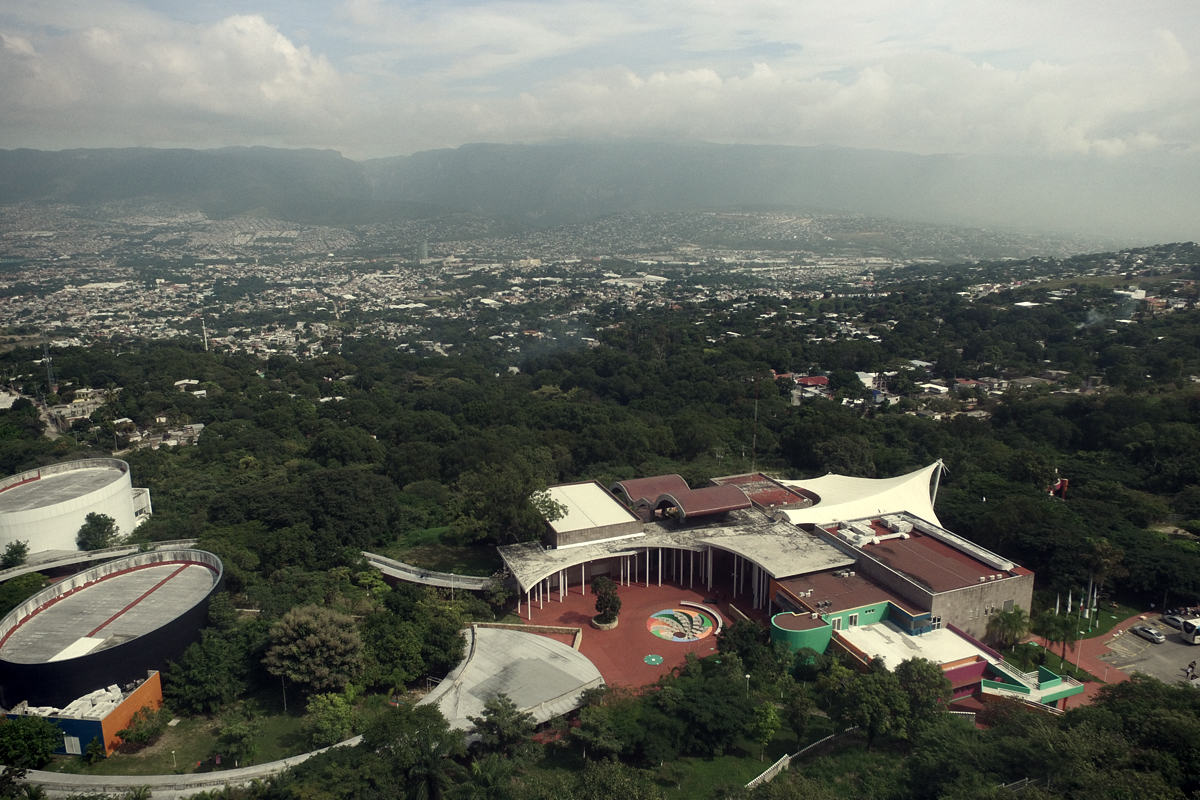
Vista aérea del Museo Chiapas de Ciencia y Tecnología (MUCH).

El Museo Chiapas de Ciencia y Tecnología (MUCH) se caracteriza por espacios interactivos en la que niños y adultos ponen en práctica su creatividad. 
Este museo cuenta con una exposición permanente de avances científicos y tecnológicos, sala de exposiciones temporales, ludoteca, y talleres.
En el sendero "Sbeel Dinosaurios" se puede disfrutar de 11 dinosaurios animatrónicos con sonido y movimiento, un nido de huevos del velociraptor, la simulación del Volcán Chichonal haciendo erupción, y al final la cabeza de T-Rex en la tienda de souvenirs.
Se encuentra dentro de las instalaciones de Instituto de Ciencia, Tecnología e Innovación del Estado de Chiapas, a orillas de la reserva Ecológica "El Zapotal".

#### Museo de la Niñez

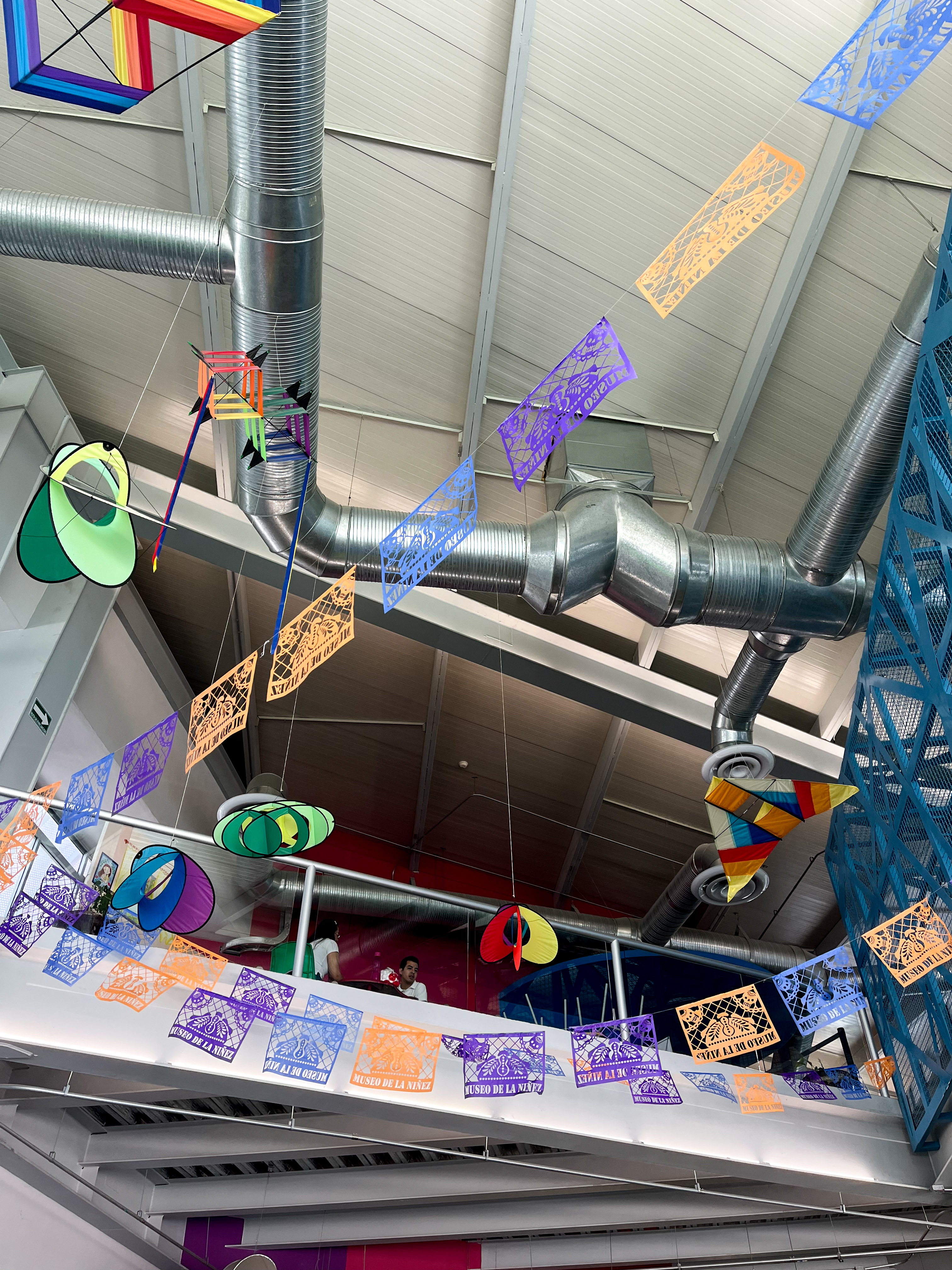
Decoración Interior del Museo de la Niñez.

Espacio cultural e interactivo para niños y niñas, que busca promover los valores y la educación de la niñez chiapaneca a través de actividades que enriquezcan el conocimiento de sus usuarios y fomenten el respeto colectivo y del entorno.
El edificio posee una arquitectura única, que reinterpreta la accidentada orografía de Chiapas, con elevaciones y valles. El concepto primordial fue el Cañón del Sumidero, hito natural que se ve referenciado con una geometría irregular, con pliegues que evocan su movimiento y majestuosidad. Cuenta con auditorio, biblioteca, y 16 salas que exhiben una exposición permanente sobre: Energía, Biodiversidad, Agua, Historia geológica del estado, Historia cultural del estado, Artesanías, Expresiones artísticas, Infraestructura y construcciones, Diversidad cultural, Salud, Protección Civil, Comercio y Transportes.
Este museo se ubica en el lado norte-oriente de la ciudad, a pocos metros de la Torre Chiapas y del Polyforum Mesoamericano.

#### Miradores de la Ciudad
Dada la ubicación de Tuxtla Gutiérrez en un valle rodeado de montañas, en la ciudad existen dos principales miradores, ambos son sitios turísticos muy conocidos:
- Mirador "Los Amorosos": Llamado así por el poema del chiapaneco Jaime Sabines. Está ubicado sobre el lado norte de la ciudad. A pesar de estar a menor altura que el Mirador de Copoya, la panorámica en este mirador es más amplia dado que está en el lado opuesto a las elevaciones montañosas que puedan obstruir la vista. Cuenta con cafeterías y dulcerías.
- Mirador de Copoya: Llamado así por su cercanía a la Localidad de Copoya. Está ubicado sobre el lado sur de la ciudad. Dada su altura, desde este lugar se aprecia una panorámica casi completa de Tuxtla Gutiérrez. Además de cafetería, cuenta con un restaurante de comida regional chiapaneca.

En ambos miradores se puede encontrar venta de pan y dulces característicos de la gastronomía de Chiapas.

#### Parque Morelos Bicentenario
Parque diseñado especialmente para la convivencia familiar, cuenta con áreas de verdes, fuentes, varios juegos, y cafeterías.
Al fondo del costado sur se levanta una escalinata sobre el cerro de "La Lomita", que culmina con el Monumento a la Anexión de Chiapas a México.
Al costado norte de este parque, se encuentra el Parque de la Juventud, el cual es un pequeño parque que cuenta con cafetería y espacios para almorzar al aire libre.
Al costado noroeste, se encuentra el Palacio de Cultura, el cual es sede de la Rectoría de la Universidad de Ciencias y Artes de Chiapas (UNICACH), una de las universidades públicas más importantes del estado.
En el costado noreste se encuentra el monolito a los héroes navales.

#### Parque Joyyo Mayu

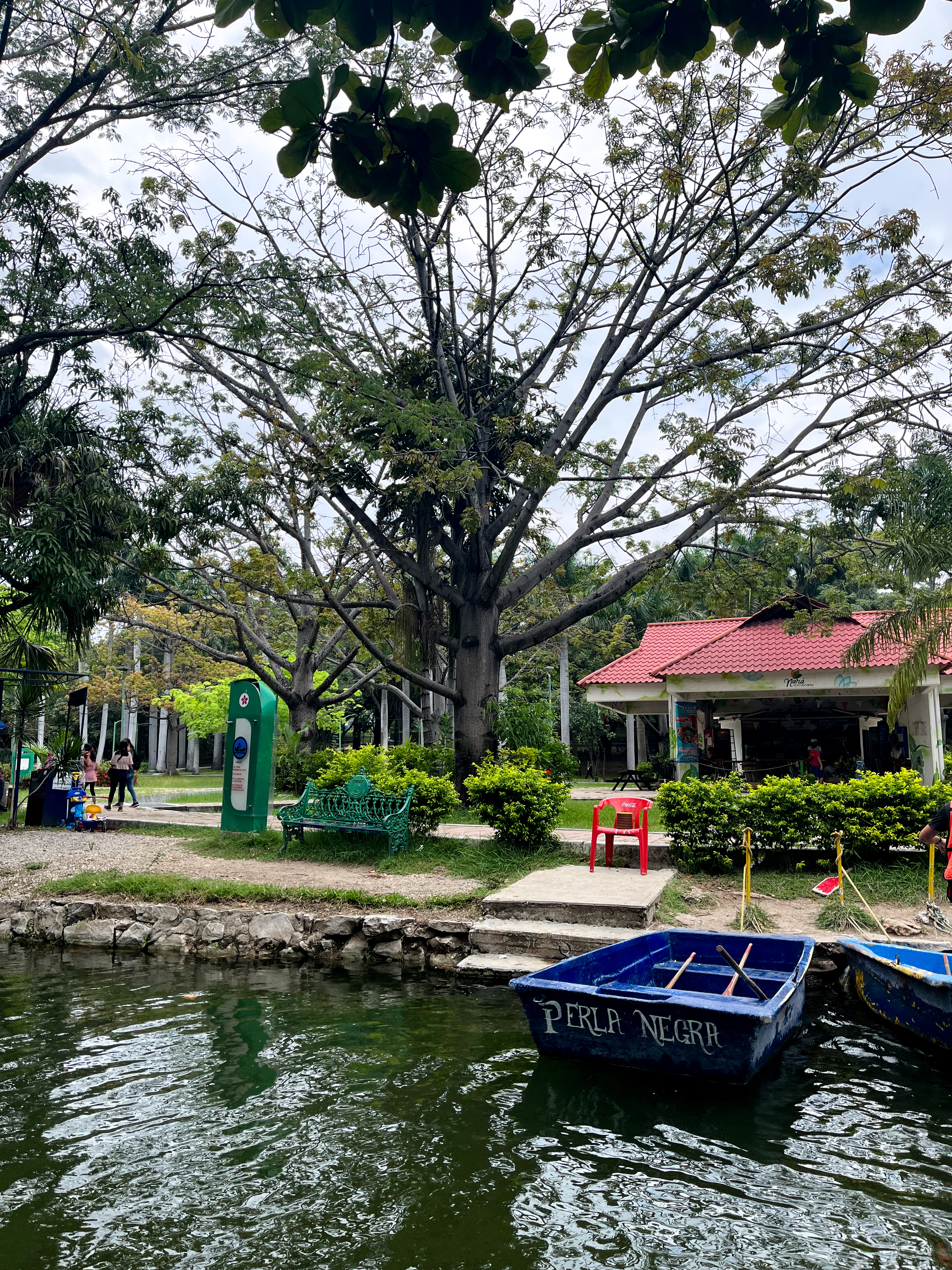
Lanchas del estanque en Parque Joyyo Mayu

Es llamado así por una flor local, "Joyo Mayu" significa flor de mayo en lengua zoque. Es un extenso parque recreativo ubicado al noreste de Tuxtla Gutiérrez al lado del parque deportivo «Caña Hueca» ideal para los días de campo y eventos de diversa índole. Este parque cuenta con cafeterías, mesas y palapas, canchas, bicicletas y un lago con servicios para rentar barcas. Algo que destaca en este parque es su sinnúmero de árboles que hacen al lugar ideal para la recreación y el descanso.

#### Parque Deportivo Caña Hueca
El parque «Caña Hueca» es una extensa área verde que se encuentra en el noreste de Tuxtla Gutiérrez y al lado del parque «Joyo Mayu». La finalidad del parque es deportiva pero las familias tuxtlecas lo utilizan con fines recreativos y familiares por la extensión y el entorno natural del lugar, pues el río «Sabinal» corre en el territorio del parque, lo que le da un aspecto campestre con un sinnúmero de árboles y vegetación. Este centro cuenta con áreas de cafetería, canchas de baloncesto, canchas de tierra de fútbol, canchas de césped de fútbol, cancha de fútbol rápido, cancha de tenis, cancha de frontón-tenis, pista de carreras que rodea todo el parque y equipo para hacer ejercicio. Además, en este parque se realizan eventos de diversa índole.

#### Museo de las Artesanías de Chiapas
Es un Museo ubicado sobre el Boulevard Belisario Domínguez, en la zona dorada de la ciudad, en el lado poniente. Está destinado a la exposición y venta de artesanías del estado. Cuenta con una interesante exposición permanente llamada De la creación a la conciencia, compuesta por elementos museográficos modernos e interactivos y por piezas artesanales de colección que se relacionan con los antecedentes históricos de la práctica artesanal, la mitología de los pueblos donde se elaboran, su simbología y/o sentido ritual, recreando su contexto de creación y uso.
En las salas de exposiciones temporales, se exhiben las piezas ganadoras de los concursos estatales artesanales que se realizan anualmente, así como obras de arte relacionadas con la práctica artesanal o la mitología de los pueblos indígenas de Chiapas.
Este museo también ofrece talleres de escultura y pintura en alfarería y máscaras, así como visitas guiadas, conferencias, presentaciones editoriales, concursos de arte, cafetería, salas de usos múltiples, etc.

#### Parque Chiapasiónate
Un sitio para convivir en la familia en conjunto con la naturaleza. Ubicado en el lado oriente de la ciudad, a un costado de la Plaza Ámbar Fashion Mall. Por las noches cuenta con un juego de luces, donde la atracción principal es el Monumento a la Marimba.

### Turismo de moda
Tuxtla Gutiérrez es la sede Principal de Casa Chiapas, una Institución que pertenece a la Secretaría de Turismo y que también es encabezada por un Consejo de Empresarios en la Iniciativa privada de la Alta Costura chiapaneca, cuyo fin es difundir a través de trajes estilizados la moda chiapaneca y tuxtleca, de ahí destacan Diseñadores como Francisco Mayorga (Conocido como Paco Mayorga), José Luis Alvarado entre otros.
En la ciudad se lleva a cabo cada año el Desfile de Modas de Casa Chiapas, el cual exhibe los atuendos de moda que combinan las tradiciones de los trajes típicos con las altas tendencias de la moda en el mundo. Cabe destacar que Tuxtla Gutiérrez es centro de distribución de estos trajes en México y en el mundo; además de ser la Casa Chiapas muy visitada por turistas nacionales, extranjeros y hasta locales y ciudadanos.

## Infraestructura

### Transporte

#### Transporte público urbano
Los medios de transporte público urbano existentes en Tuxtla Gutiérrez, son:
- Sistema de transporte colectivo: Está integrado por más de 3000 furgonetas, las cuales recorren diversas rutas que atraviesan la ciudad. Es el sistema de transporte público más utilizado.
- Taxis: Libres y de sitio.
- De plataforma: Conformada por los prestadores de servicio de transporte mediante plataformas como Uber y Didi.

#### Terminal de Autobuses OCC

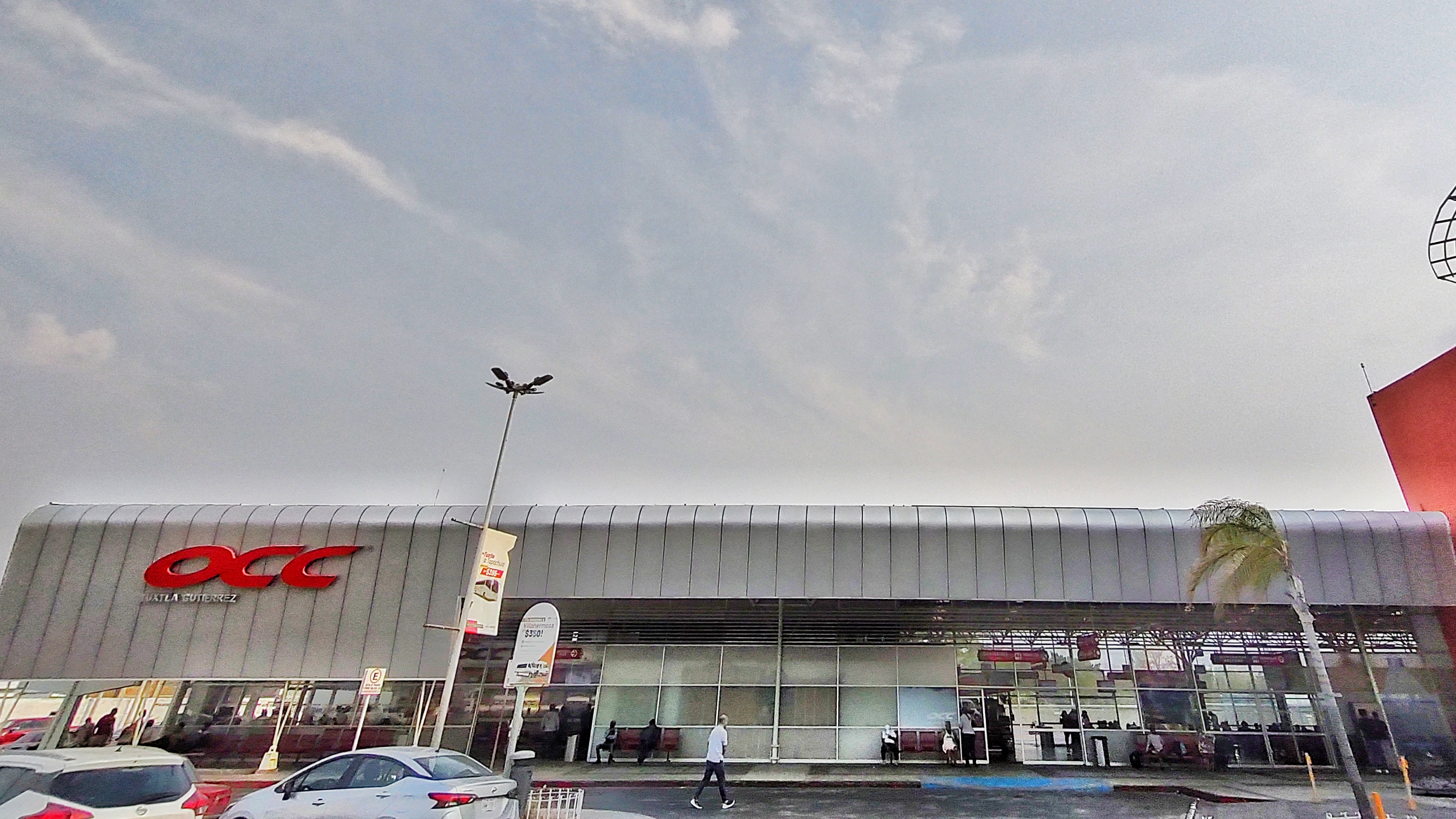
Terminal de Autobuses ADO en Tuxtla Gutiérrez

También conocida como "Terminal OCC" o "La Colón". En ella se puede tomar servicios de autobuses de todas las clases pertenecientes al grupo ADO Mobility.
Esta terminal comparte estacionamiento y está conectada con Plaza Las Américas, lo cual la convierte en la terminal más usada para viajes hacia destinos fuera del estado.
En esta terminal operan las marcas ADO, ADO GL, ADO Platino, Cristóbal Colón, Ómnibus Cristóbal Colón (OCC), Rápidos del Sur (RS), Transportes Regionales de Tabasco (TRT), así como Autotur. Cuenta con destinos a las ciudades más importantes del estado, a la Ciudad de México y a diversas localidades de la república mexicana.
| Línea           | Servicio      | Destinos |
| --------------- | ------------- | --- |
| ADO             | Primera Clase | Ciudad de México, Puebla, Comitán de Domínguez, San Cristóbal de Las Casas y Coatzacoalcos. |
| ADO Aeropuerto  | Exprés        | Aeropuerto Internacional Ángel Albino Corzo |
| ADO Conecta     | Exprés        | Arriaga, Pichucalco, San Cristóbal de Las Casas, Tonalá, Cárdenas, Teapa, Villahermosa, Acayucan, Coatzacoalcos, Las Choapas y Minatitlán. |
| ADO GL          | Ejecutivo     | Ciudad de México, Veracruz, Mérida, Puebla, Campeche, Ciudad del Carmen, Comitán de Domínguez, Huixtla, San Cristóbal de Las Casas, Tapachula, Tonalá, Juchitán, Huatulco, Puerto Escondido, Cancún, Playa del Carmen y Villahermosa. |
| Cristóbal Colón | Económico     | Arriaga, Tuxtla Gutiérrez (Central Camionera Sur), Cintalapa, Comitán de Domínguez, Escuintla, Huixtla, Mapastepec, Pijijiapan, Tapachula y Tonalá. |
| OCC             | Primera Clase | Ciudad de México, Veracruz, Mérida, Puebla, Campeche, Ciudad del Carmen, Arriaga, Cintalapa, Frontera Comalapa, Huixtla, Motozintla, Palenque, Pijijiapan, San Cristóbal de Las Casas, Tapachula, Tonalá, Juchitán, Oaxaca de Juárez, Huatulco, Puerto Escondido, Salina Cruz, San Pedro Tapanatepec, Tehuantepec, Cancún, Chetumal, Playa del Carmen, Tulum, Cárdenas, Frontera, Villahermosa, Acayucan, Coatzacoalcos, Córdoba y Minatitlán. |
| RS              | Intermedio    | Arriaga, Cintalapa, Tonalá, Pijijiapan, Mapastepec, Huixtla, Escuintla, Palenque, Tapachula, Villahermosa y Coatzacoalcos. |
| TRT             | Intermedio    | Villahermosa, Cárdenas, Huimanguillo y Raudales Malpaso. |

#### Terminal de Autobuses AEXA

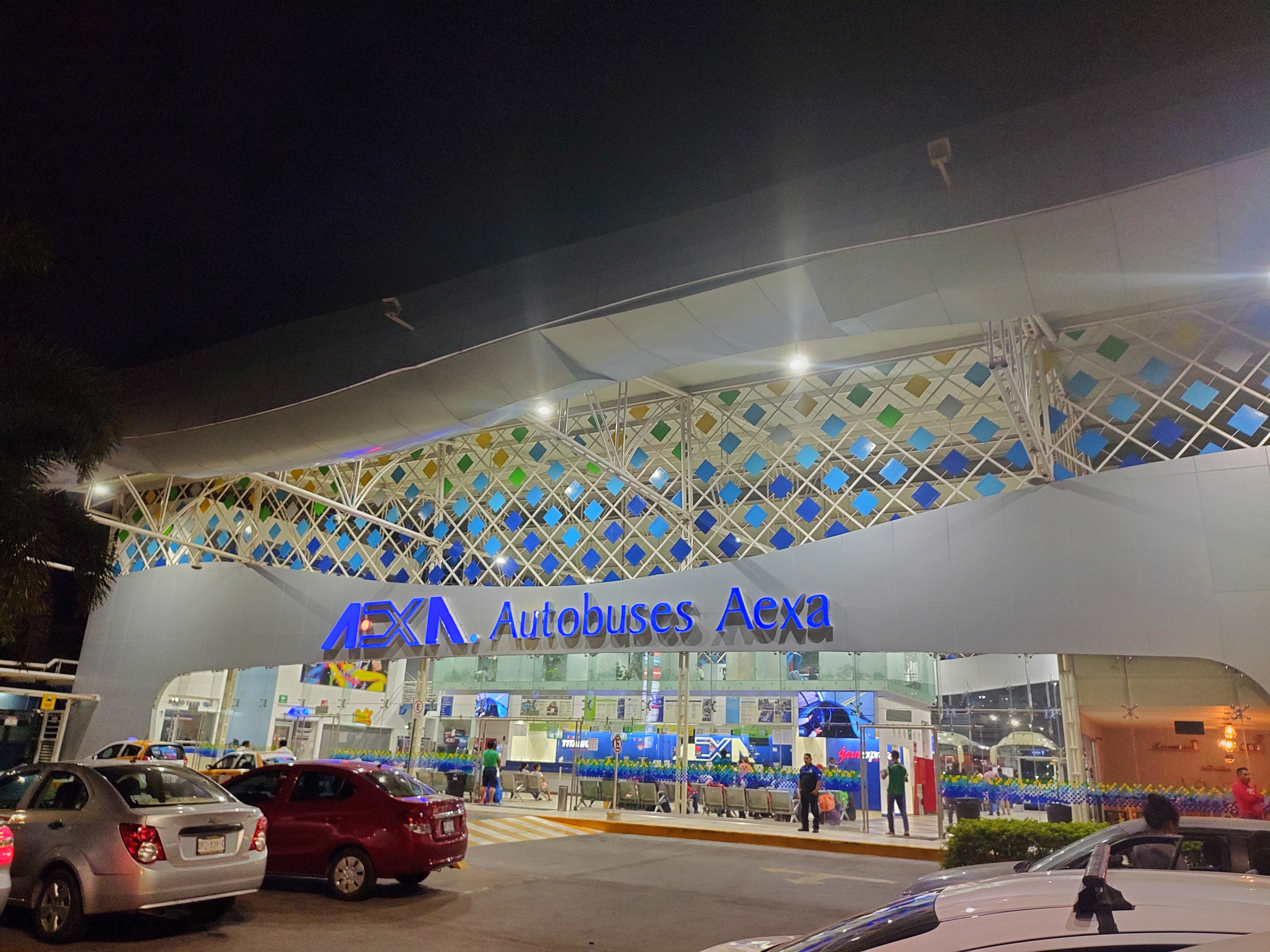
Terminal de Autobuses AEXA en Tuxtla Gutiérrez

Autobuses Expreso Azul, también conocido como AEXA, es una empresa Chiapaneca que tiene rutas a las ciudades más importantes del estado con autobuses de todas las clases.
En esta terminal operan las líneas AEXA, AEXA Gran Expreso, AEXA Light, Pancheras, Titanium y TLA Titanium.
| Línea                  | Servicio      | Destinos                                                                                      |
| ---------------------- | ------------- | --------------------------------------------------------------------------------------------- |
| AEXA                   | Primera Clase | Arriaga, Cintalapa, Escuintla, Huixtla, Mapastepec, Pijijiapan, Palenque, Tapachula y Tonalá. |
| AEXA Gran expreso Blue | Lujo          | Huixtla, Mapastepec, Pijijiapan, Palenque y Tapachula,.                                       |
| AEXA Light             | Económico     | Arriaga, Cintalapa y Tonalá.                                                                  |
| Pancheras              | Intermedio    | Cintalapa.                                                                                    |
| Titanium               | Lujo          | Ciudad de México y Puebla.                                                                    |
| TLA Titanium           | Primera Clase | Ciudad de México y Puebla.                                                                    |

#### Terminal de Transferencia de Tuxtla Gutiérrez
También conocida como "Central Camionera de Los Ancianos" por su ubicación frente al Mercado de Los Ancianos. Anteriormente también se le conoció como "Terminal de Corto Recorrido de Tuxtla Gutiérrez".
En esta terminal se concentran principalmente empresas de transporte que prestan servicios intermedios y de clase económica a destinos ubicados en el interior del estado, por medio de autobuses y furgonetas.
| Línea                                                                  | Servicio  | Destinos                                    |
| ---------------------------------------------------------------------- | --------- | ------------------------------------------- |
| Autotransportes Agua Azul                                              | Económico | Pichucalco                                  |
| Autotransportes Cuxtepeques                                            | Exprés    | Comitán de Domínguez                        |
| Autotransportes Zoque                                                  | Exprés    | Copainalá y Tecpatán.                       |
| Transportes Oaxaca - Chiapas (TOCH)                                    | Económico | Oaxaca de Juárez, Juchitán y Tehuantepec.   |
| Rápidos de La Angostura                                                | Exprés    | Comitán de Domínguez y Venustiano Carranza. |
| Sistema Metropolitano de Transporte y Sistema Económico de Berriozábal | Económico | Berriozábal                                 |

#### Terminal Central Camionera del Sur
En esta terminal ubicada a escasos metros de la Terminal de Transferencia de Tuxtla Gutiérrez, se concentran empresas de transporte que prestan servicios intermedios y de clase económica por medio de autobuses.
En esta terminal operan las líneas: Cristóbal Colón, Rápidos del Sur (RS), AEXA Light, Segunda Clase (SC), Autobuses del Valle de Cintalapa (AVC), así como Fletes y Pasajes (FyPSA).

#### Terminal de autobuses Cristóbal Colón
En esta terminal, ubicada sobre la avenida novena sur, en el centro de la Ciudad, operan las líneas económicas Cristóbal Colón y Rápidos del Sur, pertenecientes al Grupo ADO Mobility.

#### Aeropuerto Internacional "Ángel Albino Corzo" de Tuxtla Gutiérrez

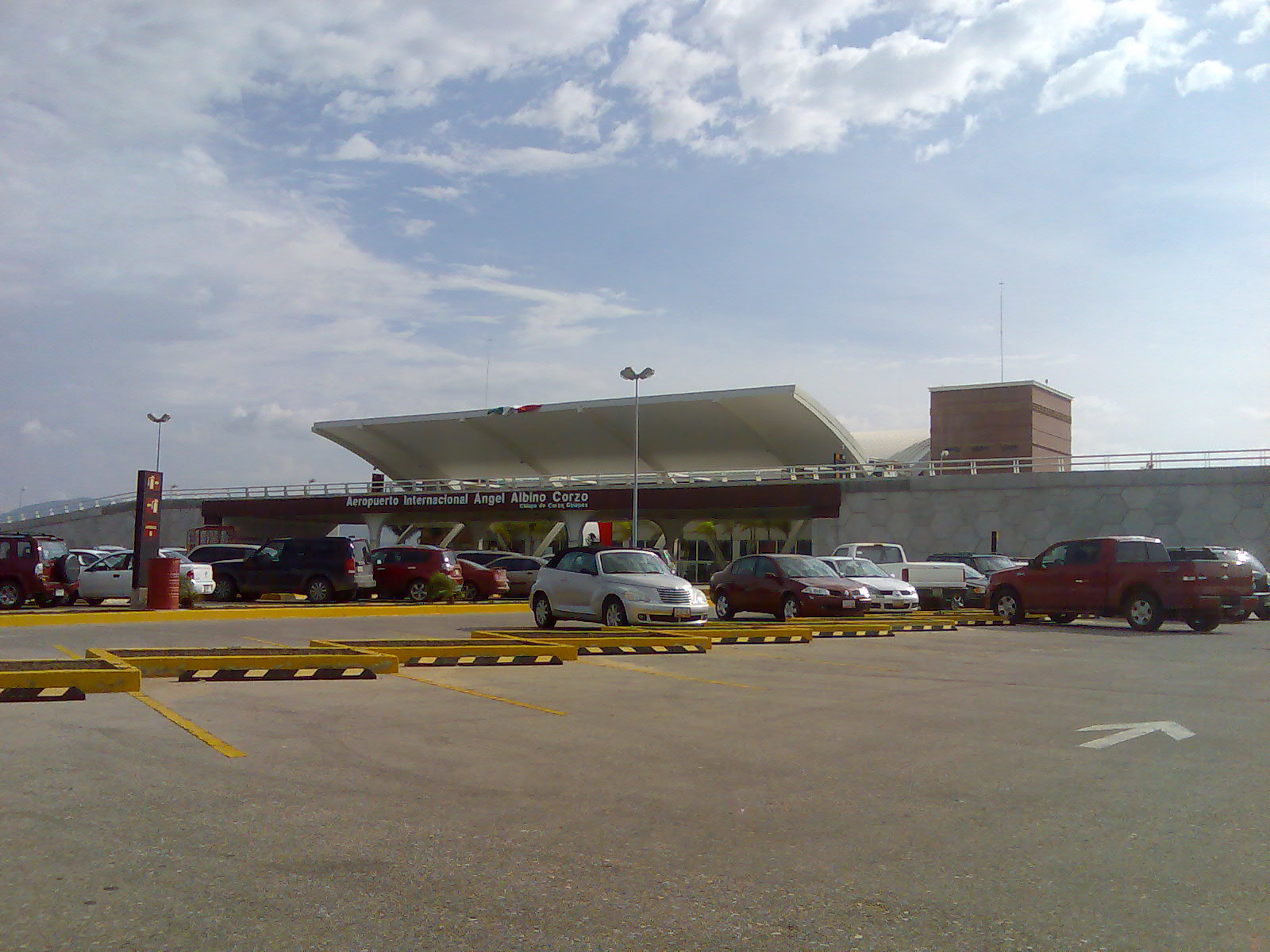
Aeropuerto Internacional Ángel Albino Corzo en la Zona Metropolitana de Tuxtla Gutiérrez.

El Aeropuerto Internacional de Tuxtla se ubica a 34 km del centro de la ciudad, en el vecino municipio de Chiapa de Corzo. Es el aeropuerto con mayor tráfico de la zona suroeste del país, y en 2014 fueron transportados 930 000 pasajeros. La infraestructura aeroportuaria comprende 700 hectáreas y 3 andenes. Cuenta con destinos nacionales a: Cancún, Ciudad de México, Guadalajara, León, Mérida, Mexicali, Monterrey y Tijuana por parte de las principales líneas aéreas del país, así como un destino Internacional a la Ciudad de Guatemala.
En el pasado, funcionaron como aeropuertos principales el Aeropuerto Llano San Juan (clausurado) y la Base Aérea Militar N.º 6 (anteriormente Aeropuerto Nacional Francisco Sarabia).
| Aerolínea    | Destinos                                                         |
| ------------ | ---------------------------------------------------------------- |
| Aeroméxico   | Ciudad de México.                                                |
| TAG Airlines | Ciudad de Guatemala.                                             |
| Viva Aerobús | Cancún, Ciudad de México, Guadalajara, Mérida y Monterrey.       |
| Volaris      | Cancún, Ciudad de México, Guadalajara, León, Mexicali y Tijuana. |

### Caminos
Tuxtla Gutiérrez está comunicada con el resto del país por medio de una red de carreteras libres federales y también por una autopista que acorta el recorrido a ciudades distantes como la Ciudad de México, cuyo viaje se hace ahora en un promedio de doce horas, cuatro horas menos de lo que se haría por la red federal. Una autopista de cuota comunica a Tuxtla Gutiérrez con San Cristóbal de las Casas, inicia en Chiapa de Corzo y acorta el recorrido a 45 minutos entre estas dos ciudades. Otras dos carreteras libres comunican a Tuxtla con Suchiapa y la región de la Fraylesca; y con Chiapa de Corzo, San Cristóbal de las Casas, Comitán y la frontera con Guatemala.
Según datos de la Secretaría de Comunicaciones y Transportes (SCT), en el año 2000 la ciudad contaba con una red carretera de 54,25 km integrados principalmente por la red rural de la SCT (28,75 km), la red de la Comisión Estatal de Caminos de Chiapas (13,20 km) y caminos rurales construidos por otras instituciones públicas mexicanas (12,30 km). La red carretera de la ciudad representa el 1.60% de la región económica I Metropolitana.

### Educación
Tuxtla Gutiérrez cuenta con una amplia infraestructura educativa, compuesta por centros que ofrecen servicios educativos de todos los niveles y más de 40 universidades, siendo el epicentro educativo del estado. En ellas se ofrece una variedad de programas formativos en diversas disciplinas, como Medicina, Enfermería, Odontología, Q.F.B., Psicología, Derecho, Diseño, Mercadotecnia, Arquitectura, Ingenierías, Informática, Animación, etc.
Dentro de las Universidades más reconocidas y destacadas de la ciudad, se encuentran las siguientes:
| Universidad                                                                             | Oferta Educativa | Sitio web                                                   |
| --------------------------------------------------------------------------------------- | --- | ----------------------------------------------------------- |
| Universidad Autónoma de Chiapas (UNACH).                                                | Licenciaturas, Especialidades, Maestrías y Doctorados; a través de diversas Facultades, Institutos y Centros de Estudios. | UNACH                                                       |
| Universidad de Ciencias y Artes de Chiapas (UNICACH).                                   | Bachillerato, Licenciaturas, Maestrías y Doctorados; a través de diversas Facultades, Institutos y Centros de Estudios.   | UNICACH                                                     |
| Instituto Tecnológico de Tuxtla Gutiérrez (ITTG).                                       | Licenciaturas, Maestrías y Doctorados relacionados a Ingenierías.                                                         | Tecnológico de Tuxtla Gutiérrez                             |
| Universidad Politécnica de Chiapas (UP).                                                | Licenciaturas, Maestrías y Doctorados relacionados a Ingenierías.                                                         | UP Chiapas                                                  |
| Universidad Pedagógica Nacional (UPN) No. 71.                                           | Licenciaturas relacionadas a la Pedagogía.                                                                                | UPNCH Archivado el 19 de agosto de 2024 en Wayback Machine. |
| Instituto de Administración Pública de Chiapas (IAP).                                   | Diplomados, Licenciaturas, Maestrías y Doctorados relacionados a la Administración Pública.                               | IAP Chiapas                                                 |
| Escuela Normal Superior de Chiapas (ENSCH).                                             | Licenciatura Normal en Educación.                                                                                         | ENSCH                                                       |
| Instituto Superior de Estudios de Enfermería del Estado de Chiapas (ISEEECH).           | Técnico Bachiller y Licenciatura en Enfermería.                                                                           | ISEEECH                                                     |
| Escuela Normal de Licenciatura en Educación Primaria del Estado (ENLEPE).               | Licenciatura Normal en Educación Primaria.                                                                                | ENLEPE                                                      |
| Escuela Normal del Licenciatura en Educación Física Pedro Reynol Ozuna Henning (ENLEF). | Licenciatura Normal y Maestría en Educación Física.                                                                       | ENLEF                                                       |
| Escuela Superior de Trabajo Social Jesús Aquino Juan.                                   | Licenciatura en Trabajo Social.                                                                                           | ESTS                                                        |

| Universidad                                                                             | Oferta Educativa                                                                                       | Sitio web                       |
| --------------------------------------------------------------------------------------- | --- | ------------------------------- |
| Instituto Tecnológico y de Estudios Superiores de Monterrey (ITESM / TEC de Monterrey). | Bachillerato y Licenciaturas.                                                                          | TEC de Monterrey Campus Chiapas |
| Universidad del Valle de México (UVM).                                                  | Bachillerato, Licenciaturas, Maestrías y Doctorados.                                                   | UVM Tuxtla                      |
| Escuela Bancaria y Comercial (EBC).                                                     | Licenciaturas, Especialidades y Maestrías.                                                             | EBC Campus Chiapas              |
| Universidad Pablo Guardado Chávez (UPGCH).                                              | Preescolar, Primaria, Secundaria, Bachillerato, Licenciaturas, Especialidades, Maestrías y Doctorados. | UPGCH                           |
| Instituto de Estudios Superiores de Chiapas (IESCH / Universidad Salazar).              | Preescolar, Primaria, Secundaria, Bachillerato, Licenciaturas, Maestrías y Doctorados.                 | IESCH                           |
| ALIAT Universidad Valle del Grijalva (UVG).                                             | Bachillerato, Licenciaturas, Maestrías y doctorados.                                                   | UVG Tuxtla                      |
| Universidad San Marcos (USAM).                                                          | Licenciaturas, Especialidades, Maestrías y Doctorados.                                                 | USAM Tuxtla                     |
| Universidad de Ciencia y Tecnología Descartes.                                          | Bachillerato, Licenciaturas, Maestrías y Doctorados relacionados a Ingenierías.                        | UDescartes                      |
| Universidad Maya (UM).                                                                  | Licenciaturas, Especialidades, Maestrías y Doctorados.                                                 | Universidad Maya Tuxtla         |
| Universidad Católica de Chiapas (UCACH).                                                | Licenciaturas, Maestrías y Doctorados.                                                                 | UCACH                           |
| Universidad del Sur (UNISUR)                                                            | Licenciaturas, Maestrías y Doctorados.                                                                 | UNISUR                          |
| Universidad de Estudios Superiores de Tuxtla (UEST).                                    | Licenciaturas, Maestrías y Doctorados.                                                                 | UEST                            |
| Universidad IEXPRO.                                                                     | Licenciaturas, Maestrías y Doctorados.                                                                 | IEXPRO                          |
| Universidad SEUAT.                                                                      | Secundaria, Bachillerato, TSU, Licenciaturas, Especialidades, Maestrías y Doctorados.                  | SEUAT Tuxtla                    |

### Deporte
Tuxtla Gutiérrez cuenta con infraestructura deportiva para albergar eventos de talla nacional. Durante la primera década de este siglo, Tuxtla ha sido sede de diferentes eventos, campeonatos, copas y juegos deportivos.
En el 2005 se realizaron las Olimpiadas Nacionales, teniendo como sede principal la ciudad de Tuxtla Gutiérrez, evento que fue inaugurado en el Estadio Samuel León Brindis.
Ha sido sub-sede mexicana para las eliminatorias de la Copa Mundial de Fútbol Alemania 2006 y de la Copa Mundial de Fútbol Sudáfrica 2010.
También la ciudad albergó en el 2007 las sedes del Campeonato Centroamericano de Patines sobre ruedas, de la Copa Internacional de Voleibol, fue sede alterna del Campeonato de Atletismo y del Torneo Abierto de Ajedrez.
El 12 de octubre de 2008, se inauguró el Autódromo Chiapas, el cual en su fase inicial consiste en un óvalo de 1200 metros para competencias de autos de la National Association for Stock Car Auto Racing (NASCAR). La NASCAR Corona Series, el serial de automovilismo más importante del país, fue el encargado de inaugurar el inmueble, con un evento que atrajo a más de 15000 espectadores, en el 2013 este recinto abre sus puertas con el Campeonato de la NASCAR Toyota Series 2013, ya renombrado como el Super Óvalo Chiapas.
Hasta el año 2008, Tuxtla Gutiérrez fue sede de Arranque de la Carrera Panamericana, pero será en el 2014 cuando se solicite la reincorporación de la ciudad como Sede Histórica del arranque de esta Carrera.
Chiapas fue sede del II Encuentro Nacional Deportivo de Indígenas, y de los Juegos Deportivos Escolares, ambos en el año 2009.
En el 2010 fue sede del Campeonato Mundial de Clavados de Altura FINA 2010, de la Nauticopa Corona, ambos en el parque nacional Cañón del Sumidero, no dejando atrás, de que cada año, es sede del Maratón Internacional del Cañón del Sumidero.
En el año 2011 se realizó el Torneo de Boxeo Femenil Centroamericano en el Poliforum Mesoamericano, además, fue Sede del Torneo de Box "Azteca" organizada por una importante cadena de televisión mexicana, su sede principal fue la Arena Metropolitana "Jorge Cuesy Serrano'', ahora llamada ''Arena Universitaria''.
La Arena Metropolitana Jorge Cuesy Serrano es una arena de usos múltiples ubicada en la ciudad. Fue nombrada así en honor a Jorge Cuesy Serrano, quien fuera director del Instituto del Deporte en el Gobierno de Chiapas y muriera el 17 de julio de 2011.Fue inaugurada el 21 de mayo de 2011, tiene capacidad para 2500 espectadores, aunque para eventos distintos, se puede ampliar su capacidad hasta sobrepasar los 3000 espectadores aproximadamente. Es utilizada para eventos deportivos como funciones de lucha libre, boxeo, gimnasia, así como para conciertos y eventos gubernamentales.
Tuxtla Gutiérrez es Sede final de la Vuelta Internacional Ciclista "Chiapas", evento que reúne a ciclistas profesionales de todo el mundo; esta vuelta ha sido considerada como la más importante en la Región Centroamericana. El evento fue suspendido en el 2013 debido al programa de austeridad gubernamental en Chiapas.
Cada año se lleva a cabo el "Medio Maratón de Tuxtla Gutiérrez", renombrado en el 2013 como "Medio Maratón Chiapas", que se realiza en la Avenida Central de la ciudad, además de ser el arranque de la "Cruzada Estatal para el Deporte" llevada a cabo en el Parque Recreativo Caña-Hueca, evento realizado a principios del 2013.
En 2014 será sede del Campeonato CentroBasket U15 de la Federación Internacional de Baloncesto, y del VII Congreso Nacional de Ciclismo Urbano promovido por la BiciRedMx.
En 2015 se concluyó la remodelación del Parque del Oriente, el cual cuenta con instalaciones deportivas de primer nivel, además de la construcción de Ciudad Universitaria - Universidad Autónoma de Chiapas, en la cual se contempla la construcción de un Natatorio al Aire Libre, complejos Deportivos y la Construcción de un Moderno estadio Olímpico, el proyecto se prevé que concluya con los festejos del Medio Siglo de Fundación de dicha universidad.
En 2016 se inauguró el foro chiapas o lienzo charro que se utiliza para competiciones de charrería, en el cual se llevó a cabo el LXXII congreso y campeonato nacional charro Chiapas 2016. El foro chiapas se ha convertido en uno de los escenarios con más capacidad en todo Chiapas.
| Instalaciones                                              | Deportes                                                                               |  |
| ---------------------------------------------------------- | -------------------------------------------------------------------------------------- |  |
| Estadio Victor Manuel Reyna                                | Fútbol, Pista y Campo                                                                  |  |
| Domo del ISSTECH                                           | Natación, Waterpolo, Nado Sincronizado, Clavados                                       |  |
| Polyforum Mesoamericano                                    | Baloncesto, Box y Voleibol                                                             |  |
| Estadio de Béisbol "Panchón Contreras"                     | Béisbol                                                                                |  |
| Villa Deportiva del INDEPORTE                              | Balonmano, Baloncesto, Levantamiento de Pesas, Voleibol, Pista, Esgrima                |  |
| Arena Metropolitana "Jorge Cuesy"                          | Boxeo, Lucha, Judo, Karate, Taekwondo, Baloncesto y Voleibol                           |  |
| Centro Deportivo "Caña Hueca"                              | Fútbol, Baloncesto, Voleibol, Tenis, Raquetbol, Ciclismo, Triatlón y Pentatlón Moderno |  |
| Centro Deportivo de Alto Rendimiento de Tenis "Chiapas"    | Tenis                                                                                  |  |
| Estadio "Samuél León Brindis"                              | Futboll Americano, Softbol y Rugby                                                     |  |
| Auditorio "Efraín Fernández Castillejos"                   | Baloncesto, Voleibol y Bádminton                                                       |  |
| Domo del ISSTECH"                                          | Taekwondo, Karate, Gimnasia y Gimnasia Rítmica                                         |  |
| Estadio "Flor del Sospó""                                  | Fútbol, Softboll                                                                       |  |
| Velódromo a Cielo Abierto de la Unidad Deportiva ISSTECH"" | Ciclismo en Pista                                                                      |  |
| Parque natural Cañón del Sumidero""                        | Ciclismo de Ruta y Ciclismo de Montaña                                                 |  |
| Boleclipse""                                               | Boliche                                                                                |  |
| Parque Noquis""                                            | Ciclismo BMX                                                                           |  |
| Autódromo Chiapas""                                        | Carreras de Autos, Serie NASCAR y Eventos Deportivos                                   |  |

### Viviendas y servicios públicos
En el año 2000 se registraron 100 270 viviendas particulares habitadas en la ciudad, de las cuales el 73,36% son propiedad de sus habitantes y 26,28% no son propias. En promedio cada vivienda de la ciudad fue ocupada por 4,25 habitantes. Los materiales predominantes en los pisos de las viviendas eran: 9,23% de tierra y 66,05% de cemento y firme. Los materiales predominantes en las paredes eran: 84,83% de tabique y de madera 4,18%. Los materiales predominantes en el techado eran: 14,37% de lámina de asbesto y de concreto 70,65%. El 98,10% de las viviendas disponían de energía eléctrica, 78,74% de agua entubada y el 94,43% contaban con drenaje.
Desde 1982 el organismo operador de la ciudad de Tuxtla Gutiérrez, Chiapas, suministra el servicio de agua a la población, de una planta potabilizadora que se abastace en el río Santo Domingo, en el municipio de Chiapa de Corzo, que la dota de 1,5 metros cúbicos por segundo, y surte a más de 400 000 habitantes. Desde septiembre de 2007, se abastece también de una segunda planta potabilizadora, ubicada al margen del río Grijalva. Una planta que es modular, moderna y funcional. Dentro de las eficientes características que tiene esta planta es que puede ampliarse para aumentar su capacidad de acuerdo a las necesidades del sistema operador. Como ahora esta sumistra 3 m³/s le permite dar el servicio a más de 800 000 habitantes. Desde su inauguración la ciudad cuenta con un suministro de agua diario de 4,5 m³/s. Estas mejoras en el suminstro de agua potable a la ciudad asegura su crecimieto sin el angustiante problema de la falta de ella.

## Cultura
El principal centro cultural es el Jaime Sabines, en ese edificio se encuentra también la Biblioteca Pública Central del Estado (que consta de bibliotecas, hemeroteca, fonoteca, videoteca, bebeteca, cibersala y exposiciones de arte temporales) y el Archivo General e Histórico del Estado de Chiapas; además de auditorio, librería, galería artística y salones de instrucción artística. Otras bibliotecas públicas son aquellas del: Congreso Estatal de Chiapas, Universidad de Ciencias y Artes de Chiapas y la Universidad Autónoma de Chiapas.

### Eventos culturales
La ciudad cuenta con dos teatros, el Teatro de la Ciudad Emilio Rabasa y el Poliforum Mesoamericano, este último ubicado frente al Centro de Convenciones de Chiapas. Es una tradición que cada año se lleve a cabo la presentación estelar de la Orquesta Sinfónica del Estado de Chiapas y el Coro de Cámara, para realizar sus presentaciones de acorde a la temporada. Las únicas obras teatrales originarias de Tuxtla Gutiérrez que son de trascendencia local y se montan unos días anualmente, son las comedias Bienvenido conde Drácula, Don Camilo, El tenorio chiapaneco y la ópera bufa Marimba arrecha. Estas obras fueron hechas por Dolores Montoya Calguera y rescatan la tradicional idiosincrasia chiapaneca, que casi ha desaparecido, e incluyen en sus diálogos algunas trivialidades recientes que mencionan los medios de comunicación, además satirizan a los funcionarios y políticos mexicanos, pero especialmente chiapanecos.

### Festividades
Tuxtla Gutiérrez, a pesar de ser una ciudad que ha crecido con el paso de los años, aún conserva algunas tradiciones que, en su mayoría, provienen de sus inicios zoques; entre ellas destacan:

#### Festival Internacional de Marimbistas
Aborda aspectos técnicos, académicos e interpretativos de la marimba, además de enseñar su tradición, ejecución, sonoridad y formas de agrupación tradicional. Desde su primera emisión, en 1999, reúne a connotados marimbistas de países de los cinco continentes. En el marco del festival se celebra el Concurso Nacional de Marimbistas, el Concurso Estatal de Marimbas y desde 2011, el Encuentro Latinoamericano de Marimbistas. El programa incluye clases magistrales, conferencias y presentaciones artísticas.

#### Feria Chiapas
Ver Feria Chiapas

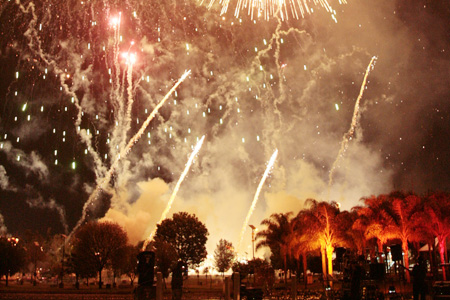
Inauguración de la Feria Chiapas en Tuxtla Gutiérrez.

La Feria Chiapas es una feria realizada anualmente en Tuxtla Gutiérrez, Chiapas, México. Se llevan a cabo corridas de toros, carreras de caballos, motocross, eventos deportivos y culturales, venta de artesanías, exposición agrícola, ganadera, industrial, comercial, turística y juegos, anteriormente se realizaba en conmemoración a la Virgen de Guadalupe teniendo este festejo 182 años y la Feria Chiapas 30 años (En 1980 se convirtió en la Primera Gran Feria Regional de Chiapas, cuyo nombre se transformó en Feria Chiapas).

#### Fiesta de San Roque
En el mes de agosto, inicia el festejo a uno de los santos de mayor veneración por parte de los zoques. Este festejo se lleva a cabo en la hoy llamada Parroquia Metropolitana de San Roque y San Bartolomé Apóstol, en el Barrio de San Roque, uno de los Barrios más antiguos de Tuxtla Gutiérrez y que conserva muchas de sus tradiciones.
Este festejo comienza con la anunciación unas semanas antes y, llegada la madrugada del día 16 de agosto (Día de San Roque de Montpellier), la figura de ese santo es sacada de la parroquia para recorrer las principales calles del Barrio de San Roque. Este festejo tiene un bailable y una vestimenta especial de los zoques, lo cual se mezcla con el credo cristiano.
En los últimos años, dado el crecimiento de la ciudad, se han ido perdiendo muchas de las tradiciones de ese barrio; sin embargo, se han logrado rescatar gran parte de ellas gracias a la intervención de familias, instituciones gubernamentales, organizaciones y personas dedicadas a la cultura, de entre las que destaca la encabezada por la profesora de artes Carmen Palacios Velázquez.
Durante ese festejo, cada año, en la explanada de ese barrio se hace la Jícara de Pozol más grande del mundo.

#### Fiesta del Señor del Cerrito
Cada 15 de julio, en la ermita del Señor del Cerrito, se lleva a cabo una de las celebraciones más importantes del sistema de cargos zoque tuxtleco: la Misa del Señor del Cerrito. Durante los días previos a la festividad se realizan ensartas de flores y ramilletes, arte precolombino que en lengua zoque se denomina "joyonaque". De igual manera la ermita se alegra con ofrendas de música tradicional y somé, elaboradas varas decoradas de hojas de zapote con fruta, panes y recipientes colgados.

#### Fiestas de Las Copoyitas
Durante todo el año, los zoques de Tuxtla celebran las fiestas de las tres vírgenes de Copoya, que son una mezcla de tradiciones prehispánicas y cristianas que dan muestra del original sincretismo cultural en el municipio. Las tres vírgenes o madres de Copoya son: la advocación de la Santísima Virgen de la Candelaria, la advocación de la Santísima Virgen del Rosario y la Virgen Santísima de Olachea.
Copoya es una comunidad y ejido que se ubica al sur del municipio de Tuxtla Gutiérrez, en la meseta homónima. Se distingue por la salvaguarda de sus costumbres, es decir, por su resistencia cultural y compromiso con el patrimonio de la cultura zoque. Las festividades de las vírgenes emanan de esta comunidad con las "bajadas" de las "copoyitas" a distintos puntos de la geografía municipal. En dichas "bajadas" se ejecutan danzas de carvanal y yomo etzé, de igual manera se preparan alimentos tradicionales y se realizan rezos y agradecimientos.
Las fechas de las festividades son varias, siendo las más concurridas el 02 de febrero y el 07 de octubre.

#### Festejo a la Virgen de Guadalupe
Otra tradición es el festejo a la Virgen de Guadalupe, cuyo antecedente es de más de 180 años, después la Feria de Guadalupe se convirtió en lo que hoy se conoce como la Feria Chiapas aunque se le siga festejando a la Virgen cada 12 de diciembre en su iglesia ubicada en pleno centro de la capital.

### Costumbres
Coronaciones onomásticas y cumpleañeras, cura de azar, santificación a san Judas Tadeo, cura de antojo, cura de ojo, cura de espanto, romería del Señor de Esquipulas, fiesta de la última teja, la boda Zoque, buñuelos de Semana Santa, hojuelas de Navidad, tamales con jocote de la Santa Cruz, quebrada de sandía el Sábado de Ramos, tejocotes y compota de calabaza del Día de Muertos.

## Gastronomía

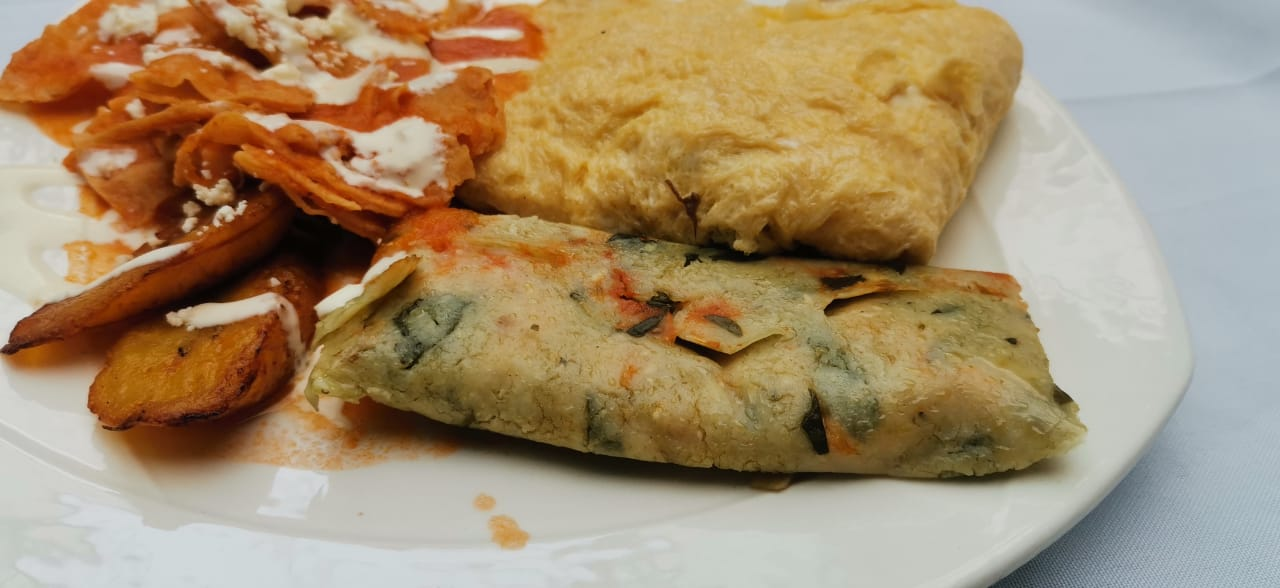
Desayuno chiapaneco, consistente en chilaquiles en salsa roja acompañado de tradicionales Tamales de chipilín y plátanos fritos con crema y queso.

Hay muchos platillos típicos; muchos de ellos han sido heredados culturalmente a través de las generaciones, tanto recetas, formas de preparación o condimentos zoques o que incluso se remontan a culturas mexica, náhuatl y maya. Algunos de éstos son: pepita con tasajo, sopa de chipilín, chipilín con bolita, cochito horneado, frijoles con chipilín y puerco con chirmol, chicharrones con patashete y huevo en pipián, zispolá y pux-xaxé. Los bocados de maíz típicos son la tostada tuxtleca y el totopo. Algunas bebidas típicas son: agua de chía, tascalate, tashiagual, pinole y el pozol. Algunos dulces típicos son: puxinú, dulce de cupapé, dulce de jocote, yumí cocido, dulce de chilacayote, melcocha con cacahuate, higo, jocote y nanche curtido, nuégado, caballito, turulete y compota de calabaza.

#### Tamales
Tuxtla tiene una gama muy extensa de tamales, muchos de ellos herencias culturales de muchos siglos de historia. Algunos de ellos son: chipilín, juacané, pux-xaxé, picte, toro pinto, cuchunuc, de hoja de milpa, hierba santa, verduras, frijoles, de mole y cambray entre otros.

## Música
El instrumento musical más representativo de Tuxtla Gutiérrez es la marimba. Hay conjuntos que se componen de marimbas de dos tamaños: la marimba "grande" de ocho octavas, y la marimba "requinto" de 5 octavas. A estos conjuntos se les suele añadir una batería como acompañamiento percusivo.
Otro conjunto existente, es la "Marimba Orquesta", en el que además de incluir marimbas, se incluyen diversos metales como saxofones y trompetas.
Ambos conjuntos interpretan sones regionales como "El alcarabán" y "El jabalí"; además, gracias a la versatilidad de la marimba, se han incorporado otros estilos musicales nacionales e internacionales como el danzón, la cumbia y el pasodoble.
Las Chiapanecas
Melodía representativa del estado de Chiapas, considerada como un segundo himno. 
Con letra y música del compositor y pianista Juan Arozamena Sánchez (1899-1926); quien se dice se inspiró al escuchar tocar la marimba al Cuarteto de los Hermanos Gómez.
En 1924 Las Chiapanecas fueron interpretada por primera vez por el Cuarteto de los Hermanos Gómez y cantada por Lupita Rivas Cacho; en La Habana, Cuba.
Llegó a México y se estrena en Mérida, Yucatán.
En 1930 es ejecutada en el Teatro Emilio Rabasa en la ciudad de Tuxtla Gutiérrez.
La canción alcanza tal éxito que es incluida en películas como Al son de la marimba y La mujer sin lágrimas. Logrando de este modo traspasar fronteras y ser de dominio público.

## Urbanismo sustentable
Tuxtla Gutiérrez es una ciudad de oportunidades que, inmersa en la modernidad, conserva diversos aspectos tradicionales, como las festividades y rituales pagano-religiosos, las leyendas y la arquitectura vernácula. La capital de Chiapas se encuentra dentro del grupo de ciudades de mayor dinamismo en la región sur sureste, por su oferta de empleo, bienes y servicios, entre otros.
En los últimos ocho años se han realizado importantes esfuerzos en los rubros de agua potable, drenaje, alcantarillado, alumbrado público, parques, jardines, unidades deportivas e infraestructura vial, entre otros.
Por sus características geográficas, nivel de desarrollo urbano y económico, así como por concentrar un gran número de dependencias estatales y municipales en su territorio, Tuxtla Gutiérrez es una ciudad con gran vocación productiva en el sector servicios. Sin embargo, muchos comercios ya establecidos en su territorio no se encuentran regularizados, debido a que existe una deficiente cultura de cumplir con la normatividad municipal; aunado a esta condición, los usuarios señalan que los trámites son burocráticos y que el personal que atiende no tiene la capacidad para brindar un buen servicio.

## Reconocimientos

### Ciudad del futuro
En el 2011, el diario británico The Financial Times reveló que Tuxtla Gutiérrez se encuentra entre las ocho ciudades a nivel mundial que cuentan con características para ser consideradas ciudades del futuro. El estudio de la publicación FDI Intelligence consideró una base de datos de la división de inteligencia en inversiones de la revista -en 450 ciudades en Norteamérica y Sudamérica- evaluando seis categorías: Potencial Económico, Recursos Humanos, Costo-Beneficio, Calidad de Vida, Infraestructura y Ambiente Amigable para los negocios; colocando a Tuxtla Gutiérrez como una posible urbe y Ciudad del Futuro a nivel mundial. En 2013, Tuxtla Gutiérrez se ubicó en el Séptimo lugar en Ciudades del Futuro en América, rebasando a otras ciudades mexicanas como Querétaro, Mérida y Saltillo.

### Plan Puebla-Panamá
Por su ubicación geográfica, la ciudad de Tuxtla Gutiérrez es punto estratégico del Plan Puebla Panamá, desde la instauración del Diálogo de Mecanismo y Concertación de Tuxtla, acordado por los Jefes de Estado y de Gobierno de Belice, Costa Rica, El Salvador, Guatemala, Honduras, México, Nicaragua y Panamá luego de la ronda inicial de reuniones en el Polyforum Mesoamericano en 2001.

### Sede del Evento Internacional Expo Orgánicos
Entre 2004 y 2008 fue sede consecutivo del evento internacional Expo Orgánicos, realizado en el Polyforum Mesoamericano, donde asistieron el entonces presidente Vicente Fox y otros presidentes centroamericanos. El evento fue asistido por el Banco Nacional de Comercio Exterior (Bancomext). Acudieron varias empresas de 70 países, principalmente estadounidenses, canadienses, japonesas, italianas, francesas y alemanas, que hicieron negocios con empresas exportadoras de Chiapas y del resto de México. Además organizadores de SDR. La revista mexicana El Inversionista publicó en su edición de octubre de 2006, que Tuxtla Gutiérrez era una de las quince ciudades mexicanas más adecuadas para vivir e invertir.

### Sede de la Conferencia Internacional sobre el cumplimiento de los ODS a nivel local 2010
En el 2010, Tuxtla fue la sede de la Conferencia Internacional sobre el Cumplimiento de los Objetivos del Desarrollo del Milenio a Nivel Local, agendas locales para el Desarrollo Humano. Un año más tarde se llevó a cabo la Conferencia sobre los principios Rectores de la actividad de la ONU en Desarrollo Humano, también Tuxtla ha sido sede de la Conferencia Internacional Parlamentaria; y también como Sub Sede de la Cumbre Internacional de Turismo de Aventura en el 2011.

### 10 mejores ciudades para vivir o visitar en México
En 2011 fue enlistada por "Consulta Mitofsky" como una de las 10 mejores ciudades para vivir o visitar en México, cuenta con el reconocimiento de Ciudad Limpia por parte de la PROFEPA en lo que se refiere al manejo de los vertederos de basura del municipio (2009), obtuvo el certificado Comunidad Segura de la International Safe Community Network (2011), siendo la tercera comunidad segura de América Latina y la primera de México en recibir dicha certificación.
Además, ha sido enlistada por el sitio fdiintelligence.com como la octava mejor ciudad de tamaño medio en Latinoamérica para invertir a futuro, según la efectividad de costos en su listado para 2013/2014. En la lista que presentó el portal Inmobiliario Lamudi en 2014, la Ciudad de Tuxtla Gutiérrez fue la cuarta ciudad de las 7 ciudades de México con mayor crecimiento inmobiliario en América Latina.

## Relaciones internacionales

### Ciudades hermanas
La ciudad de Tuxtla Gutiérrez está hermanada con las siguientes ciudades alrededor del mundo:
- Amarillo, Estados Unidos (2001)[53]
- Campeche, Mexico (2011)[54]
- Antigua Guatemala, Guatemala (2012)[55]
- Union Juarez, México (2016)[56][57]
- Uberaba, Brasil (2016)[58]
- Xico, México (2016)[59]
- Oaxaca Mexico (2016)[60][28]
- Queretaro, México (2017)[61][62][63][64][65]
- Tecate, México (2017)[66]
- La Paz, Mexico (2017)[67][68][69][70][68][69][70]
- Cancún, México (2017)[71][72][73][74]
- Celaya, México[28]
- Puebla de Zaragoza, Mexico[28]
- Tegucigalpa, Honduras[75]
- Tlaxcala México[28]
- Villahermosa México[28]
- Nuevo Parangaricutiro Michoacán, México[28]
- Coatzacoalcos, México
- El Monte, Estados Unidos
- Peñaflor, Chile
- Zamora, México
- El Pont d'Armentera, España